# Kilimanjaro
El Kilimanjaro es una montaña situada en el noreste de Tanzania, formada por tres volcanes inactivos: el Shira, en el oeste, de 3962 m de altitud; el Mawenzi, en el este, de 5149 m y el Kibo, entre ambos, el más reciente desde el punto de vista geológico y cuyo pico, el Uhuru, se eleva hasta los 5891,8 m. Es la montaña más alta de África, la montaña independiente más alta del mundo —unos 4900 m de altura desde su base en la meseta— y el cuarto pico ultraprominente en la Tierra. Es conocido además por los famosos campos de hielo de su cumbre, que se están reduciendo de forma drástica desde principios del siglo XX y se estima que desaparecerán por completo entre 2020 y 2050. La disminución de las precipitaciones de nieve responsable de este retroceso se atribuye a menudo al calentamiento global, además de a un importante proceso de deforestación. A pesar de la creación del parque nacional del Kilimanjaro en 1973, y aunque este parque desempeña un papel esencial en la regulación bioclimática del ciclo hidrológico, el cinturón forestal continúa estrechándose, debido a que la montaña está habitada por pastores masái en el norte y en el oeste, que necesitan prados de altitud para pastorear sus rebaños; y por campesinos chagga al sur y al este, que cultivan parcelas cada vez más extensas en el piedemonte, a pesar de un proceso de concienciación iniciado a principios del siglo XXI.
Después de la sorpresa que se vivió en el mundo científico, cuando en 1848 Johannes Rebmann descubrió el Kilimanjaro, se despertó el interés de exploradores como Hans Meyer y Ludwig Purtscheller, que alcanzaron la cumbre en 1889, acompañados por su guía Yohanas Kinyala Lauwo. Más tarde se convirtió en una tierra que se buscaba evangelizar, disputada entre católicos y protestantes. Finalmente, tras varios años de colonización alemana y posteriormente británica, el Kilimanjaro vio el emerger de una élite chagga, que se convirtió en la base del nacimiento de una identidad nacional y de la independencia de Tanganica en 1961.
Posteriormente, se convirtió en una montaña emblemática, evocada y representada en el arte, y convertida en un icono que utilizado en numerosos productos comerciales. Es muy apreciada por los miles de montañistas que realizan su ascensión disfrutando de la gran diversidad de su fauna y de su flora.

## Toponimia y etimología

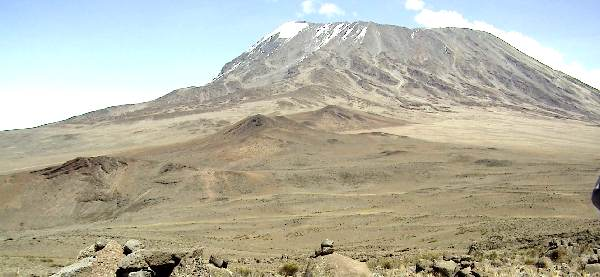
Montaña Kilimanjaro

El nombre utilizado para designar a la montaña en su conjunto se escribe «Kilimanjaro» en español e inglés, y «Kilimandjaro» en francés. También se le llama, en maa, Ol Doinyo Oibor, que significa «montaña blanca» o «montaña brillante». Su nombre fue adoptado en 1860 y provendría del suajili Kilima Njaro. El nombre Kilimanjaro ya fue objeto de tempranos estudios toponímicos, y el explorador y lingüista alemán Johann Ludwig Krapf lo veía como la «montaña del esplendor», sin más explicaciones. En 1884, Gustav Adolf Fischer, también explorador y naturalista alemán, afirmó que njaro era un demonio del frío, una idea compartida por el geógrafo Hans Meyer durante su ascensión en 1889, pero el término njaro solo es conocido por los habitantes de la costa y no por los que viven en el interior, que tampoco creían más que en espíritus benefactores. El explorador Joseph Thomson fue el primero en suponer, en 1885, que significaba «montaña brillante». Si el diminutivo kilima significa cerro, colina o montaña pequeña, esta teoría no explicaría por qué la palabra mlima no es utilizada para designar de manera menos impropia la montaña, si no fuera por razones emocionales o por deformación. Njaro se refiere a la blancura, el reflejo en suajili. Por otra parte, en la lengua maa, ngaro o ngare designa el agua o las fuentes. Pero jaro también puede designar, en kichagga, una caravana, y una teoría alternativa propone como origen los términos kilmanare/kilemanjaare, kilelemanjaare o incluso kileajao/kilemanyaro, cuyo sentido es respectivamente «que vence al pájaro» o «el leopardo» o «la caravana». Sin embargo, este nombre no habría sido importado hasta mediados del siglo XIX por los chagga, que solo habituaban nombrar separadamente cada uno de los picos que conocían, por lo que esta explicación sería anacrónica.
El Kilimanjaro se compone de tres cimas o picos principales, que son el Shira, el Mawenzi (en kichagga, Kimawenze o Mavenge, que significa «cumbre dividida», cuya apariencia sería objeto de una leyenda local) y Kibo (en kichagga, Kipoo o Kiboo, que significa «manchado», a causa de una oscura roca que sobresale entre las nieves perpetuas, también llamado Kyamwi, «el luminoso»). En este último está el punto culminante del conjunto, el pico Uhuru (en suajili, «libertad»). Anteriormente había sido bautizado como Kaiser-Wilhelm-Spitze, de 1889 a 1918, en honor de Guillermo II de Alemania a raíz de la colonización del África Oriental Alemana tras la firma de varios tratados entre Carl Peters y los dirigentes locales, hasta el traspaso de Tanganica bajo la administración del Reino Unido.

## Geografía

### Situación
|                                                                                                   |  |
| Mapas topográficos de Tanzania (a la izquierda) y del Kilimanjaro y el monte Meru (a la derecha). |  |

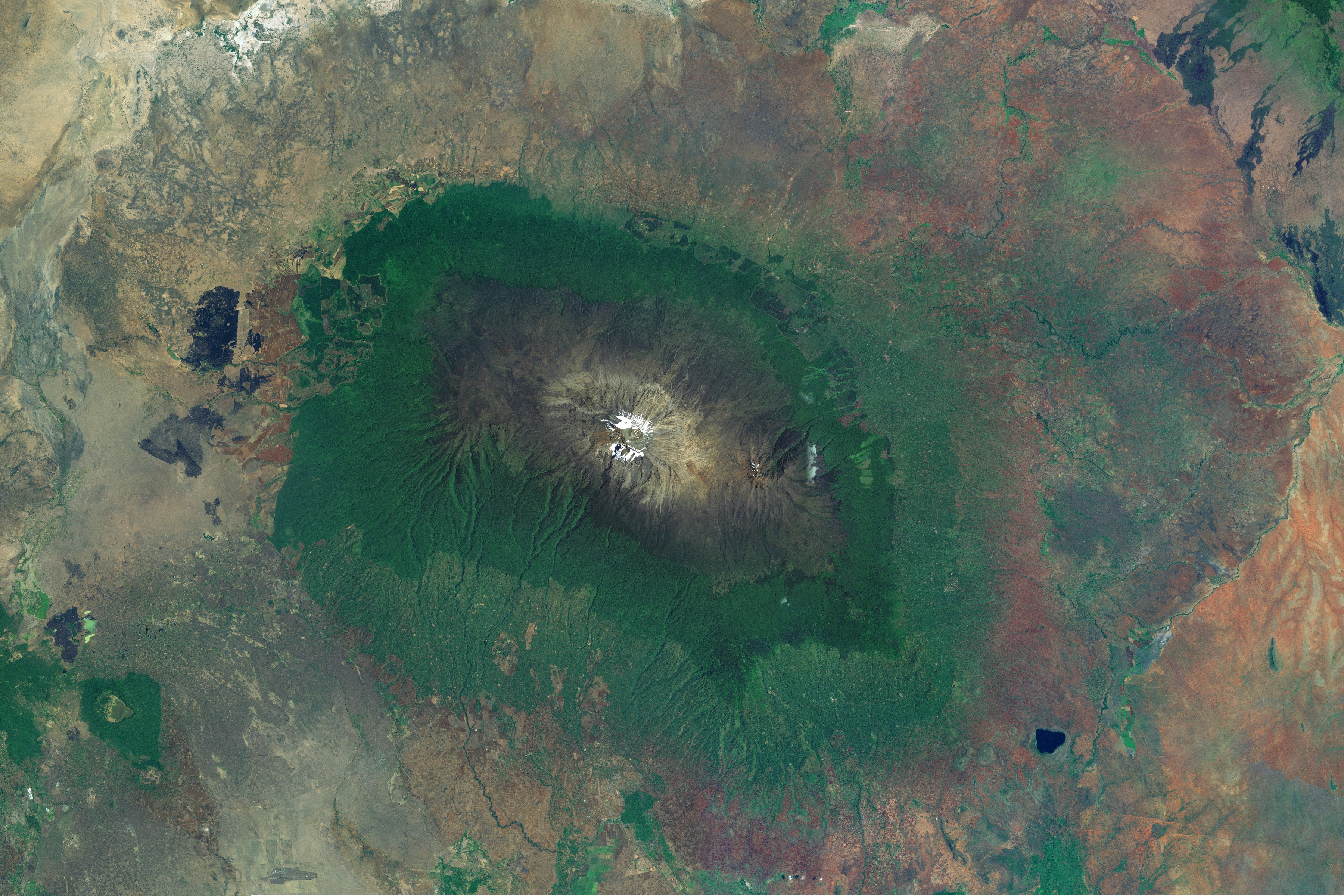
Imagen del Kilimanjaro tomada desde el satélite Landsat 7.

El Kilimanjaro se eleva en el nordeste de Tanzania a 5891,8 m de altitud según medidas realizadas en 2008 por posicionamiento GPS y gravimetría, y que reemplazan los 5895 m obtenidos en 1952 por un equipo británico. Su altitud, que fue objeto de distintas mediciones desde 1889 (con resultados que variaban hasta en cien metros), lo convierten en el punto más elevado de África, por lo que forma parte de las denominadas «Siete Cumbres». Se encuentra situado cerca de la frontera entre Kenia y Tanzania que pasa al pie de las vertientes norte y este de la montaña. Emerge solitario de entre la sabana que lo rodea, sobresaliendo con un desnivel de 4800 a 5200 m, lo que la convierte también en la montaña aislada más alta del mundo. Cubre una superficie de 388 500 ha.
La montaña es un complejo volcánico de forma oval de 70 km de noroeste a sudeste, por  50 km de nordeste a sudoeste, y se encuentra a 340 km al sur del ecuador. El monte Meru se encuentra a 75 km al sudoeste y el monte Kenia, la segunda cumbre más alta de África, a 300 km al norte. La ciudad más próxima, Moshi, está situada en Tanzania, al sur de la montaña y constituye el principal punto de partida para su ascensión. En servicio desde 1971, el Aeropuerto Internacional del Kilimanjaro, que se encuentra situado a cincuenta kilómetros al sudoeste de la cumbre, comunica toda la región y sus parques. Dodoma, la capital, y Dar es Salaam se encuentran a 380 km al sudoeste y 450 km al sudeste respectivamente, mientras que Nairobi, en Kenia, se sitúa a  200 km al nornoroeste. La costa del océano Índico se encuentra a una distancia de 270 km al este (a pesar de la distancia, con condiciones climáticas favorables se puede ver el océano desde la cumbre).
Administrativamente, la montaña forma parte de la región de Kilimanjaro, a caballo entre los distritos de Hai, Moshi Rural y Rombo, donde se encuentra el punto más elevado y la mayor parte de la montaña. Está incluido en su totalidad en el parque nacional del Kilimanjaro.

### Topografía

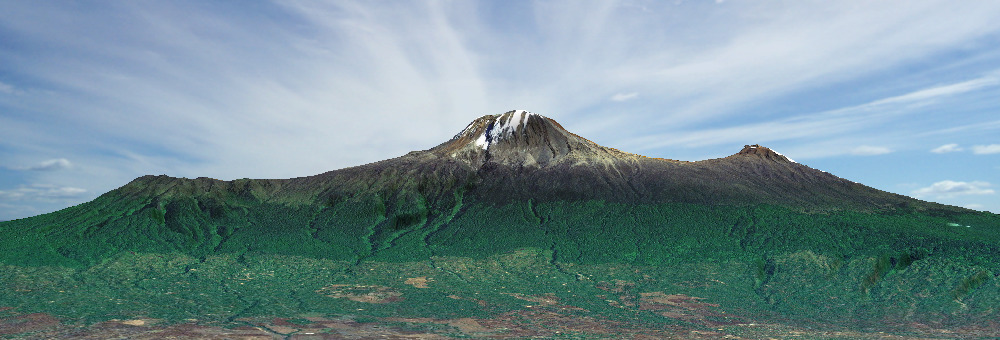
El Kilimanjaro está formado por el Shira (izquierda), el Kibo (centro) y el Mawenzi (derecha).

Imagen de satélite de la parte superior del Kibo, mostrando los principales glaciares, valles y picos.

El Kilimanjaro es un estratovolcán de forma general cónica. Se compone de tres picos, dos de los cuales son también volcanes extintos: el Shira, en el oeste, con 3962 m de altitud y el Mawenzi, en el este, con 5149 m, y un volcán inactivo, el Kibo, en el centro, con 5891,8 m.
El Kibo está coronado en la cima con una caldera elíptica, de 2,4 km de largo y 3,6 km de ancho, encerrando un cráter llamado cráter Reusch, de 900 m de diámetro, en cuyo centro se encuentra un cono de ceniza, de 200 m de diámetro, denominado Ash Pit. La cumbre principal, en el borde meridional de su cráter externo, se llama pico Uhuru; otros puntos notables del Kibo son el Cono Interior, a 5835 m altitud; el punto Hans Meyer, el punto Gilman, el punto Leopardo y la brecha de Yohanas, bautizada así en honor del guía que acompañó la primera ascensión de la montaña. En el suroeste de la cumbre, un gran corrimiento de tierra dio a luz, hace unos 100 000 años, a la abertura occidental (Western Breach) que domina el valle Barranco (Barranco Valley).
En ocasiones se considera al Mawenzi como el tercer pico más alto del continente africano, después del monte Kenia. Está muy erosionado y en la actualidad tiene la apariencia de un dique en el que destacan el pico Hans Meyer, el pico Purtscheller, el pico Sur y el pico Nordecke. En su base, parten varios barrancos hacia el este, sobre todo el Gran Barranco (Great Barranco) y el Barranco Menor (Lesser Barranco). The Saddle (en español, la Silla [de montar]), es una meseta de 3600 ha localizada entre el Mawenzi y el Kibo.
El Shira, en el que destaca el punto Johnsell, está constituido por un semicráter deformado del que no quedan más que los bordes sur y oeste. En el noreste del mismo, sobre unas 6200 ha, la montaña presenta una superficie en forma de placa. Cerca de 250 conos satélites están presentes en ambos lados de estos tres picos, en un eje noroeste/sureste.

### Hidrología

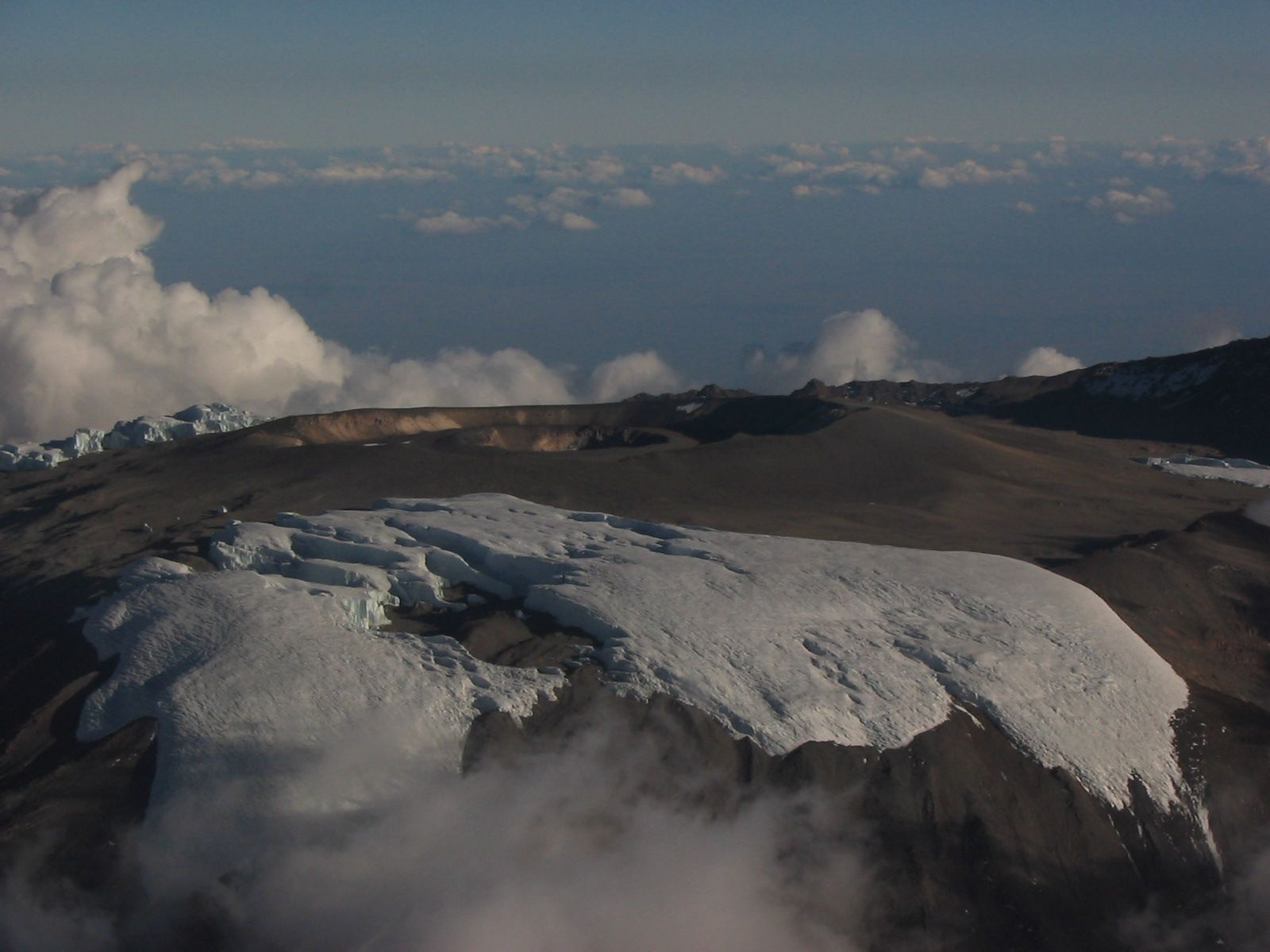
Vista aérea de la vertiente occidental del Kibo con los glaciares y la doble caldera volcánica de la cumbre.

El casquete glaciar del Kilimanjaro se encuentra confinado en el Kibo; en el año 2003 cubría una superficie de dos kilómetros cuadrados. Está constituido por el glaciar Furtwängler en la cumbre, los glaciares Drygalski, Great Penck, Little Penck, Pengalski, Lörtscher Notch y Credner a nivel del campo de hielo norte (en inglés Northern Icefield), los glaciares Barranco (o Little y Big Breach), Arrow y Uhlig al oeste, Balletto, Diamond, Heim, Kersten, Decken, Rebmann y Ratzel a nivel del campo de hielo sur (Southern Icefield) y finalmente el campo de hielo este (Eastern Icefield). La variabilidad geográfica de las precipitaciones y de la insolación explica la diferencia de tamaño entre los diferentes campos de hielo.

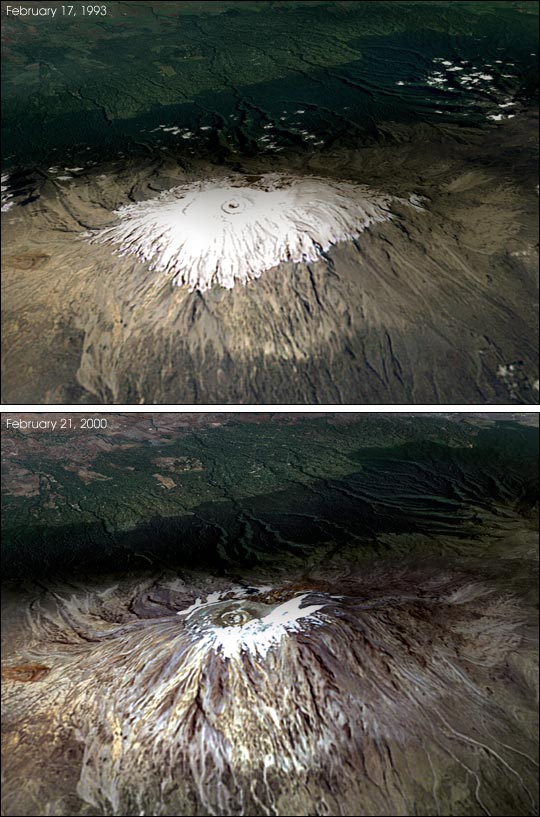
Imágenes que ilustran la regresión de la nieve y los glaciares en la cumbre de Kilimanjaro entre el 17 de febrero de 1993 (arriba) y el 21 de febrero de 2000 (abajo).

Este casquete glaciar era claramente visible en otros tiempos, pero se está reduciendo de forma dramática. Cubría una superficie de 12,1 km² en 1912, 6,7 km² en 1953, 4,2 km² en 1976 y 3,3 km² en 1996. Durante el siglo XX, perdió el 82% de su superficie, unos diecisiete metros de espesor por término medio entre 1962 y 2000. Cada vez es más tenue y, de persistir las actuales condiciones climatológicas, se calcula que desaparecerá totalmente de aquí a 2020 según expertos de la NASA y el paleoclimatólogo Lonnie Thompson, profesor de la Universidad Estatal de Ohio, o a 2040 según un equipo científico austríaco de la Universidad de Innsbruck, o hasta 2050 según la Academia de Ciencias de California. El hielo de algunas vertientes podría perdurar unos años más debido a diferentes condiciones climáticas locales. La situación actual sería comparable a la existente hace 11 000 años, de acuerdo con los resultados de las extracciones de diversos núcleos de hielo.

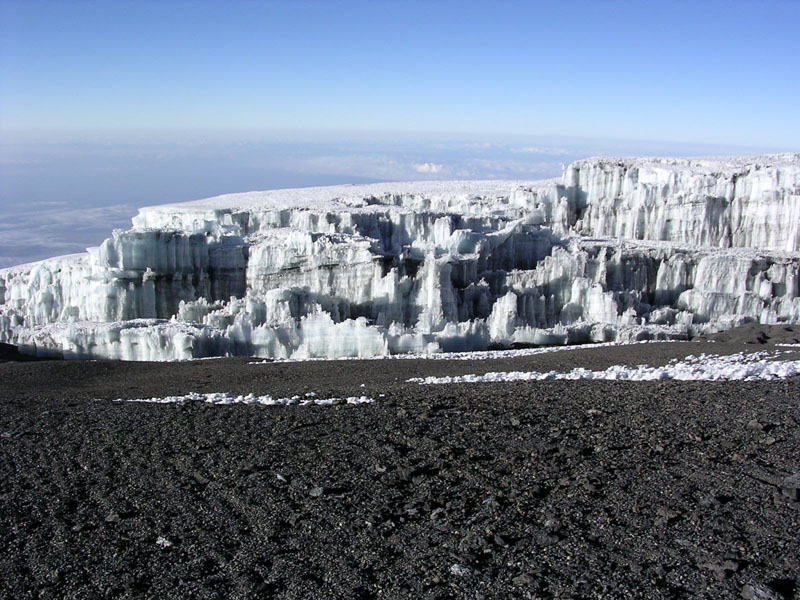
Característico aspecto con paredes de bordes verticales del hielo de la cumbre del Kilimanjaro.

El casquete glacial disminuye aproximadamente desde 1850 debido a una bajada natural de las precipitaciones del orden de 150 mm, pero esta tendencia se ha visto acelerada sensiblemente durante el siglo XX. El recalentamiento climático actual se cita generalmente como causa de esta rápida desaparición, y se indica que la dramática decadencia actual en la capa de hielo es particularmente notable teniendo en cuenta que se mantuvo al menos durante 11 000 años y sobrevivió a una prolongada sequía hace unos 4000 años que duró más de 300 años. Así, la temperatura media diaria ha aumentado 3 °C durante los treinta últimos años en Lyamungu, a 1230 m de altitud sobre la vertiente meridional. No obstante, la temperatura permanece constantemente por debajo de los 0 °C a la altitud donde se encuentran los glaciares, por lo que Georg Kaser de la Universidad de Innsbruck y Philip Mote de la Universidad de Washington indicaron que la fuerte regresión del glaciar era debida sobre todo a una bajada de las precipitaciones. A esto se uniría una evolución local provocada por la deforestación que se traduce en una reducción de la cubierta vegetal boscosa y una disminución de la humedad ambiental. Se evidencia un paralelismo entre la disminución del casquete glaciar y la tasa de regresión del bosque, más intenso sobre todo a principios del siglo XX y en vías de estabilización. El característico aspecto con paredes de bordes verticales de los hielos de la cumbre, muestra que el glaciar es sublimado por la radiación solar, tras unas décadas húmedas en el siglo XIX; este fenómeno se acelera probablemente por una reducida disminución del albedo durante el siglo XX, particularmente en los años 1920 y 1930. Otro fenómeno que conlleva la disminución de la capa de hielo está provocado por la absorción de calor de la roca volcánica sobre la que se sustentan y su difusión en la base de los glaciares; se derriten, se vuelven inestables y se fracturan, aumentando la superficie expuesta a la radiación solar.
Los cursos de agua resultantes de la descongelación de los hielos alimentan de forma significativa dos ríos de la región, pero el 90% de las precipitaciones son absorbidas por los bosques locales. Por tanto, la desaparición de los glaciares no debería tener un impacto directo duradero sobre la hidrología local, contrariamente a la deforestación y a la presión antrópica que se traduce en una multiplicación por cuatro de los desvíos de agua para la irrigación desde finales del siglo XX. Los bosques del Kilimanjaro reciben 1600 millones de metros cúbicos de agua al año, incluido un 5% por precipitaciones producidas por contacto de las nubes de niebla con el bosque. Dos terceras partes vuelven hacia la atmósfera por la evapotranspiración. El bosque juega pues un triple papel de reserva: en el suelo, en la biomasa y en el aire. Desde 1976 las precipitaciones por contacto de las nubes de niebla disminuyeron por término medio en veinte millones de metros cúbicos al año, es decir, aproximadamente el volumen del casquete glaciar actual cada tres años, lo que supone un 25% menos de aporte de agua en treinta años, equivalentes al consumo anual de agua potable de un millón de chaggas.

### Geología

#### Tectónica

Mapa geológico simplificado del Gran Valle del Rift y de los principales volcanes asociados.

Durante el Jurásico y el Cretácico, tuvo lugar una fuerte erosión en la región correspondiente al actual Kilimanjaro y se formó a continuación una meseta compuesta de gneis y granulita que data del Precámbrico. El relieve poco a poco se fue aplanando a partir del Paleoceno: se formaron llanuras al norte y el este; aparecieron inselbergs en el noroeste y sureste; y se evacuaron aluviones cristalinos al sur.
El Gran Valle del Rift, que discurre a través del África Oriental de norte a sur, nace en el Mioceno con el inicio de la escisión de la placa Somalí de la placa Africana. En la región que corresponde a una rama oriental de este rift, aparecen fallas en el Plioceno y se acumulan aluviones recubriendo la mayor parte de inselbergs. Las fallas fomentan la apertura de graben y el aumento del magma. El Kilimanjaro y el monte Meru emergen al nivel de un graben que toma una dirección oeste-norte-oeste/este-sureste, formando el umbral de Amboseli.

#### Orogénesis

Mapa geológico simplificado del Kilimanjaro.

El vulcanismo del Kilimanjaro se inicia durante el Plioceno y la creación de su edificio (se conoce como edificio volcánico a la estructura de un volcán) se desarrolló en cuatro grandes fases que emitieron en total 5000 km³ de rocas volcánicas. Las tres últimas formaron los estratovolcanes imbricados que constituyen el Shira, el Kibo y el Mawenzi. El rift con orientación ONO/ESE que los atraviesa también dio origen a numerosos conos satélites, repartidos en aproximadamente ocho zonas. Unas bocas eruptivas situadas en la cumbre parecen haber estado activas durante el Holoceno.
Nacimiento del paleovolcán de Kilema
Esta fase, probablemente de hace más de 2,5 millones de años, es poco conocida debido al escaso número de dataciones radiométricas efectuadas en el volcán y del enterramiento de las coladas bajo otras más recientes, sin embargo varios indicios geomorfológicos sostienen su existencia.
Estratos producidos por relieve invertido se encuentran al nivel de las dorsales de Kilema en el sur, de Kibongoto en el sudoeste y de Ol Molog en el noroeste. La modelización del edificio que sería responsable de lo anterior, permite determinar que las coladas provienen de rifts y colmaron las fallas principales de la fosa tectónica.
Al oeste, entre las dorsales de Ol Molog y de Kibongoto, el particular relieve en forma de caldera desmoronada o de circo natural acogió al Shira que lo rellenó en parte. El producto de la erosión fue evacuado hacia el oeste y posteriormente cubierto por el monte Meru. Es responsable de la singular orientación del rift en la región.
Un relieve relativamente similar, marcado por la depresión de Ra se puede encontrar al sur, entre las dorsales de Kibongoto y de Kilema. Está colmado en parte por los productos del Kibo, situado en su extremo septentrional. No obstante, más al sur, en las orillas del embalse Nyumba ya Mungu, diversos depósitos volcánicos podrían confirmar la hipótesis de un desventramiento de la vertiente meridional del paleovolcán.
El volumen emitido por este paleovolcán podría representar cerca de los dos tercios del volumen actual.
Nacimiento del Shira

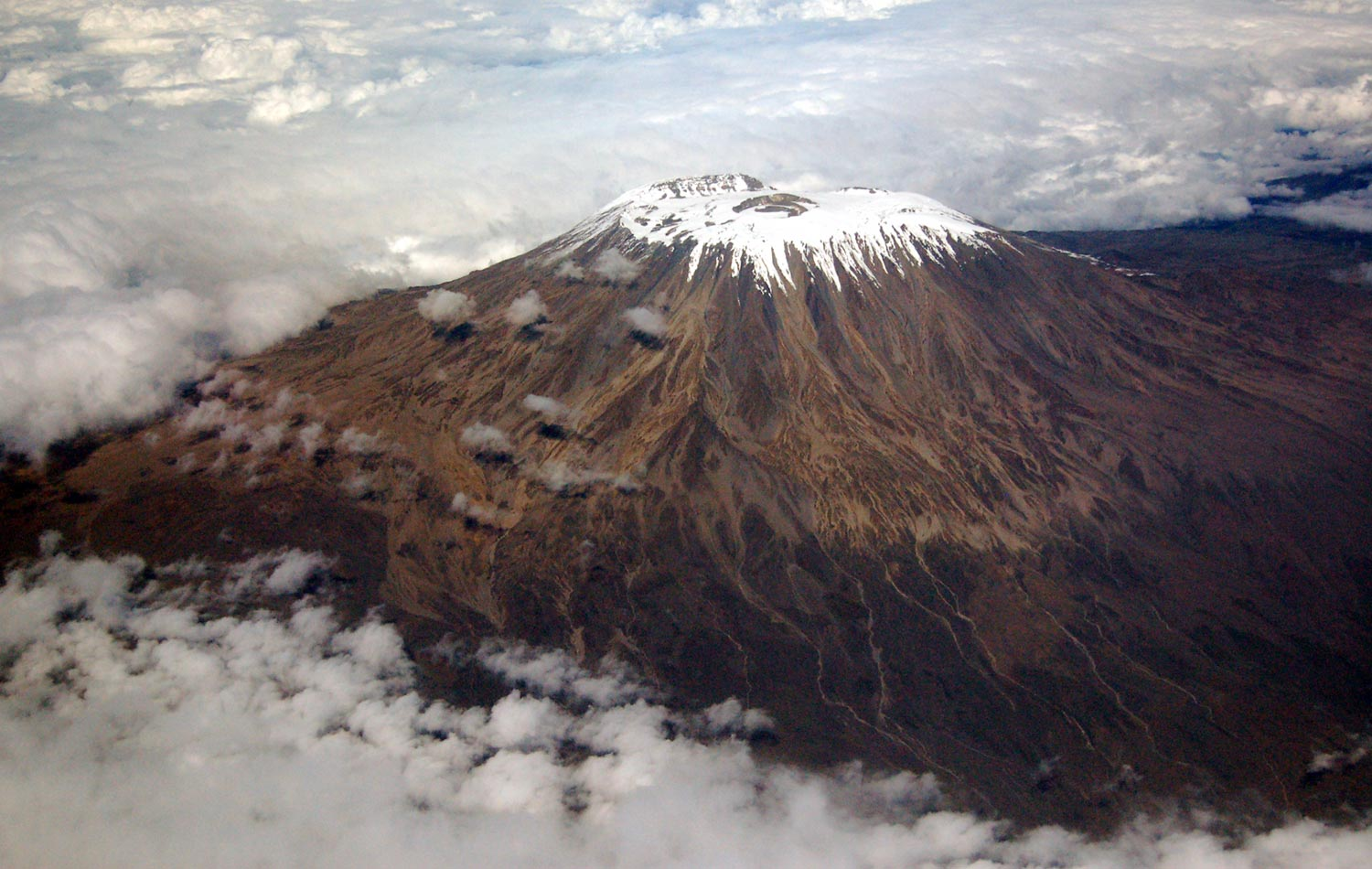
Vista aérea del Kibo.

Este acontecimiento se remonta a entre 2,5 y 2 millones de años; estuvo caracterizado por importantes emisiones volcánicas junto y a lo largo de las dorsales de Ol Molog (o Shira Norte) y de Kibongoto, orientadas aproximadamente N-S. Un volcán en escudo basáltico (traqui-basaltos, ultramáficas, nefelina) relativamente alargado se inicia a partir de flujo piroclástico, tobas y lava. Paralelamente, fisuras del terreno ponen en evidencia una inclinación acentuada de las coladas, mostrando que el edificio asciende.
El Shira se caracteriza por un caldera abierta hacia el nordeste pero donde los muros montañosos están todavía fuertemente marcados en el oeste y en el sur. Un centenar de diques, testigos de la última actividad del Shira, se elevan en su centro. Tal vez fue incrementada por una caldera exterior y quedan algunos rastros. La erosión, principalmente glaciar, y posteriormente las emisiones del Kibo modelaron significativamente el relieve del Shira.
Nacimiento del Mawenzi
Este acontecimiento se remonta a entre 1,1 y 0,7 millones de años, como resultado de la migración hacia el este de los procesos magmáticos al nivel de la antigua dorsal de Kilema. Este proceso se produce de una forma relativamente débil pero continua y se desarrolla en dos etapas principales. En un primer momento, el Mawenzi recibe intrusiones basálticas cuya estructura se conoce como Neumann Tower así como finas extrusiones de traqui-basaltos y de traquiandesita que forman conos y cuellos erosionados: South Peak, Pinnacle Col y Purtscheller Peak. La erosión posvolcánica es muy importante y, debido a la finura de los materiales (tobas, cenizas), el relieve toma un aspecto caótico y muy despedazado, dejando emerger las láminas. En un segundo momento, hacia 0,6 - 0,5 millones de años antes de nuestra era, uno o varios flujos piroclásticos surgieron del borde nordeste de la caldera de 65 kilómetros de diámetro. Se inicia una erupción peleana con emisiones de piroclastos y lahares de los que se encuentran rastros hasta Kenia. Al final de estas erupciones, el Mawenzi estuvo sometido a una segunda erosión a causa de la glaciación de la montaña.
Nacimiento del Kibo
Este acontecimiento se remonta a entre 0,6 y 0,55 millones de años y es del que más se sabe. Hasta la actualidad se han identificado cinco etapas. Hasta 0,4 millones de años antes de nuestra era, está formado un estratovolcán cónico, comparable al Mawenzi, probablemente sobre la dorsal Kibongoto. Las erupciones son irregulares y favorecen la erosión y los depósitos de morrena generada por el primer período de glaciación. Se componen de traquitas, de traquiandesitas de oligoclasas, de traquibasaltos y de basaltos de olivino, con presencia de fenocristales de feldespato. Concluyen con un evento explosivo llamado Weru Weru, a base de piroclastitas y lahares, al sur y suroeste de la caldera, así como las primeras irrupciones de conos secundarios en la zona de Ol Molog. Entre 0,4 y 0,25 millones de años antes de nuestra era, un nuevo domo de lava de traquitas y fonolitas se formó a 1,6 km al noreste. Emitió coladas de lava de pórfido que provocaron el hundimiento del edificio y la aparición de intrusiones de sienitas. El segundo período de glaciación causó una mayor erosión. Se forma un lago, como lo demuestra la presencia de lavas almohadilladas. Entre 0,25 y 0,1 millones de años antes de nuestra era, se suceden erupciones de tipo pliniano. Las repercusiones llegan hasta Kenia. La erosión causada por el tercer período de glaciación conduce a un hundimiento parcial y el vaciado de la caldera elíptica de 1,9 por 2,3 km, en particular por lahares y flujos piroclásticos. Entre 100 000 y 18 000 años, la caldera y el domo actuales se forman en el interior de los restos del anterior. Las huellas de erupciones freáticas y de erosión validan la existencia de la cuarta y quinta glaciaciones, intercaladas de episodios más húmedos con existencia de acuíferos en el Holoceno. Por último, entre 18 000 y 5000 años, el Kibo alberga un lago de lava. Su drenaje crea el Pit Crater cubriendo la cumbre de escorias, y la vertiente norte de coladas de lava.
Aunque no existen registros de la última erupción somital (de la cumbre), y que en la actualidad se considera inactivo, el Kilimanjaro aún experimenta algunas sacudidas sísmicas y emite en ocasiones fumarolas a base de dióxido de carbono, dióxido de azufre y ácido clorhídrico en el fondo del cráter Reusch, cuya temperatura en superficie alcanza los 78 °C. En 2003 se concluyó que el magma estaba presente a 400 m de profundidad bajo el cráter de la cumbre. Por otra parte, varios hundimientos y corrimientos de tierra tuvieron lugar en el pasado, uno de los cuales creó la Western Breach (brecha occidental). Las últimas erupciones tuvieron lugar a lo largo de la dorsal de Rombo y en el maar del lago Chala que medía 3,2 km de diámetro, más de 90 m de profundidad y situado al sureste del volcán. Eran de tipo estromboliano, vulcaniano o hawaiano, de una sucesión de varios tipos o de alguno de los tres. Esto refleja la complejidad de los ciclos de apertura de los rifts, la migración en las dorsales del volcán y la diferenciación del magma. Estas erupciones crearon conos satélites de un centenar de metros de altura.

#### Composición de los suelos
Los cambisoles del Paleoceno en altitud atestiguan la variación de la cubierta forestal. Así, el Kilimanjaro conoció períodos favorables al desarrollo de la vegetación entre −30 000 y −40 000 años y entre −6000 y −8000 años. Los períodos fríos desfavorables implican por el contrario una fuerte erosión, principalmente por solifluxión. Todavía encontramos estos fenómenos al margen de los glaciares actuales. El estudio de los suelos también pone en evidencia una mayor estacionalidad que durante el Plioceno.

### Clima

#### El clima del pasado

##### Generalidades
En el pasado, el clima se determina utilizando varios métodos, como el estudio de los niveles de los lagos, el caudal de los ríos, los sistemas dunares, la extensión de los glaciares o incluso el estudio del polen. Cuanto más se retrocede en el tiempo, más aproximadas se vuelven las señales. Si bien el clima puede deducirse para un lugar determinado hasta unos 20 000 años atrás, se debe de tener en cuenta el clima de prácticamente todo el continente africano y luego ajustar los resultados utilizando analogías para rastrear el clima de hasta hace cinco millones años. Entre las dificultades ligadas a retroceder períodos tan largos, figuran la desigual distribución de los registros y la falta de vegetación fósil debido a condiciones desfavorables.
En grandes escalas de tiempo, el clima se rige por las variaciones orbitales, que manifiestan el cambio en la cantidad de radiación solar que llega a la Tierra y que tienen un papel importante en el debilitamiento o fortalecimiento del monzón. Algunos investigadores, como F. Sirocho y su equipo, sugieren que la fuerza de los monzones está relacionado con el albedo en el Himalaya. Las temperaturas más frías en el invierno del hemisferio Norte provocan una mayor reflexión de los rayos sobre la nieve y el hielo, y monzones de verano más débiles y, finalmente, un clima más seco en el África Oriental. La fuerza de los monzones está vinculada a las variaciones orbitales con un desfase de alrededor de 8000 años. En general, el máximo de los monzones se produce 2500 años después de un mínimo glaciar y se corresponde con una temperatura mínima de la superficie del océano.
Desde el inicio del Cuaternario, el hemisferio Norte ha tenido veintiuna glaciaciones importantes, sentidas hasta en África Oriental. Las huellas de estos enfriamientos del clima en el África Oriental se encuentran en el Kilimanjaro, en el monte Kenia, en la cordillera Rwenzori y en el monte Elgon. Son todos focos aislados de ecosistemas alpinos similares, con fauna y flora idénticos. Esto significa que el ecosistema ha sido más amplio, de baja altura, y que debió de cubrir cada una de estas montañas. Sin embargo, bolsas del ecosistema actual de las llanuras tendrían que sobrevivir, ya que de lo contrario las especies se extinguirían en este medio ambiente. Una explicación alternativa sugiere que en esta escala de tiempo de varios millones de años, la probabilidad de que los tornados hubieran llevado la flora y la fauna a las montañas es alta.

##### Historia climática regional
Al inicio de la formación del volcán, hace 2,5 millones de años, sobreviene la primera de las veintiuna glaciaciones importantes del Cuaternario en el hemisferio norte, y África tropical sufre temperaturas más bajas que en la actualidad. Sigue un período de un millón de años más seco, una tendencia que continúa hoy a nivel mundial.
Hace 150 000 años, se produce el máximo de la glaciación de Riss, la penúltima glaciación importante y la más grande del Pleistoceno. Fue seguida por la interglaciación de Eem, más húmeda y más cálida que el momento actual. A continuación, una fase árida desde −100 000 a −90 000 años es la responsable de la formación de las dunas hasta el África austral, sustituida por una fase corta pero de frío intenso desde −75 000 a −58 000 años. Hacia el final de este período, se produce el primero de los eventos de Heinrich (H6), liberando una gran cantidad de hielo en el Atlántico Norte, dando como resultado unas temperaturas más frías en el hemisferio norte y una disminución en la intensidad del monzón. Otros acontecimientos de Heinrich se suceden con una sequía asociada con el clima de África Oriental a -50, -35, -30, -24, -16 y finalmente, hace 12 000 años, en el Dryas Reciente. Según los datos recogidos en la cuenca del Congo, el período de −31 000 a −21 000 años fue seco y frío, con una estratificación de la vegetación en disminución. Las especies forestales presentes en la alta montaña fueron cada vez más especies de montaña baja, muy generalizadas a altitud baja. Sin embargo, Lowe y Walker sugieren que el África oriental era más húmeda que hoy. Esta discrepancia puede explicarse por la dificultad de asociar diferentes lugares geográficos dados con las fechas.
La última gran glaciación se desarrolló de −23 000 a −14 000 años con una fase muy seca en África, con los desiertos extendiéndose cientos de kilómetros más al sur que en la actualidad. El monzón de verano es más débil, las temperaturas son de 5 a 6 °C inferiores a las temperaturas actuales y se produce una retirada general de la selva. Las morrenas que datan de finales del último máximo glacial en África Oriental muestran que el monzón del sudeste del período es más seco que el monzón del noreste actual, ya relativamente poco húmedo. Los estratos podrían tener grandes implicaciones en esta tendencia un tanto fría y lluviosa.
Hace 13 800 años, el clima se vuelve húmedo y los bosques de montaña se propagan de nuevo. El monzón se fortalece, los niveles de los lagos y los caudales de los ríos en África Oriental van en aumento. La vegetación alpina está limitada por la temperatura y no por la sequía. Antes del Dryas Reciente, las temperaturas alcanzan sus valores actuales, pero la cubierta forestal sigue siendo incompleta, y cuando este período se inicia, el monzón se debilita y disminuye el nivel de los lagos del África Oriental. Por último, los bosques alcanzan su cobertura y densidad actuales después del Dryas Reciente, cuando el clima se vuelve húmedo. Durante los 5000 años siguientes la tendencia higrométrica continúa globalmente a pesar de nuevas oscilaciones. En los últimos 5000 años y hasta al actualidad, el monzón se debilita gradualmente. Un mínimo de temperaturas sobrevienen después entre hace 3700 y 2500 años durante la Pequeña Edad de Hielo, vueltas a sentir entre los años 1300 y 1900, mientras que el permafrost subsiste en las montañas.

##### Glaciaciones del Kilimanjaro

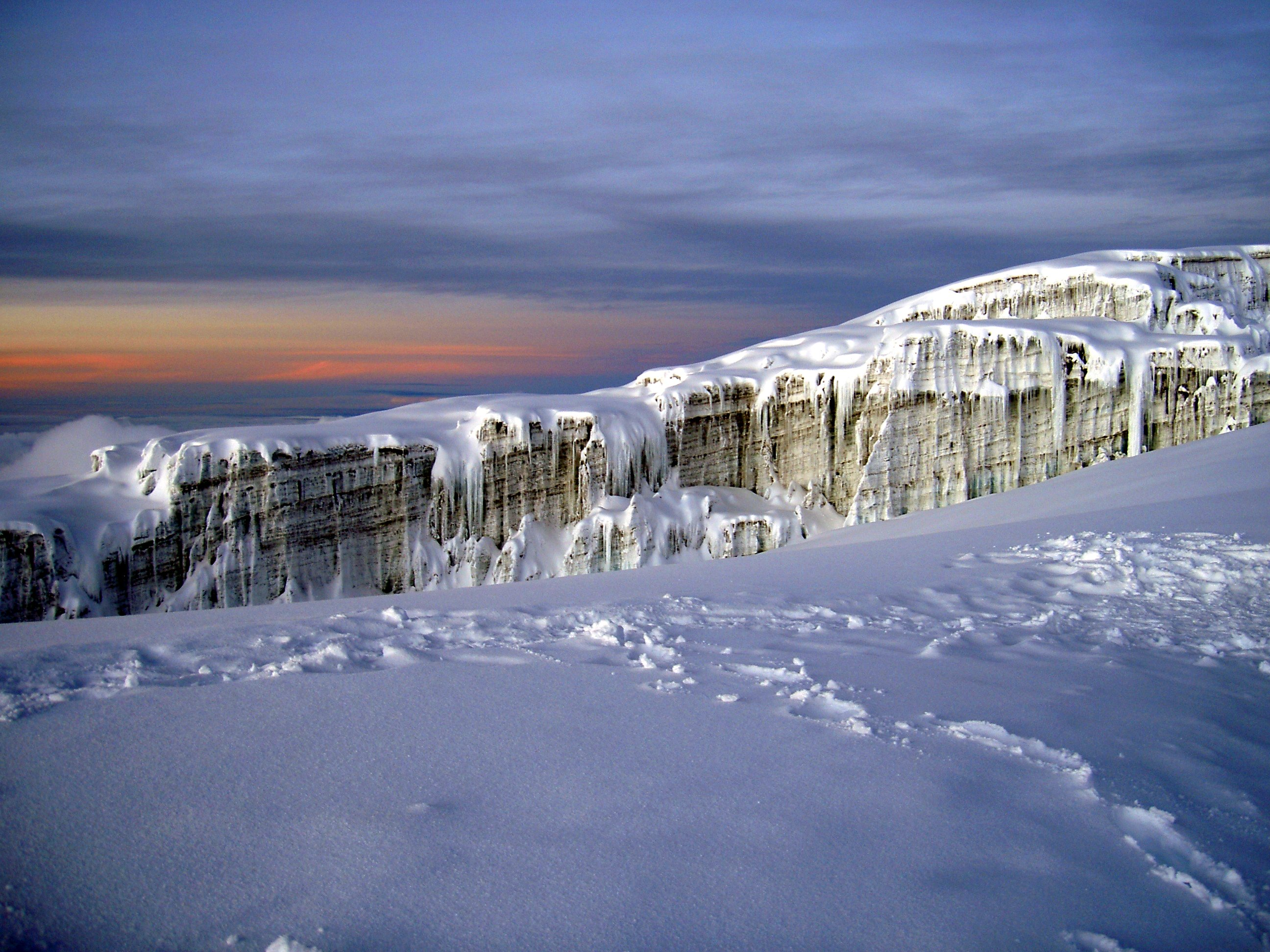
El campo de hielo sur bajo la nieve.

Las glaciaciones en África oriental están asociadas con climas más fríos y más secos, con menores precipitación que subsisten bajo la forma de nieve. Los estratos que habrían dominado durante estas glaciaciones habrían podido tener grandes implicaciones en esta tendencia fría y un tanto lluviosa.
La datación de las glaciaciones del Kilimanjaro es posible a través del estudio de su geomorfología: morrenas, valles glaciares, circos glaciares, lagos de origen glaciar. Así, cinco glaciaciones han sido puestas en evidencia en el Kibo: la más antigua data de −500 000 años y ha sido certificada a los pies del sitio llamado Lava Tower, al oeste de la cumbre; la segunda glaciación data de −300 000 años y es claramente visible sobre todo en el Bastion Stream, cerca del sitio anterior, y alrededor del volcán, donde creó valles en forma de U, sobre todo en la vertiente meridional; la tercera glaciación data −150 000 años y probablemente sigue siendo una fue de las más grandes en la historia del volcán; fue seguida por la cuarta glaciación entre −70 000 y −50 000 años que vio un fuerte avance en el valle sudeste (South East Valley); la quinta glaciación, hace aproximadamente 18 000 años, está datada en el cráter de la cumbre. Un ciclo más caliente se extiende desde −11 700 años, aunque las últimas series de avances glaciales de menor importancia se produjeron probablemente en la Pequeña Edad de Hielo y dejaron morrenas en la parte inferior de los glaciares existentes. Solo las tres últimas glaciaciones son visibles en el Mawenzi y solo la tercera en el Shira, aunque hay indicios de glaciaciones más antiguas.

#### Clima actual

##### Temperatura y precipitaciones

Diagrama de las precipitaciones medias en siete puntos de la ladera sur del Kilimanjaro.

Las condiciones climáticas varían en función de las vertientes del Kilimanjaro. Así, en la ladera sur, caen 850 mm de precipitación por año en Moshi, a 800 m de altitud; 992 mm en Kikafu, a 960|m}} de altitud; 1663|mm}} en Lyamungu, a 1230 m de altitud, y 2184 mm en Kibosho, a 1479 m de altitud. Mientras, en la vertiente oriental, caen 1484 mm en Mkuu, a 1433 m de altitud (estos datos deben tomarse con cautela debido a los diferentes métodos utilizados). El máximo altitudinal de precipitaciones se sitúa entre 2400 y 2500 m de altitud en la vertiente sur y no se ha determinado aún en otras pendientes. Además, el régimen de precipitaciones es más complejo con la aparición de precipitaciones por contacto de las nubes de niebla con los árboles a nivel del bosque y luego una fuerte disminución con 1300|mm}} en el refugio Mandara a 2740 m, 525 mm en el refugio de Horombo, a 3718 m de altitud y menos de 200 mm por año por encima del refugio Kibo, a 4630 m de altitud. Los intercambios por convección que constituyen el ciclo del agua entre los distintos niveles de la vegetación del Kilimanjaro son muy importantes en términos bioclimáticos.
A los pies del Kilimanjaro, la temperatura media anual es de 23,4 °C si bien es de 5 °C a 4000 m de altitud y de −7,1 °C en la cumbre del Kibo. En consecuencia, el gradiente de temperatura adiabática es de unos 0,6 °C cada cien metros.

##### Variaciones diarias
Entre los 4000 y los 5000 m de altitud, se puede producir entre la noche y el día fluctuaciones de temperatura relativas de 40 °C.
Durante las dos estaciones de lluvias, el Kilimanjaro está casi siempre rodeado de nubes y las precipitaciones pueden caer en cualquier momento del día. En contraste, durante las dos estaciones secas, la montaña sufre variaciones meteorológicas diarias que siguen un patrón regular: la mañana es clara y fresca con poca humedad; la montaña se ilumina directamente por la luz solar y la temperatura aumenta rápidamente hasta alcanzar un pico entre las siete y las diez. La diferencia es máxima hacia los 2800 m de altitud. Al mismo tiempo, las presiones por lo general alcanzan su pico a las diez. A baja altura, las nubes comienzan a formarse. Los vientos anabáticos causados por el aire caliente ascensional provocan que progresivamente estas nubes suban a la cumbre al inicio de la tarde, causando un descenso gradual de la temperatura a media altura. Entre las diez y las quince horas, la humedad es menor entre 4000 y 5000 m de altitud y la radiación solar en el suelo es menos intensa. A las dieciséis horas, la presión tiene una cresta. Las nubes siguen ascendiendo, llegando finalmente las corrientes de aire seco del este, dejando un día claro a partir de las dieciocho horas. Otro pico de temperatura tiene lugar entre los 3200 y los 3600 m de altitud.

##### Sistema climático estacional
Modelo contemporáneo

Las células de Hadley controlan la zona de convergencia intertropical, es responsable de los monzones en el océano Índico.

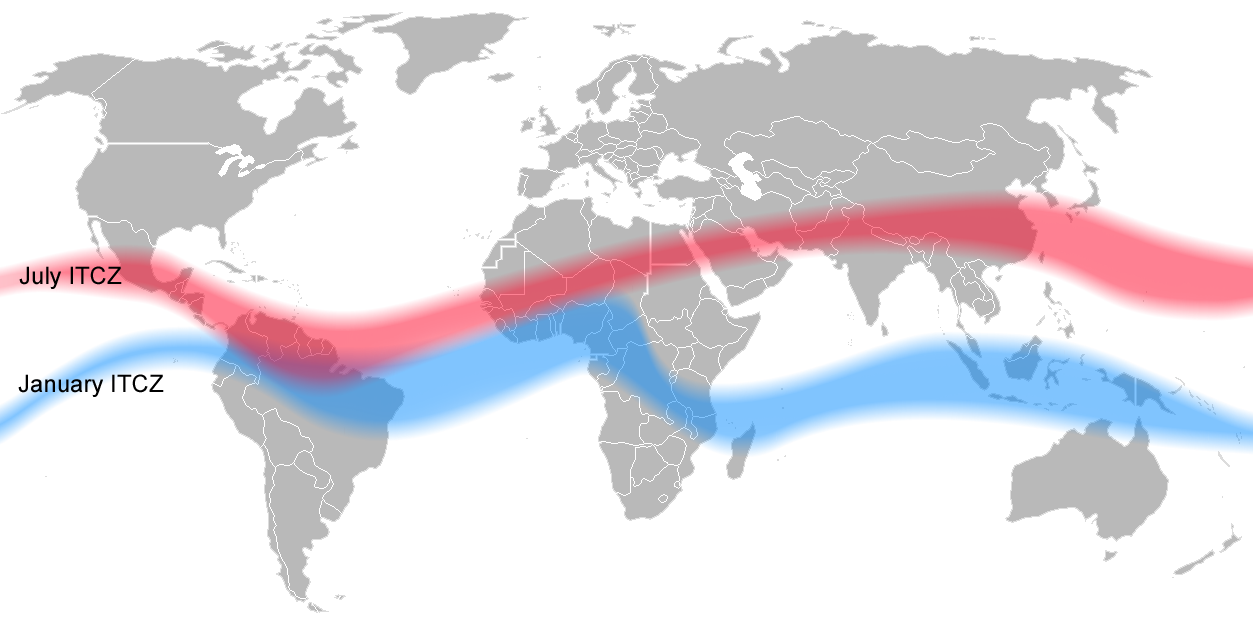
En enero, la zona de convergencia intertropical (ZCIT) se encuentra en su posición más al sur, sobre Madagascar. En julio, su posición más al norte está sobre el Tíbet. Cuando va de uno a otro de estos extremos, el Kilimanjaro experimenta una temporada de lluvias.

El Kilimanjaro está sujeto a un clima tropical de sabana. Se caracteriza por una estación seca pronunciada, con temperaturas templadas, desde mediados de mayo hasta mediados de octubre, y una estación lluviosa corta, de mediados de octubre hasta finales de noviembre, que se conoce como «lluvias cortas» (en inglés, short rains), seguida por un período cálido y seco desde principios de diciembre hasta finales de febrero y, por último, una larga temporada de lluvias de marzo a mediados de mayo, las «lluvias largas» (long rains).
El cinturón de bajas presiones alrededor del ecuador, conocida como la zona de convergencia intertropical (ZCIT) es responsable de la alternancia de periodos húmedos y secos. Durante las dos temporadas secas, la ZCIT se encuentra sobre la península arábiga, en julio, y entre el sur de Tanzania y el norte de Zambia, en marzo. Cuando las bajas presiones se desplazan de un extremo a otro, la región tiene una estación lluviosa. La cantidad de precipitación varía de año en año y depende de la temperatura de la superficie del mar en el océano Atlántico y el océano Índico, así como del fenómeno conocido como El Niño. Aguas cálidas y un Niño fuerte causan lluvias torrenciales.
Durante todo el año, excepto en enero, una baja presión localizada sobre el Tíbet provoca vientos en forma de una herradura desde el océano Índico, por debajo de África del este y hasta la India. A nivel local, en el Kilimanjaro, el efecto da vientos predominantes del sureste. En enero, se produce una inversión con vientos del norte-este. El Kilimanjaro, que se eleva abruptamente, se convierte en un gran obstáculo para esos vientos dominantes. Durante la temporada de lluvias, el monzón en el océano Índico aporta aire saturado de agua, completamente estratificado y nuboso. La mayor parte del tiempo es desviado alrededor de los flancos de la montaña y, finalmente, la circunda, especialmente de junio a octubre.
Las estaciones vistas por los chagga
La principal diferencia entre el modelo estacional tradicional experimentado por los chagga y la visión moderna es la existencia de una quinta temporada llamada «la temporada de las nubes», que se deriva de su conocimiento de la franja altitudinal baja a media en las laderas sur y este del Kilimanjaro. Esta temporada juega un papel importante para ellos en el ciclo agrícola. De hecho, las fuertes lluvias producidas por contacto de las nubes en los bosques de nubes y neblina no solo contribuyen a regenerar la vegetación, sino que también alimentan los ríos que surten los canales de riego a continuación. En la vertiente oriental, a lo largo de la dorsal de Rombo, entre Taraki y Mwika, esta quinta temporada está limitada desde principios de julio hasta mediados de agosto, sin nubes y sometida a un fuerte viento del este. Esta particularidad se puede apreciar en la vegetación.
Los autóctonos sienten los cambios bioclimáticos a través de un resecamiento persistente, desde finales de 1960, de los ríos existentes en el pasado de forma casi continua en la vertiente oriental. Este hallazgo está probablemente relacionado con la bajada de precipitaciones causada por la deforestación, el retroceso de los glaciares y sus propios arreglos para acaparar la poca agua que aún corre una o dos semanas al año. Estos cambios también provocan una disminución del potencial hidroeléctrico, de la pesca, del cultivo del arroz y de la producción de caña de azúcar en las regiones circundantes.

### Fauna

Plano del escalonamiento de la vegetación en el Kilimanjaro.

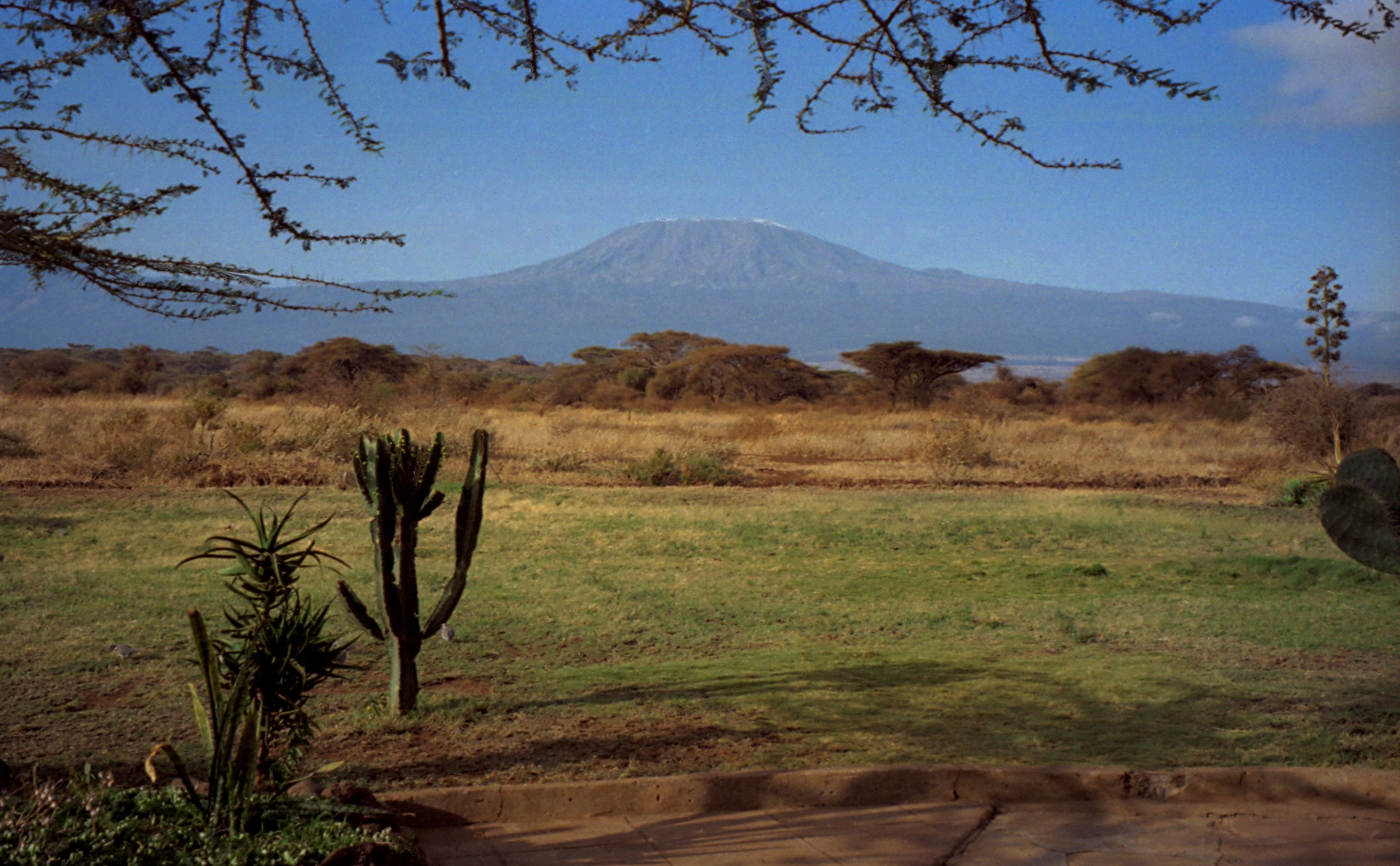
Paisaje de sabana arbolada con el Kilimanjaro en segundo plano visto desde el parque nacional Amboseli, al sur de Kenia.

#### Llanuras
Las lowlands o tierras bajas, asociadas aproximadamente a las llanuras que rodean el Kilimanjaro, se sitúan entre 800 y 1600 m de altitud. El clima es muy cálido y seco. Es un entorno abierto donde el fuego, a menudo desencadenado y controlado por los pastores masái, desempeña un papel primordial. La vegetación está formada principalmente por sabanas que cuentan con numerosas especies de herbáceas (Cenchrus clandestinus, Hyparrhenia dichroa, Hyparrhenia rufa, Pennisetum mezianum), plantas con flor (Trifolium semipilosum, Trifolium usambarense, Parochetus communis, Streptocarpus glandulossinus, Coleus kilimandscharica, Clematis hirsuta, Pterolobium stellatum, Erlangea tomentosa, Caesalpinia decapetala), baobabs (Adansonia digitata), arbustos (Commiphora acuminata, Stereospermum kunthianum, Sansevieria ehrenbergii) y plantas espinosas (Acacia mellifera, Acacia tortilis, Commiphora neglecta) que se encuentran por debajo de los 1400 m de altitud al oeste y de 1000 m de altitud al este. Estos árboles y arbustos son utilizados por las poblaciones locales con fines domésticos (alimentación, medicinas, leña, forraje, elaboración de cierres, etc.) o artesanales (fabricación de obras de arte) y las parcelas deforestadas son transformadas en campos de cultivo de regadío: cultivos de huerta, cereales (guandul, alubia, girasol, mijo dedo, maíz, etc.), plátanos, cafetos, aguacates o eucaliptos.
La vegetación de los llanos alberga a numerosas aves, como el bulbul naranjero (Pycnonotus barbatus), la cosifa de Heuglin (Cossypha heuglini), el pájaro-ratón común (Colius striatus) o el suimanga bronceado (Nectarinia kilimensis), y mamíferos como el gálago mayor plateado (Otolemur monteiri), el ratón de cuatro franjas (Rhabdomys pumilio), el cerdo hormiguero (Orycteropus afer), el dik-dik de Kirk (Madoqua kirkii), el sitatunga (Tragelaphus spekii), el gálago de cola ancha (Otolemur crassicaudatus) o el damán arborícola (Dendrohyrax arboreus) perseguido por la gineta (Genetta genetta).

#### Montano
El bosque tropical, situado aproximadamente entre 1600 y 2700 m de altitud, se divide en cuatro zonas diferenciadas. Los bosques del montano son vulnerables debido a la actividad humana (deforestación en el límite inferior, incendios provocados en el límite superior) y el cinturón que lo forma es de tamaño muy desigual; al norte y al oeste es muy reducido. La fragmentación del bosque es responsable de una perceptible extinción de las especies de grandes mamíferos.
El bosque alberga distintas especies de primates, como el cercopiteco de diadema (Cercopithecus mitis), los colobos angoleño (Colobus angolensis) y abisinio (Colobus guereza) así como el papión oliva (Papio anubis). Entre los demás mamíferos, el leopardo (Panthera pardus pardus), la mangosta rayada (Mungos mungo), el serval (Leptailurus serval), el potamoquero rojo (Potamochoerus porcus), el ratel (Mellivora capensis) o el puercoespín crestado (Hystrix cristata) son difíciles de observar aunque a menudo se aventuran en la sabana. El cálao de mejillas plateadas (Bycanistes brevis), el turaco Hartlaub (Tauraco hartlaubi), el turaco de Schalow (Tauraco schalowi), el turaco violeta (Musophaga violacea), el papamoscas azul africano (Elminia longicauda), el monarca colilargo africano (Terpsiphone viridis), el pájaro-ratón común (Colius striatus) y la cosifa de Rüppell (Cossypha semirufa) son especies de aves bien adaptadas a la vida en la espesa canopea.
La selva seca
Esta selva se encuentra amenazada por sus prolongados períodos de reposo vegetativo y no existe en realidad más que en estado vestigial; ha sido casi completamente reemplazada por cultivos de regadío de piedemonte. Las especies que la componen son Terminalia brownii, Stereospermum kunthianum y varias del género Combretum.
La selva pluvial
Situada al sur y este del volcán, forma una extensa media luna que va desde Sanya Juu a Tarakea. Es muy dependiente de las precipitaciones producidas por contacto de las nubes de niebla con el bosque pero tolerante con períodos más secos. Recibe un promedio de 2300 mm de lluvia al año. La flora varía en función de las cantidades de agua recibida y la altitud; en esta selva podemos encontrar Juniperus procera, Olea europaea subsp. cuspidata, Olea welwitschii, Albizia schimperiana, Terminalia brownii, Ilex mitis, Ocotea usambarensis, Euclea divinorum, Prunus africana, Agauria salicifolia, Croton macrostachyus, Croton megalocarpus, Macaranga kilimandscharica, Impatiens kilimanjari, Viola eminii o Impatiens pseudoviola, además de especies de los géneros Combretum, Pittosporum, Tabernaemontana o Rauvolfia. Este bosque sufre una fuerte presión demográfica, en particular al sur, donde un gran número de plantaciones se han introducido entre las especies silvestres. Algunas parcelas se utilizan para la silvicultura y especies introducidas como el ciprés lusitano (Cupressus lusitanica) se ven amenazadas por la aparición de una especie de áfidos del género Aphis. Mientras que las talas selectivas se recuperan con rapidez, las talas a matarrasa tardan cincuenta años antes de ver reaparecer su diversidad vegetal. Esta progresión del límite agroforestal superior se está estabilizando gracias a la calificación como reserva natural del bosque y por la concienciación de los cultivadores locales del problema de la escasez de agua y acidificación de los suelos que la deforestación provoca. Estos dos factores también son responsables en ocasiones del ascenso paralelo del límite inferior de las plantaciones que son reemplazadas por la sabana. Planes de recolonización favorecidos por un mejor conocimiento bioclimático de los chagga permiten encontrar equilibrios biológicos con especies arbóreas.
El bosque de Njoro, al sur de Moshi, es un bosque sagrado desde hace varios siglos y se beneficia además de un estatuto de protección. Probablemente por estas razones es el último bosque pluvial que subsiste en llano, aunque sufre un lento retroceso. Está formado fundamentalmente por arbustos de la especie Newtonia buchananii.

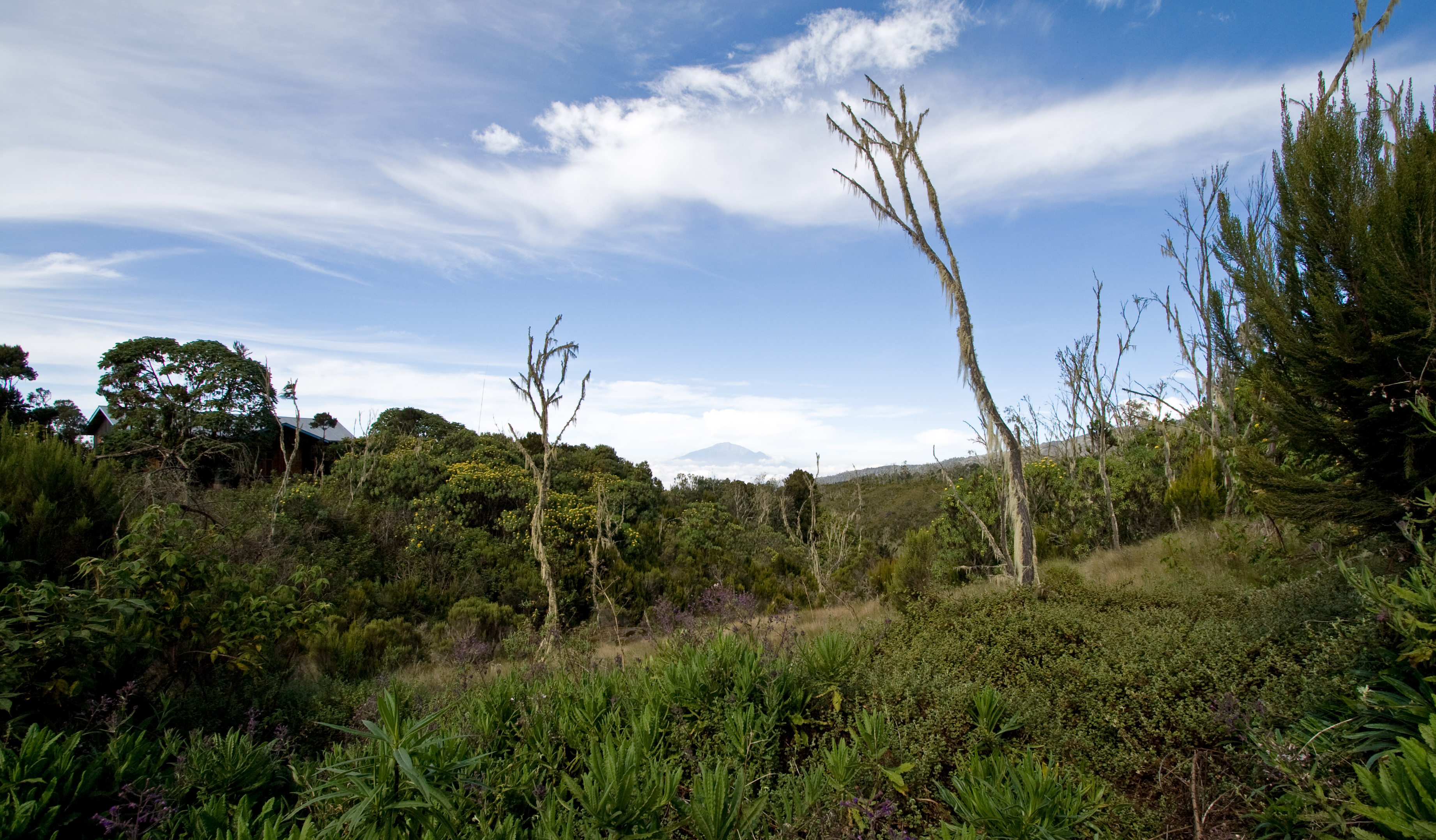
Vegetación que compone la selva pluvial con el monte Meru al fondo.
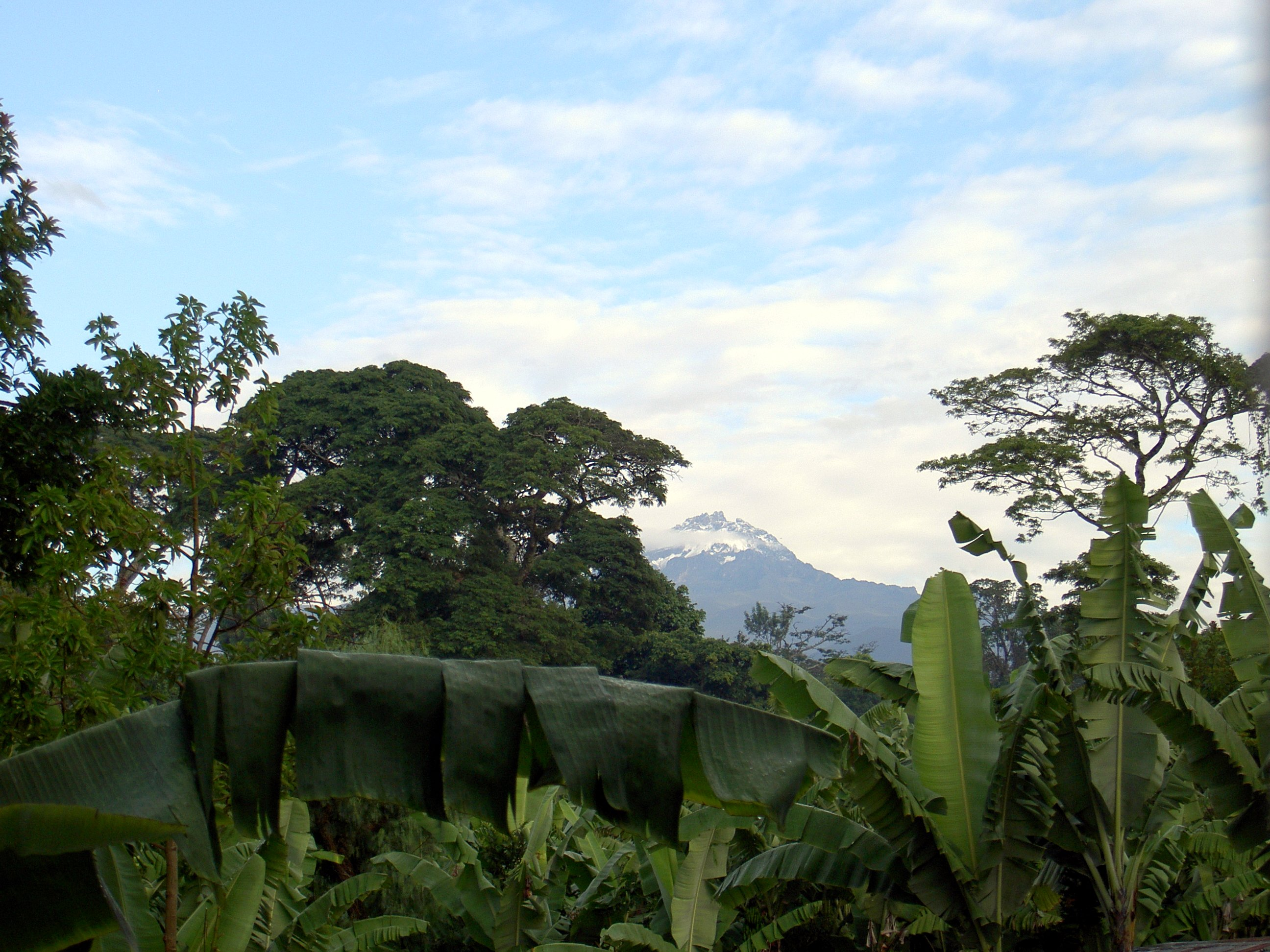
El Mawenzi se aprecia entre las plantaciones de bananos mezclados con la vegetación de la pluviselva.
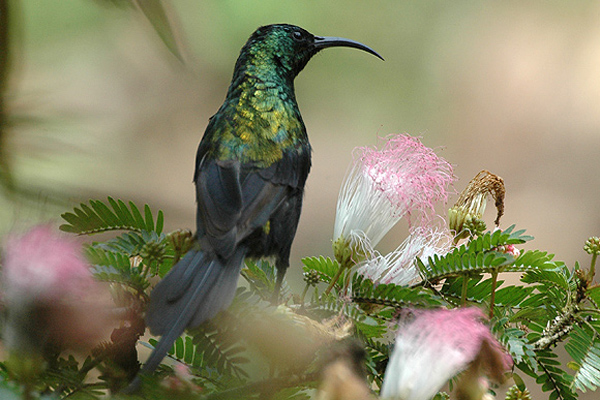
Suimanga bronceado (Nectarinia kilimensis).
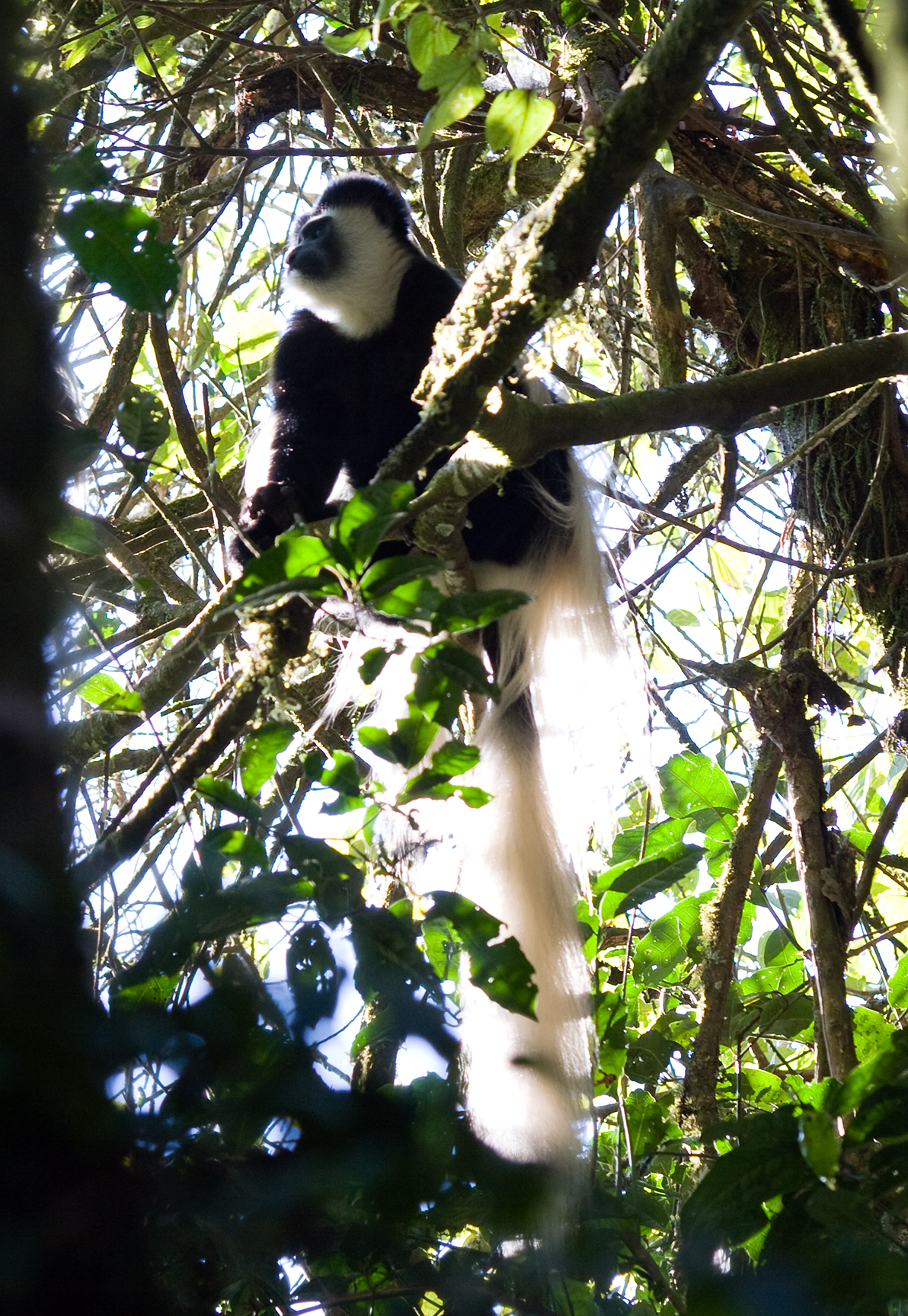
Colobo abisinio (Colobus guereza).

El bosque de niebla
Se caracteriza por la presencia de la especie Podocarpus milanjianus y de numerosas epifitas como musgos y helechos que cubren alrededor un 80% de los árboles. Este bosque está presente sobre la vertiente meridional, entre 2300 y 2500 m de altitud. El agua es aportada casi exclusivamente por la circulación de la humedad generada por la evapotranspiración del bosque pluvial, que crea frecuentes nieblas. La estación seca es muy corta y la captación del agua en suspensión casi nula.
El bosque nuboso
En él se encuentra Juniperus procera, así como Afrocarpus gracilior, Hagenia abyssinica, brezo blanco (Erica arborea, sobre todo en su fase inicial de desarrollo) y algunos musgos y líquenes (Usnea articulata). Este bosque se encuentra en los escarpados hacia el oeste, norte y noreste, por lo general entre 2500 y 2700 m de altitud. A diferencia del bosque de niebla, tiene una larga estación seca y la humedad no circula por convección, sino por la precipitación producida por contacto de las nubes de niebla con el bosque causada por los fuertes vientos del este en forma de estratos que pueden constituir el 60% del aporte de agua para las plantas. Una buena estructuración horizontal y vertical del bosque es necesaria para que pueda filtrar bien las partículas de agua en suspensión.

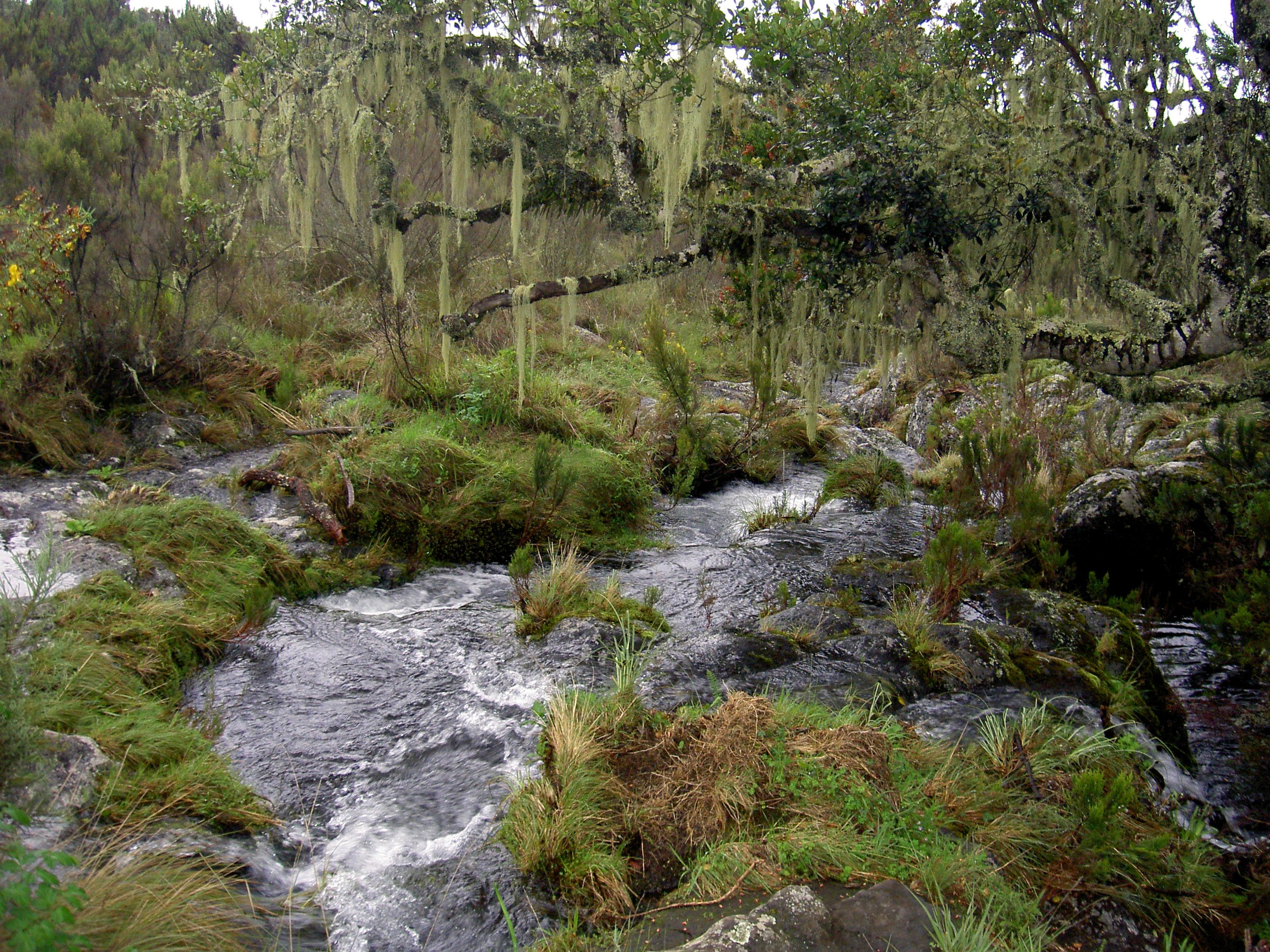
Río Naremoru, que discurre por el bosque nuboso.
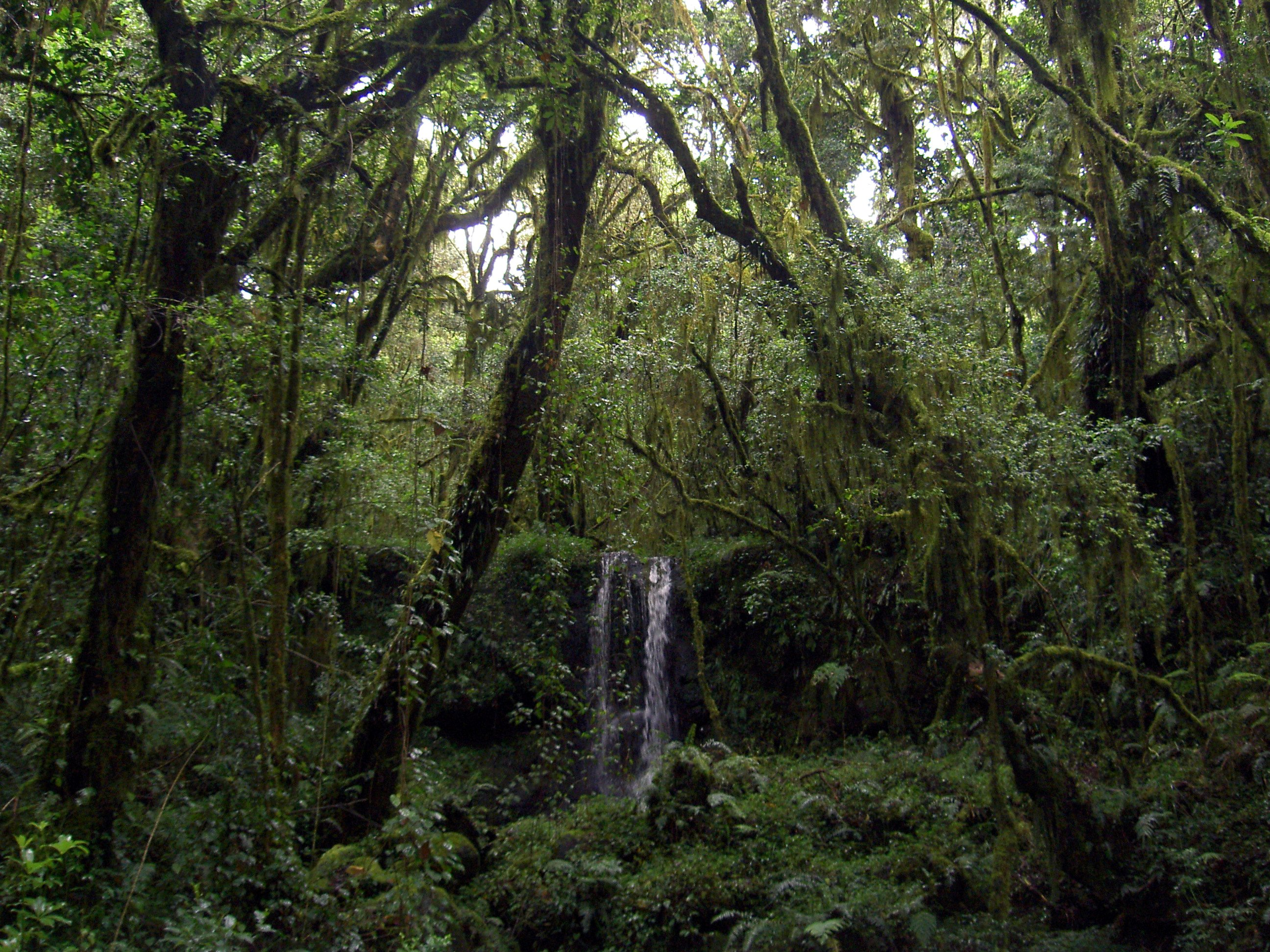
Pequeña cascada en el bosque de niebla, donde se aprecia la importante presencia de epifitas.

#### Zona alpina
Los brezales y las maquias
Se encuentran entre 2800 y 4000 m sobre el nivel del mar y reciben entre 500 y 1300 mm de precipitación al año. Presenta una vegetación compuesta de brezos, donde la forma arborescente del brezo blanco (Erica arborea) es la más característica, junto a Erica excelsa. Estas dos especies son pirófilas, y colonizan los terrenos incendiados anteriormente ocupados por el bosque nuboso. De esta forma vieron descender su límite inferior de 700 a 900 m de altitud según las zonas bajo el efecto de la antropización pastoral del pueblo ongamo desde hace entre 200 y 400 años dependiendo de la vertiente. Cuando aumenta la frecuencia de los incendios, únicamente las hierbas de los géneros Hyparrhenia y Festuca logran renovarse. También encontramos plantas con flor como Protea caffra subsp. kilimandscharica y Kniphofia thomsonii. En algunas zonas más protegidas, nuevas especies naturales como Pinus patula logran desarrollarse, lo que debilita el equilibrio del medio ambiente (disminución de la biodiversidad, empobrecimiento de los suelos), agravado por su carácter inflamable. La voluntad de las autoridades del parque de luchar contra los incendios contraviniendo a los pastores y a los apicultores tiene un efecto perverso: el entorno entre el límite superior del bosque y los brezales no es administrado de manera armoniosa y los fuegos no se controlan aunque son necesarios para la supervivencia de ciertas especies. Así, entre 1976 y 2005, la superficie del bosque de Erica arborea pasó de 187 a 32 km², lo que equivale a una disminución del 15% de la cubierta vegetal total de la montaña.
Numerosas especies de aves la familia Nectariniidae de vivos colores pueblan el límite superior del bosque: suimanga del Kilimanjaro (Nectarinia mediocris), suimanga aceituna (Nectarinia olivacea), suimanga cabeciverde (Nectarinia verticalis), suimanga gorciverde (Nectarinia rubescens), suimanga amatista (Nectarinia amethystina), suimanga pechiescarlata (Nectarinia senegalensis), suimanga malaquita (Nectarinia famosa), suimanga de Fraser (Anthreptes fraseri), suimanga bronceado (Nectarinia kilimensis), suimanga de Tacazzé (Nectarinia tacazze) y suimanga alidorado (Nectarinia reichenowi). Lo mismo ocurre con el águila crestilarga (Lophaetus occipitalis). Rhabdomys pumilio, también muy presente en la sabana, constituye una de sus presas, al igual que Lophuromys aquilus, Dendromus melanotis y la rata topo lampiña (Heterocephalus glaber). Por otra parte, mamíferos como búfalos, leones, leopardos, elefantes, elands, duikers y hienas transitan a veces a esta altitud para trasladarse de un punto a otro del llano.

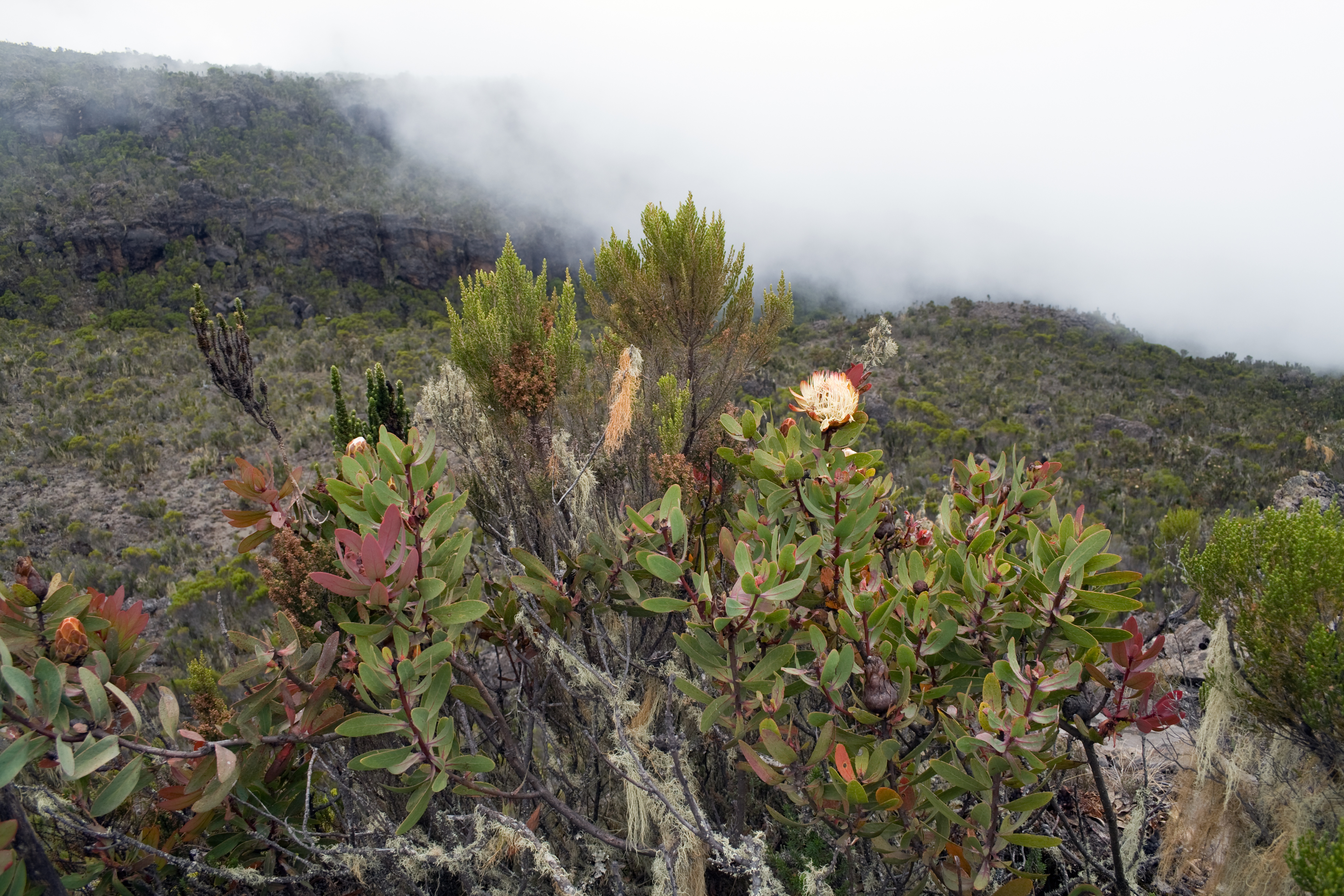
En primer plano, un ejemplar en flor de Protea caffra subsp. kilimandscharica, detrás de unos brezos blancos (Erica arborea).
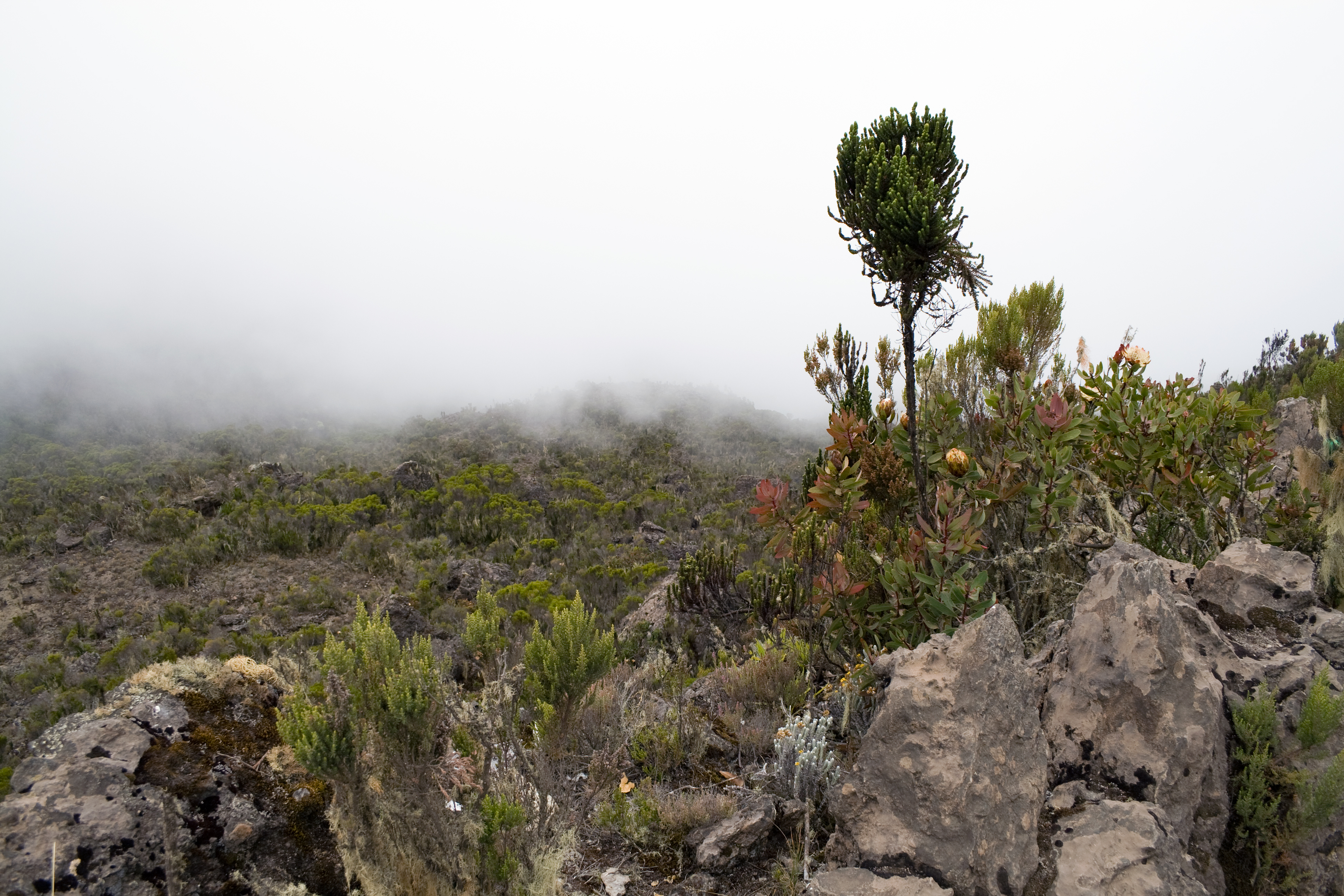
Helichrysum newii en primer plano, en el hueco de la roca, y Erica excelsa (arbusto con el tronco largo).
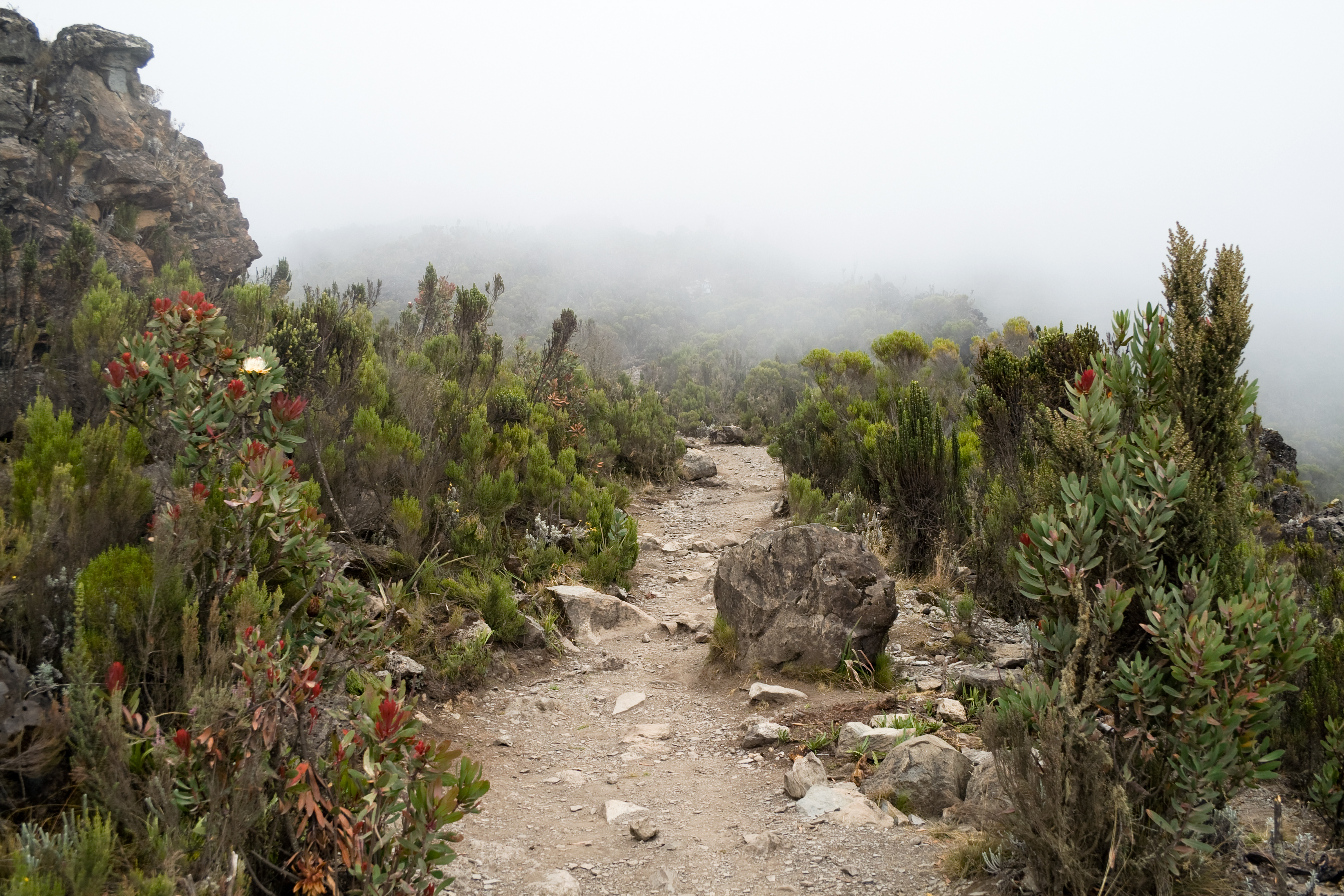
La ruta Mweka, que serpentea en medio de la vegetación de brezales y maquias.
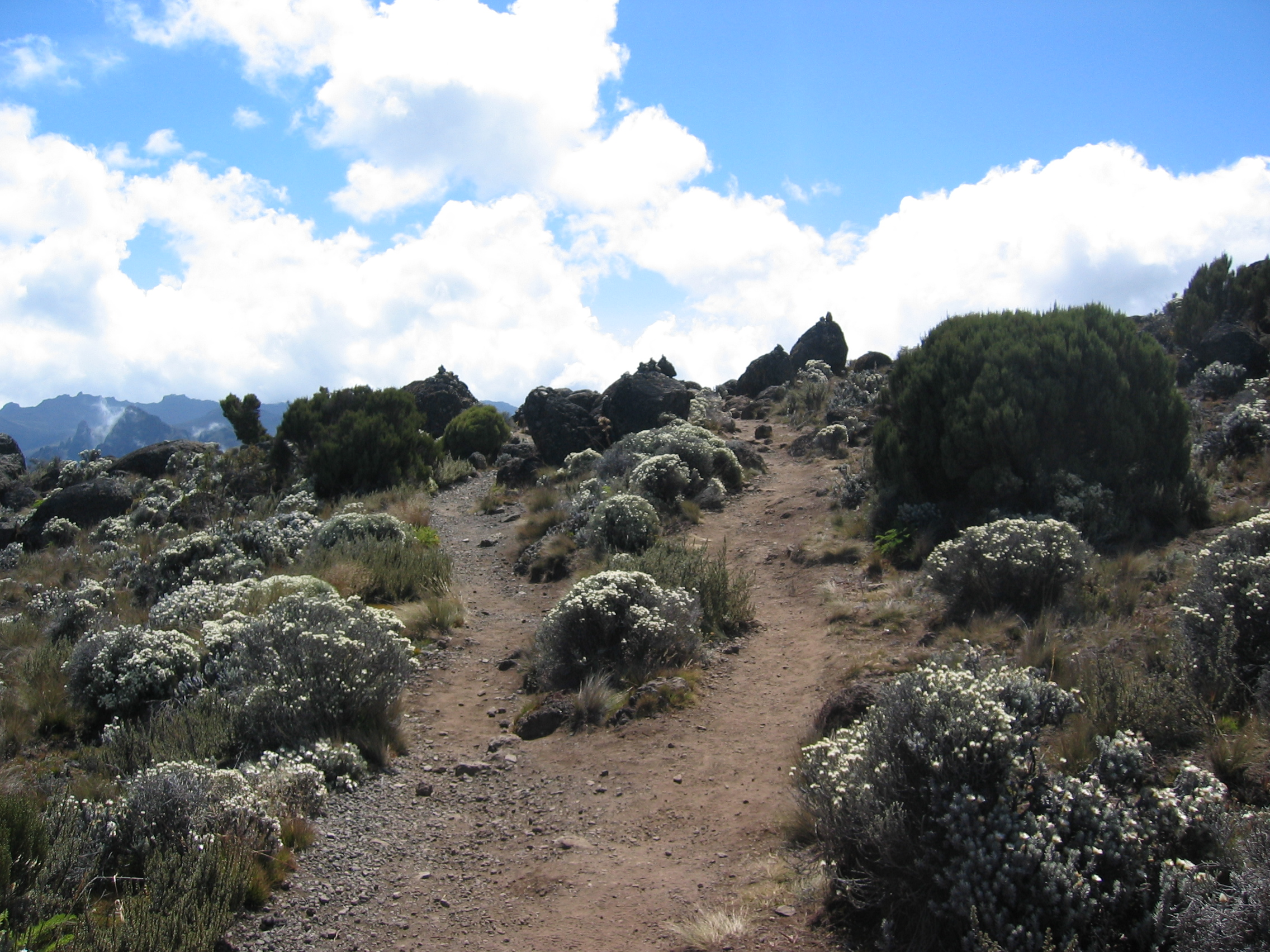
Brezos sobre el Shira.
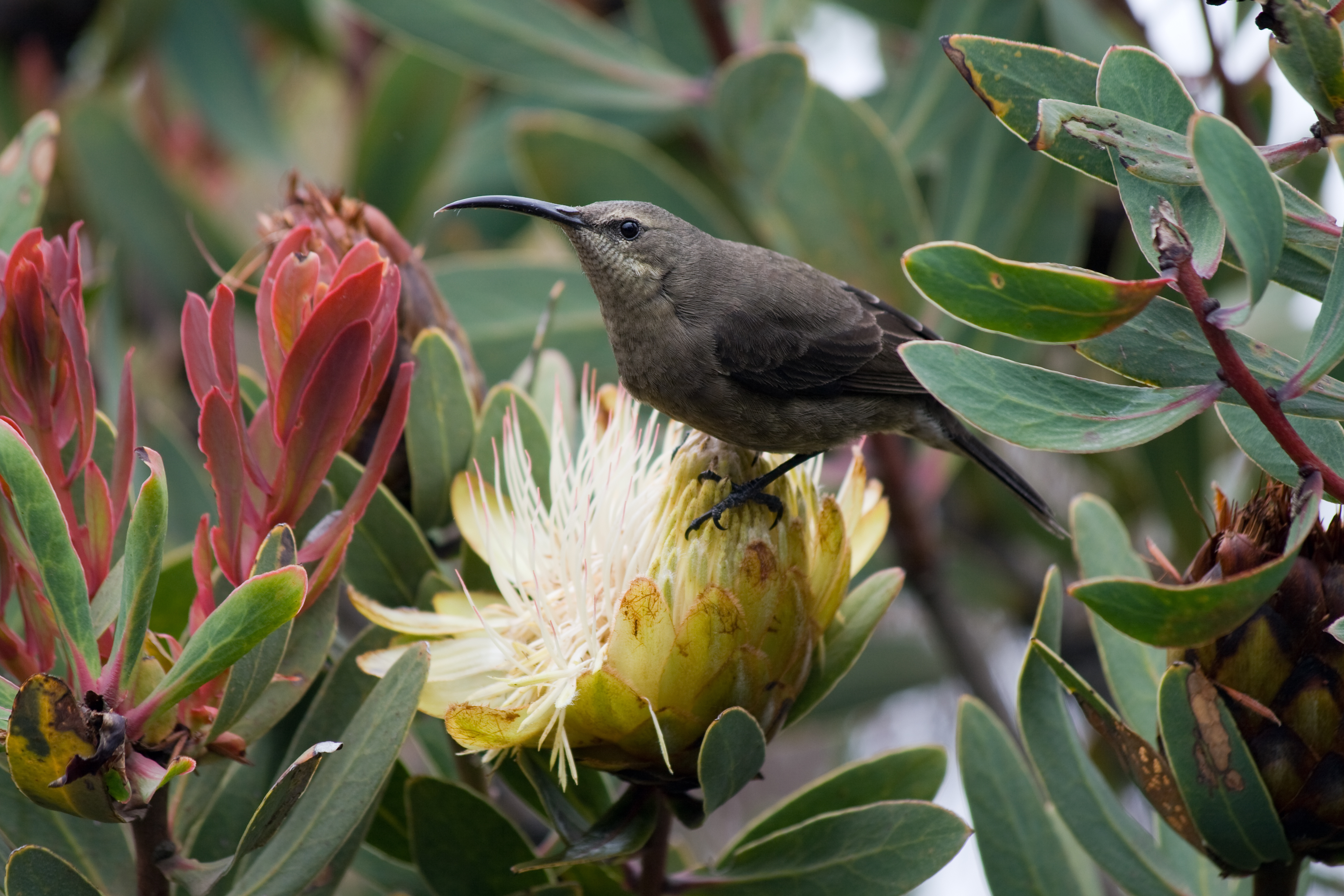
Suimanga malaquita hembra sobre una flor de Protea caffra.
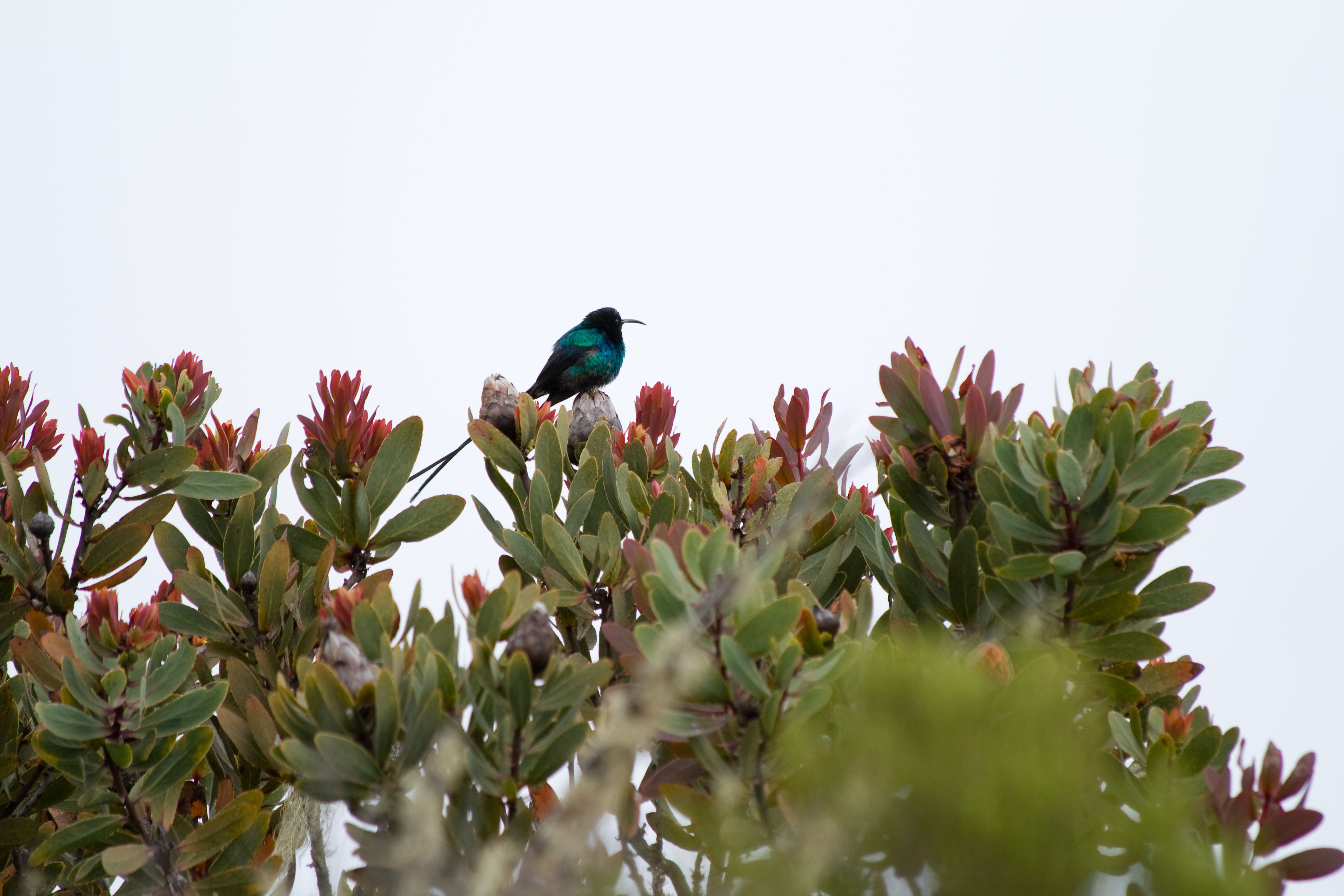
Suimanga malaquita macho.

Zona afroalpina
Sus límites inferior y superior no están claramente definidos, pero se sitúan generalmente entre los 4000−5000 m. Se caracteriza por un clima seco, con un promedio de 200 mm de precipitación anual y con diferencias significativas en la temperatura. Las especies vegetales que viven en esta zona están perfectamente adaptadas a los rigores del clima y algunos son endémicas. Así, encontramos Lobelia deckenii, la única especie alpina de Lobelia que vive en el Kilimanjaro. Dendrosenecio kilimanjari crece principalmente en Barranco, más húmedo y protegido que el resto de la montaña a la misma altura. Otra especie de asterácea es Helichrysum kilimanjari. Algunas matas de herbáceas salpican algunas praderas húmedas: Pentaschistis borussica y especies de los géneros Koeleria y Colpodium.
Solo unas pocas especies de aves rapaces son capaces de alcanzar esta altitud: el busardo chacal (Buteo rufofuscus), el águila esteparia (Aquila nipalensis), el elanio azul (Elanus caeruleus), el quebrantahuesos (Gypaetus barbatus) y el águila coronada (Stephanoaetus coronatus); también encontramos dos especies de paseriformes: el colinegro abisinio (Cercomela sordida) y el escribano de pecho canela (Emberiza tahapisi).

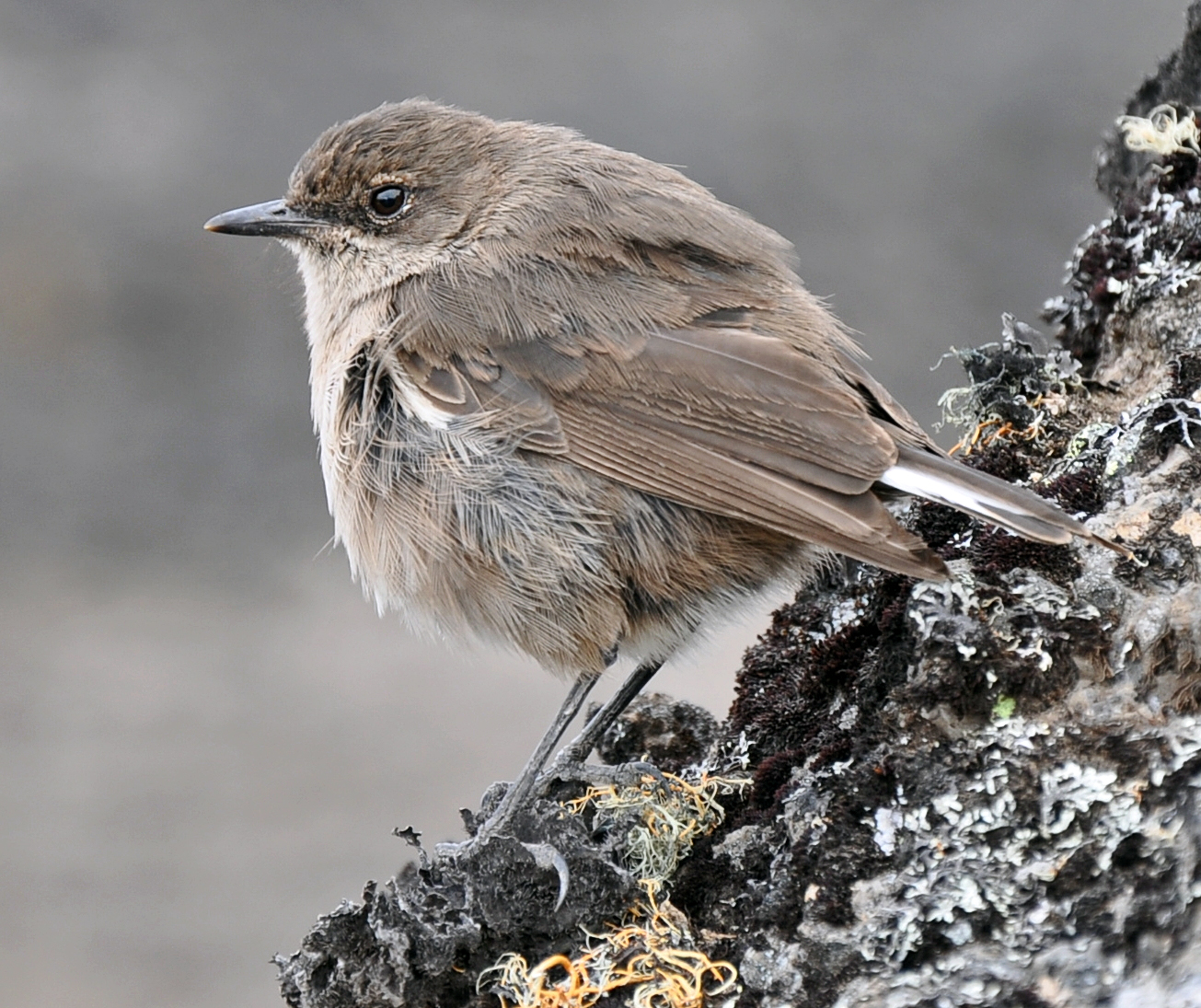
Un colinegro abisinio (Cercomela sordida) en el Kilimanjaro.
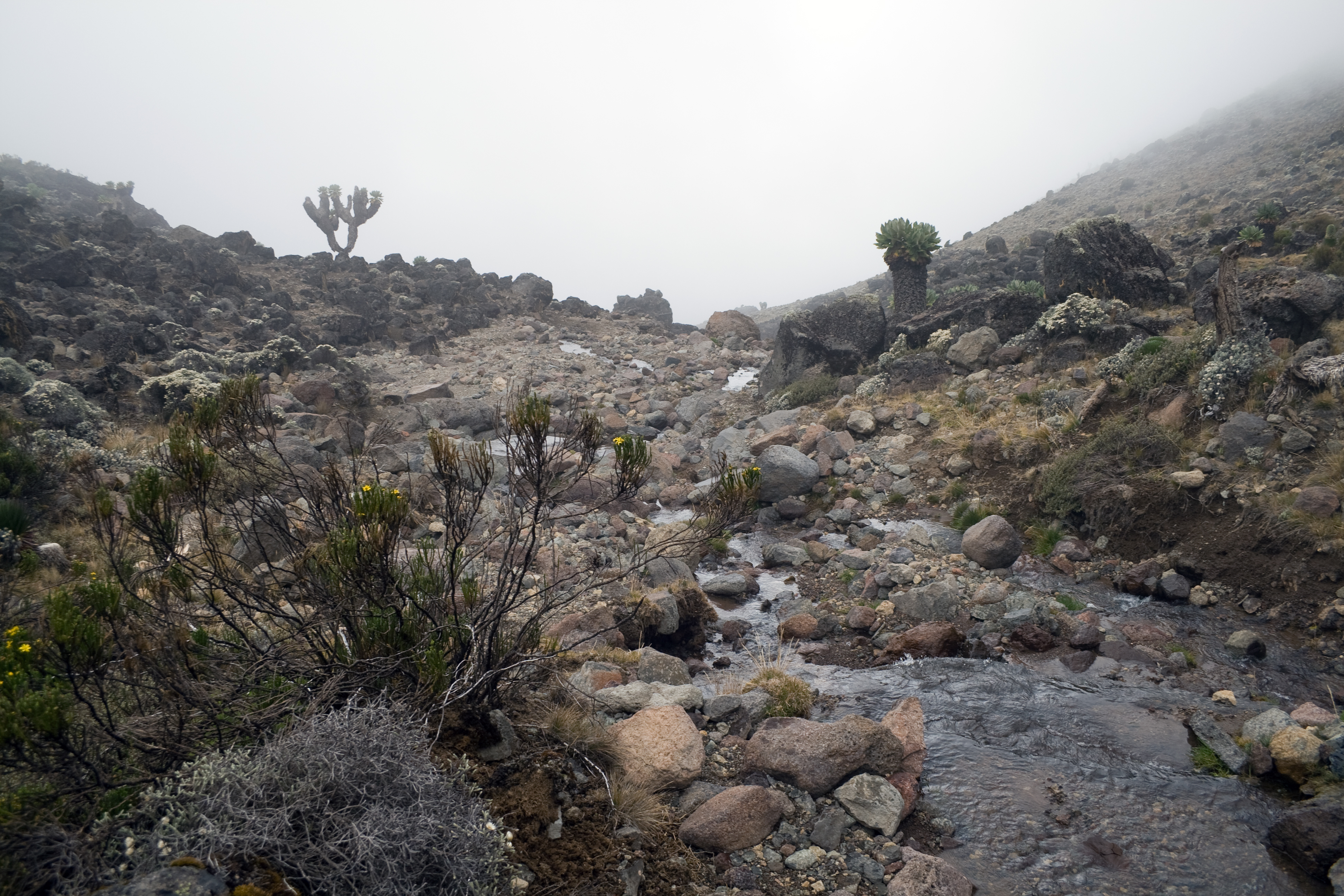
La vegetación en la zona afroalpina es pobre y escasa.
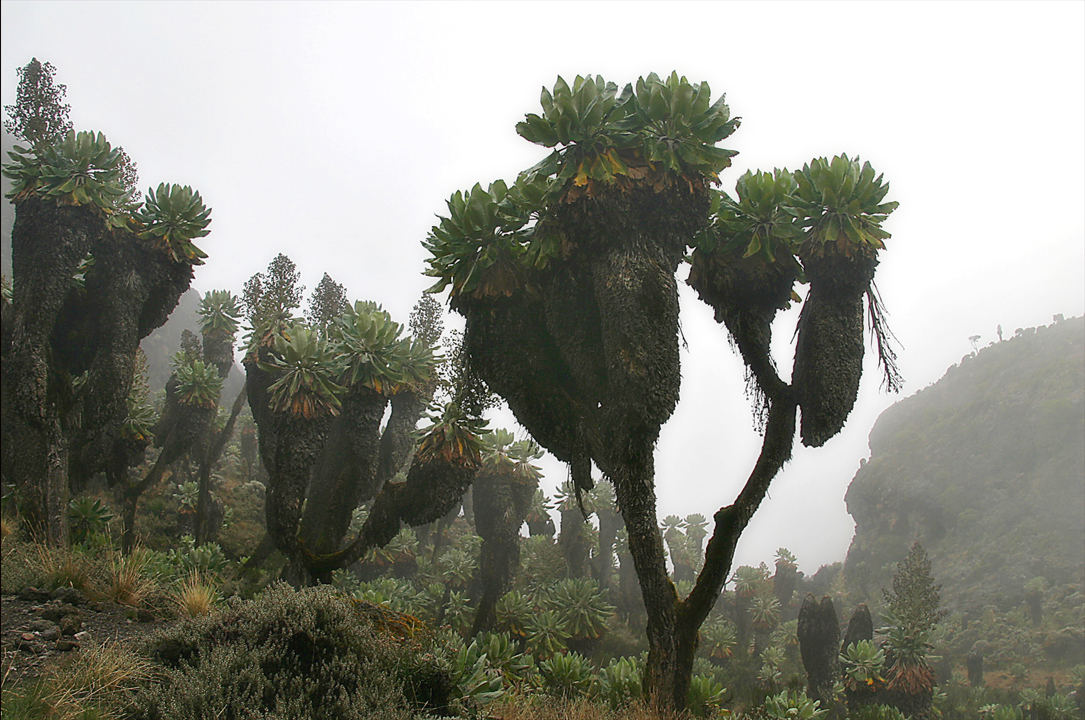
Dendrosenecio kilimanjari en Barranco, al sur del Kibo.
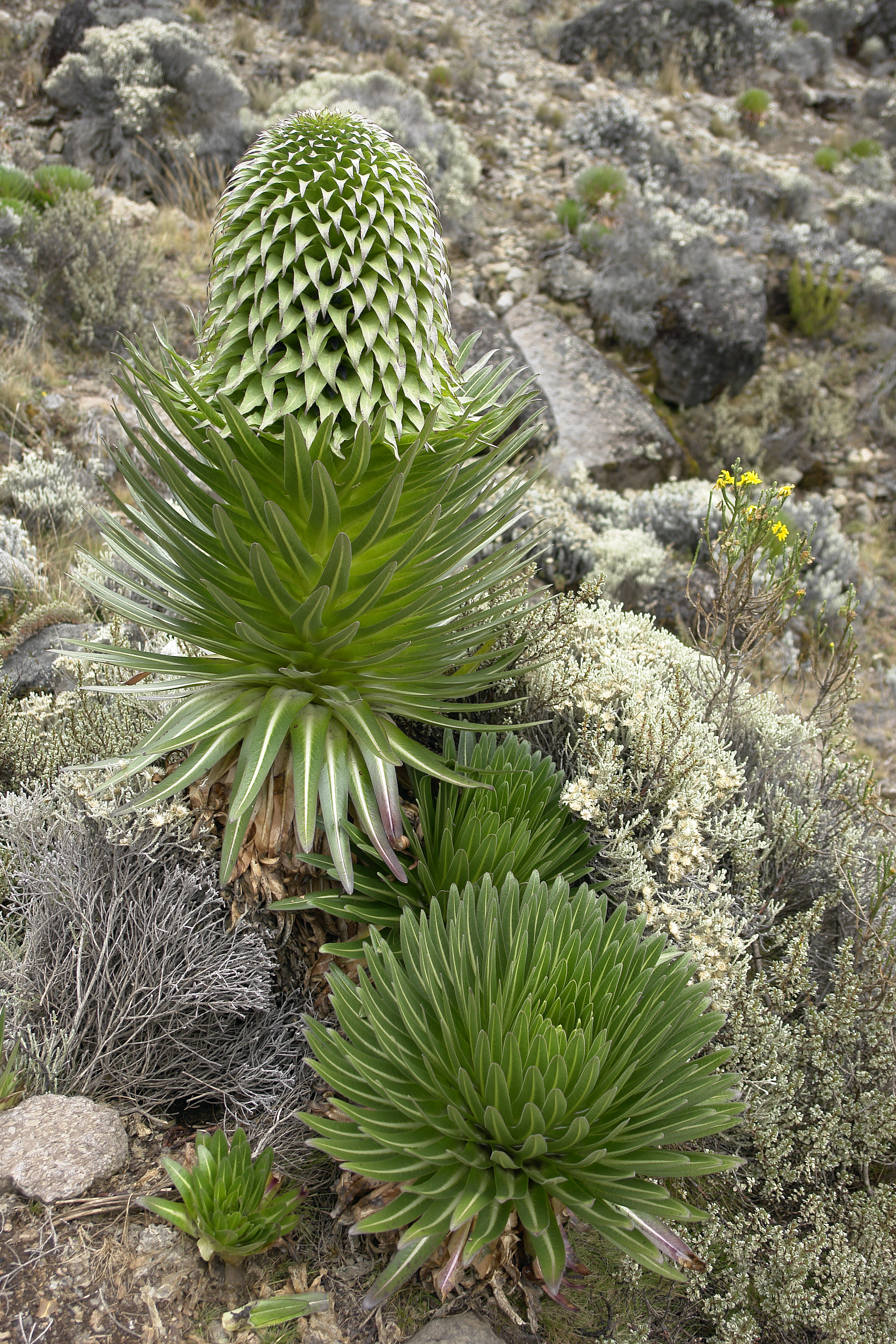
Lobelia deckenii a 4000 m de altitud.

#### Zona nival
Por encima de los 5000 m de altitud prácticamente no existe vida. Las pocas precipitaciones que se producen se filtran casi de inmediato en el suelo o se acumulan en los glaciares. Sin embargo, se encontró Helichrysum newii cerca de una fumarola del cráter Reusch y algunos líquenes de crecimiento lento, como Xanthoria elegans, que pueden vivir varios cientos de años en esas altitudes. El único animal descubierto hasta la fecha en Kibo es una especie de araña.

## Historia

### Poblamiento progresivo

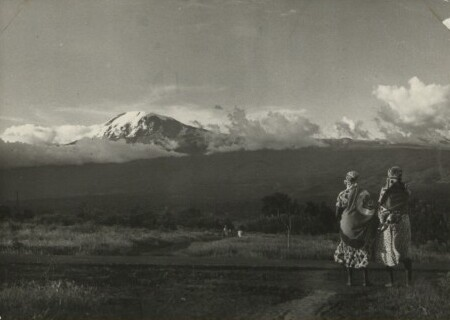
Imagen de dos nativos mirando el Kilimanjaro perteneciente a los Archivos Nacionales del Reino Unido (Colonial Office).

El Kilimanjaro, probablemente, ha sido la cuna de los pastores masái al comienzo del Holoceno, en una época en la que los piedemontes estaban húmedos e infestados por la mosca tse-tsé y donde las praderas y los cursos de agua de altitud podían ser un medio ambiente sano para los rebaños. Los primeros rastros arqueológicos de sedentarismo alrededor de la montaña se fechan hacia unos 1000 años antes de Cristo, con el descubrimiento de cuencos de piedra. Los hombres que les dieron forma, cazadores-recolectores, habrían podido encontrar allí una ventaja con la presencia de agua dulce y muchos otros materiales básicos. El verdadero poblamiento de las vertientes se remontaría a los primeros siglos de nuestra era, pero ningún testimonio oral lo confirma. Los pueblos masái no habrían finalmente migrado a la región hasta el siglo XVI. Ellos fueron probablemente la principal razón que habría empujado a los ongamo a retirarse al noreste ya que ocuparon, según sus relatos, la vertiente norte de la montaña durante cuarenta y cuatro generaciones.
Los chagga también han residido en el norte del Kilimanjaro. Su presencia esta atestiguada en el sur desde el comienzo del siglo XVIII, aunque el nacimiento de su pueblo se remonta a entre los siglos VII y VIII. Sus tradiciones evocan para algunos tierras inocupadas y para otros un reencuentro con «pequeños hombres» llamados vakoningo o vatarimba. Estos podrían haberse retirado a grutas en medio del bosque o habrían sido asimilados con sus ganados y sus bananos formando el clan swai en Kimbushi. La distinción está claramente hecha con los vasi o mwasi, un pueblo de cazadores conocido en África Oriental a través de los recitados en lengua bantú, e históricamente acreditada con el nombre de Dorobbo. Existía una unidad muy limitada entre los chagga; así, para designar su conjunto empleaban el término wandu wa mdenyi (las «gentes de los bananos»). Esto es probablemente debido a sus diferentes orígenes: wakamba, taita (dawida), masái (parakuyo, kisongo). Su unidad social de base era el clan patrilineal, cuyos límites geográficos estaban generalmente establecidos por quebradas o cursos de agua. Varios centenares han podido ser identificados. Los clanes han sido progresivamente ligados a cacicazgos (uruka o oruka) que han visto aumentar su importancia con el surgimiento de conflictos, probablemente relacionados con el comercio de marfil y la trata de esclavos.

### Descubrimiento y exploración
Durante la Antigüedad, algunos pocos cronistas —como el mercader y explorador griego Diógenes, hacia el año 50 en su obra Viajes en África Oriental, o como el geógrafo egipcio Ptolomeo, a mitad del siglo II en un mapa donde hizo figurar los montes de la Luna, según la información que habían obtenido de Marino de Tiro—, mencionan la existencia de una «montaña blanca» o «nevada» en el corazón de África.

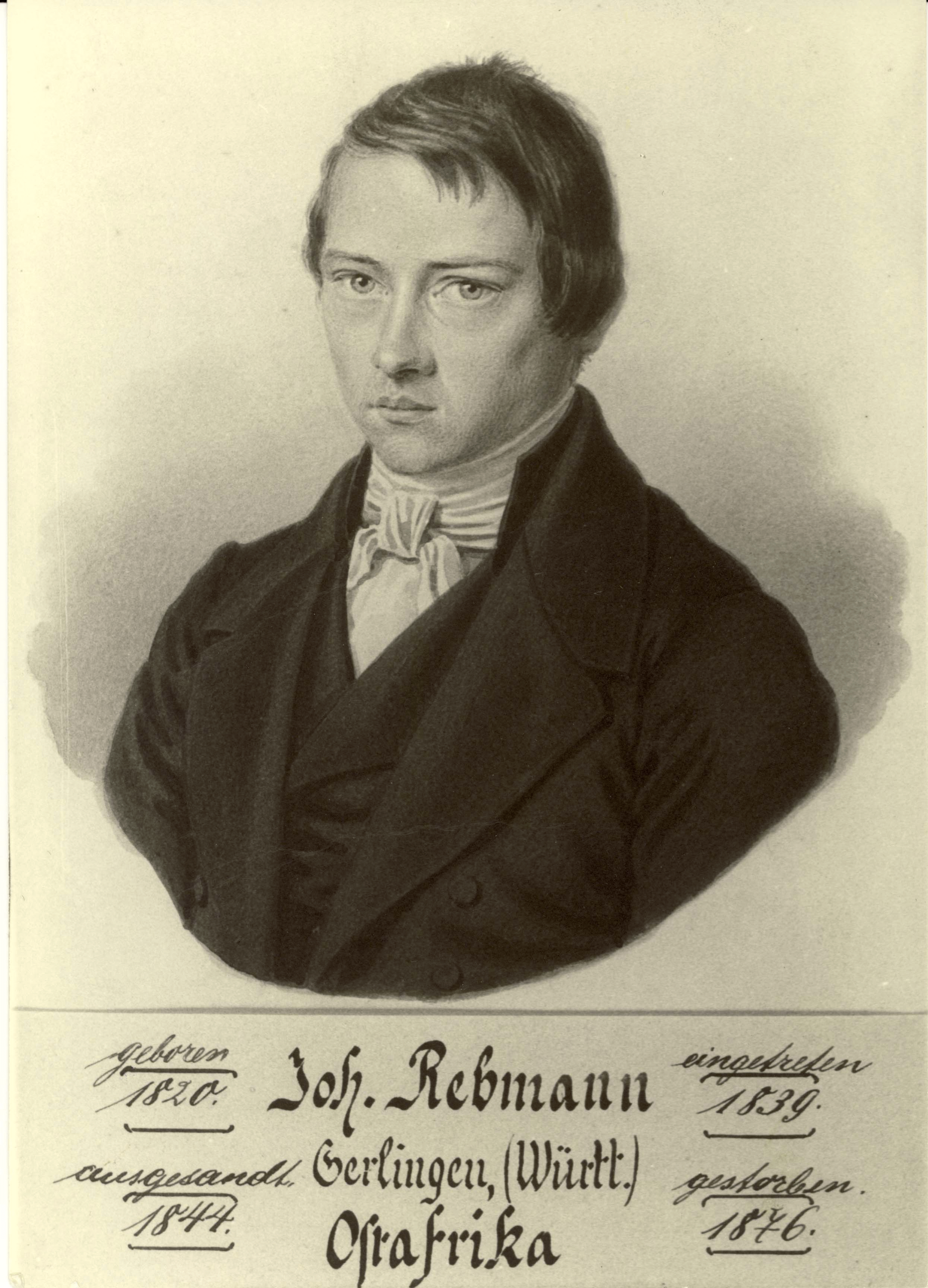
Retrato de Johannes Rebmann.

Posteriormente, si bien podría servir como punto de referencia para las caravanas de comerciantes árabes, no se hace ninguna referencia a la montaña durante siglos. Solo al final del siglo XIII el geógrafo árabe Abul Fida evoca vagamente una montaña del interior de color blanco. En la misma época, un cronista chino escribió que el país al oeste de Zanzíbar «se extiende hasta un monte grande». En 1519, el español Martín Fernández de Enciso podría haber sido el primero en haber evocado realmente el Kilimanjaro en su obra Suma de Geographia: «Al oeste [de Mombasa] se encuentra el Olimpo de Etiopía que es muy alto, y más allá están los montes de la Luna dónde están las fuentes del Nilo. En toda la región hay una gran cantidad de oro y animales salvajes». En 1845, el geógrafo británico William Desborough Cooley, informado algunos años antes por emisarios árabes en Londres, asegura que la montaña más famosa del África Oriental, llamada Kirimanjara, está cubierta de coral rojo.
En 1840, la Church Mission Society decidió emprender la evangelización de África del Este. Así Johannes Rebmann, un misionero alemán formado en Basilea, fue enviado a Mombasa en 1846 a fin de apoyar a Johann Ludwig Krapf, enfermo de malaria. El 27 de abril de 1848 se dirigió, acompañado por Bwana Kheri y ocho indígenas, al descubrimiento del reino chagga de Kilema, del que él y Krapf habían oído hablar en la costa y en el que solo los esclavistas árabes habrían entrado. Descubrió el 11 de mayo, de forma inesperada, con solamente 28 años, esta montaña formada por una cúpula blanca:

Alrededor de las 10, vi algo muy blanco en la cima de una alta montaña y creí al principio que se trataba de nubes, pero mi guía me dijo que era frío, así que reconocí con gusto esta vieja compañía de los europeos que se llama la nieve
Vers 10 heures, je vis quelque chose de remarquablement blanc au sommet d'une haute montagne et crus d'abord qu'il s'agissait de nuages, mais mon guide me dit que c'était du froid, alors je reconnus avec délice cette vieille compagne des Européens qu'on appelle la neige.
Johannes Rebmann, Church Missionary Intelligencer

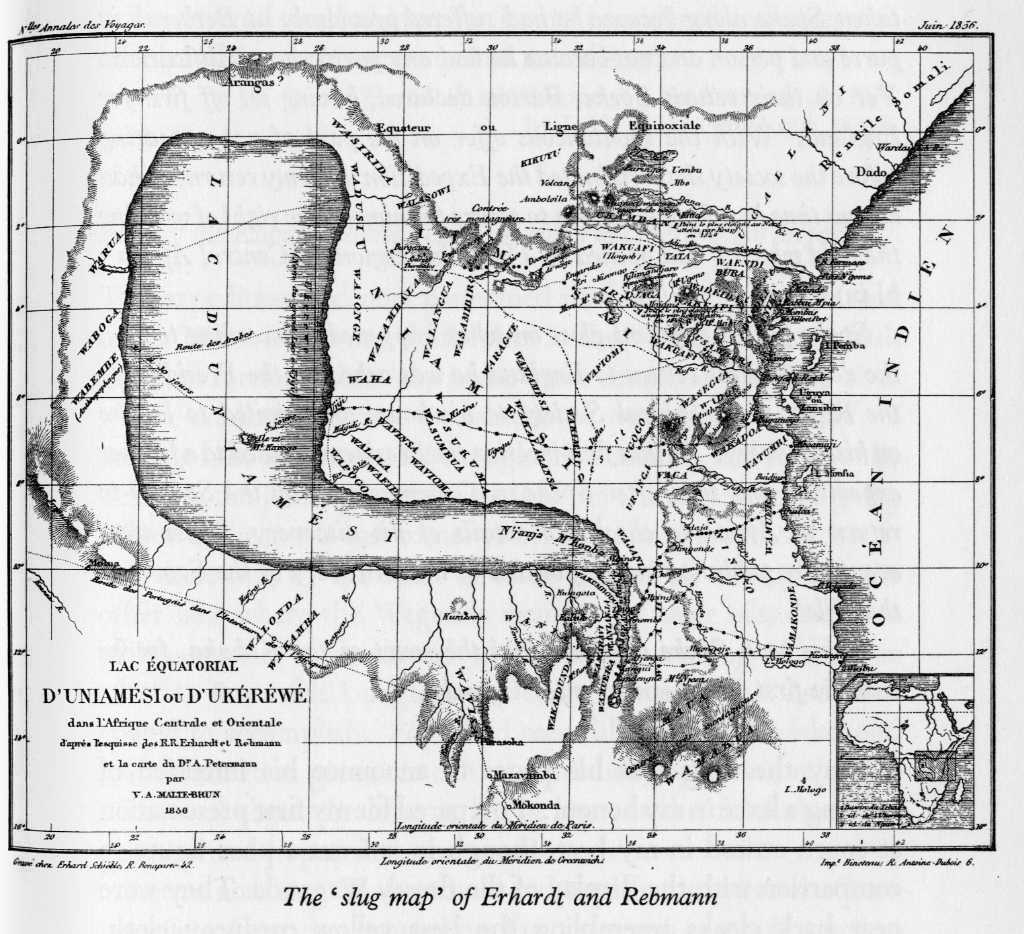
Carta datada en 1856, cubriendo la actual Tanzania, llamada «carta limace», que ilustra algunos de los descubrimientos de los misioneros.

Su atención estuvo totalmente centrada en la presencia de nieve que le sorprendió en esa latitud. Aseveró que su naturaleza desconocida era objeto de muchas creencias y era atribuida por los indígenas a los espíritus. Volvió al Kilimanjaro en noviembre y se encontró con unas condiciones climáticas para la observación más favorables. A continuación, describió dos picos principales, uno cónico y el otro más elevado, que forma una cúpula, que se elevaban por encima de una base común de unas 25 millas de largo (40 km) y que estaban separadas por una depresión en forma de «silla» de 8 a 10 millas. El hallazgo, informado en Londres en abril de 1849, fue muy contestado. Nadie quería creer que existían nieves perpetuas en ese entorno de África, a pesar de que fueron confirmadas seis meses después por Krapf, que por entonces las había descubierto también en el monte Kenia. Violentas polémicas enfrentaron a Cooley y a Rebmann.
En 1856, el Kilimanjaro fue representado por primera vez en la «carta limace», dibujada por Rebmann y Erhardt. La polémica alimentó la curiosidad de los geógrafos y varias expediciones se suceden, como la de los exploradores ingleses John Hanning Speke y Richard Francis Burton en 1858. Este último afirmó que se deberían buscar las fuentes del Nilo cerca de la montaña. Henry Morton Stanley confirmó incluso su descubrimiento por Speke en 1862. Por último, fue en 1861 la expedición del barón alemán Karl Klaus von der Decken, acompañado por el joven botánico inglés Richard Thornton, la que permitió confirmar mediante una observación a 2460 m de altitud la existencia de nieve en la cumbre. Decken consiguió al año siguiente ascender hasta los 4260 m y hacer los primeros mapas topográficos e hidrográficos de la cumbre. Eran solo aproximados pero permitieron, por primera vez, confirmar el carácter volcánico del Kilimanjaro.
Sin embargo, durante varias décadas, el acceso al Kilimanjaro siguió siendo difícil. El sendero de la costa a la montaña era largo y estaba lleno de escollos: animales salvajes, ladrones y la dureza del clima. Además, las caravanas eran reacias a subir por el temor que les inspiraban los guerreros masái y las guerras incesantes entre los chagga generaban inseguridad, como lo demuestra la herida mortal que le causaron a Charles New, un misionero inglés enviado por Decken.

### Primeras ascensiones

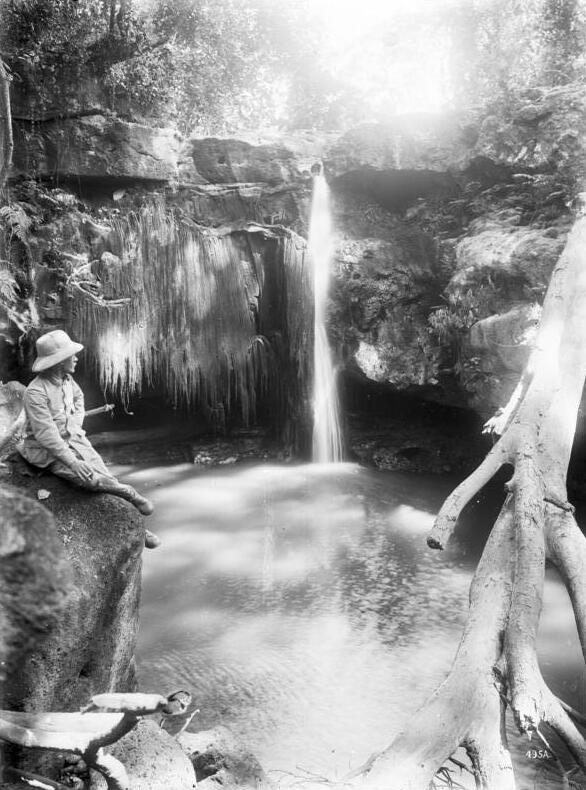
Explorador cerca de una cascada, en 1906, en el África Oriental Alemana, cerca del monte Kilimanjaro.

El científico y explorador escocés Joseph Thomson observó en 1883 la vertiente septentrional desde el territorio masái y abordó el ascenso a la cumbre, aunque no logró llegar más que a los 2700 m de altitud. Fue seguido en 1887 por el conde húngaro Sámuel Teleki, con el austriaco Ludwig von Höhnel, pero no superaron los 5300 m a causa del dolor de tímpano padecido por Teleki. El 18 de noviembre de 1888, Otto Ehrenfried Ehlers alcanzó los 5740 m de altitud, pese a haber alegado lograr llegar hasta 5904 m (más que la altitud real de la cumbre).
El geólogo alemán Hans Meyer, si bien asesorado por Teleki, fracasó en 1887, en su primer intento, a los 5400 m de altitud. Recomenzó al año siguiente, acompañado del geógrafo austriaco Oscar Baumann, pero ambos fueron hechos prisioneros durante la revuelta Abushiri y debieron de pagar un rescate de 10 000 rupias. Después de estos dos fracasos, Meyer decidió traer a su amigo Ludwig Purtscheller, un alpinista austriaco y a Yohan Kinyala Lauwodu, un soldado chagga del ejército en Marangu. La expedición fue organizada antes de su partida por W. L. Abbott, un naturalista que ya había estudiado bien la montaña. Preparados de manera adecuada y sometidos a una estricta disciplina, el 3 de octubre llegaron finalmente al cráter del Kibo, a 5860 m de altitud. La experiencia de Meyer fue determinante en la elección de lugares para establecer campos de aprovisionamiento que abastecieron los porteadores a lo largo del recorrido, a fin de aliviar la escasez de alimentos en caso de repetidos intentos. Los hombres constataron que para escalar el Kaiser-Wilhelm-Spitze (ahora pico Uhuru), debían de contornear la cresta rocosa. Llegaron a la cumbre el 6 de octubre de 1889 después de pasar varias horas tallando con los piolets pasos en el hielo los días anteriores. Emprendieron a continuación el ascenso del Mawenzi y pasaron un total de más de dieciséis días a 4000 m de altitud, enfrentados a temperaturas cercanas a los −14 °C. La ascensión del pico Uhuru no se volvió a conseguir hasta veinte años más tarde por M. Lange.

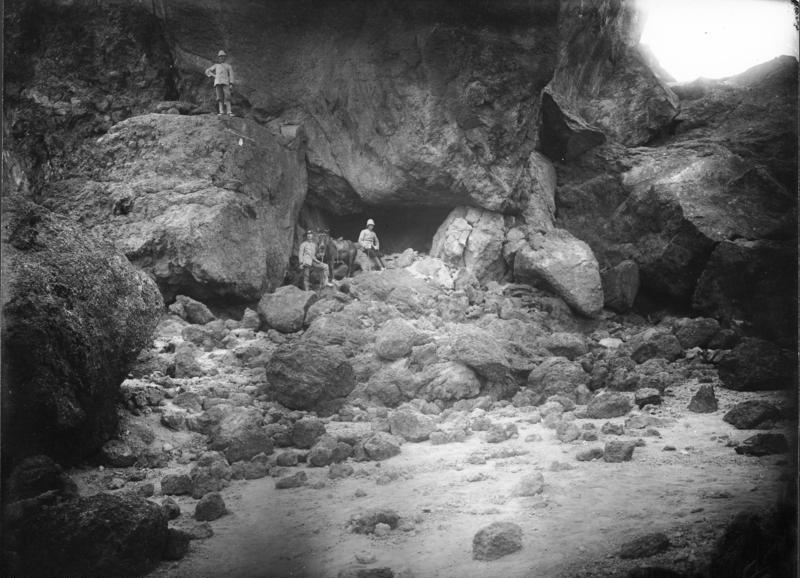
La expedición alemana explorando las cuevas a los pies del Kibo en 1906.

En los albores del siglo XX, los alemanes empezaron a construir refugios en la montaña, como el refugio de Bismarck, a 2550 m de altitud, y el refugio Peters, a 3450 m. El refugio Kibo fue construido en 1932.
El Mawenzi fue ascendido con éxito el 29 de julio de 1912 por los alemanes Fritz Klute y Eduard Oehler. La fragilidad de sus rocas hace que sea muy difícil el ascenso. Los dos hombres aprovecharon la oportunidad para realizar el tercer ascenso del pico Uhuru, el primero por la vertiente occidental. Unas semanas más tarde, Walter Furtwängler y Siegfried König descendieron el Kibo en esquís. Frau von Ruckteschell se convirtió en la primera mujer en alcanzar el punto de Gilmann.
La Primera Guerra Mundial suspendió los ascensos. En 1926 el pastor protestante Richard Reusch descubrió en el borde de la caldera del Kibo un leopardo congelado, del que cobró una oreja como prueba, lo que inspiró una novela de Ernest Hemingway. Al año siguiente, descendió hasta el fondo del cráter que luego llevará su nombre. Hizo un total de cuarenta ascensiones. En 1927, un trío británico encadenó el Mawenzi y el Kibo, lo que hizo de Sheila MacDonald la primera mujer en escalar el pico Uhuru.

### Las misiones religiosas
La evangelización comenzó a finales del siglo XIX en un ambiente de lucha perpetua de clanes y de colonización. Los católicos y protestantes se esforzaron por explorar, iniciar conversaciones, adquirir tierras, enseñar idiomas, instalar escuelas, clínicas y orfanatos, cultivar la tierra y construir lugares de culto. Los chagga parece que eran aficionados a la lectura y a la escritura. A pesar de ello, misioneros de ambas religiones sufrieron muchas pérdidas humanas y materiales conforme las fluctuaciones de las tensiones políticas con las autoridades tradicionales y coloniales.
En 1885, se abrió el primer puesto protestante en Moshi. Mandara, el rey de Moshi, recibió, a petición propia, enseñanzas cristianas por parte del obispo Hannington de la Church Mission Society y del reverendo Fitch. Decidió al año siguiente permitir la construcción de una escuela para niños. Sin embargo, las cosas se complicaron para los misioneros británicos, situados entre los indígenas y las fuerzas coloniales alemanas, y fueron sustituidos en 1892 por luteranos de Leipzig, que estuvieron activos durante el protectorado. Unos disturbios en 1893 provocaron el incendio de Moshi y varios pastores se instalaron, alternativamente, en Machame, Mamba, Mwika, Moshi Antiguo y, por último, en Masama en 1906. En 1908, diez años después de los primeros bautismos, 53 chaggas adoptaron la religión protestante. Durante la Primera Guerra Mundial los misioneros alemanes fueron confinados y después expulsados. El primer pastor chagga entró en funciones en 1932.
Los protestantes tuvieron algunas rivalidades con los padres espiritanos, llegados de La Reunión e instalados a ambos lados, este y oeste, de la montaña, pero mantuvieron relaciones respetuosas con ellos. Estos últimos dan poco a poco razón, ante la Santa Sede, a los combonianos instalados en la región de Sudán a lo largo del Nilo, así como a los benedictinos bávaros, que argüían su adaptación al entorno de montaña. Estos también realizaron hermosos grabados del Kilimanjaro que publicaron en el Nassauer Bote y en el calendario de santa Odilia. Los espiritanos fueron asignados primero a la prefectura apostólica de Zanzíbar en junio de 1863 y se instalaron en Bagamoyo en 1868. Después de varios intentos fallidos, se dirigen a partir del 1877 hacia las mesetas del oeste, impulsados por la propaganda y después llamados por el barón von Eltz establecido en Moshi, que deseaba fundar en el Kilimanjaro una colonia de católicos polacos y requirió los servicios de un sacerdote. Se dirigió a monseñor de Courmont, que comenzó con los padres Auguste Gommenginger y Le Roy un viaje de estudios considerado fundamental para el conocimiento de la montaña y que marcó la implantación de la Iglesia católica. Este último escribió en 1893 Au Kilima-Ndjaro. Courmont realizó numerosos bocetos, siempre que el clima mejoraba, y escribió el 1 de marzo, y después el 1 de diciembre de 1890:

Durante dos años estuvimos planeando una fundación para Kili. ¿Pero cómo llegar allí por una región donde reinan siempre las hostilidades? Por otra parte, las inmensas y fértiles llanuras de Tana nos estaban abiertas [...] El reverendo Leroy [es] nuestro principal intermediario entre los indígenas, ya que habla muy bien el idioma.
Depuis deux ans nous projetions une fondation au Kili. Mais comment y arriver par une région où régnaient toujours les hostilités ? D'autre part, les immenses et fertiles plaines de Tana nous étaient ouvertes [...] Le R.P. Leroy [est] notre principal entremetteur auprès des indigènes dont il parle très bien la langue.

Así en el fracasado Tana; decepción en Sobaka. Queda el Kilima Ndjaro.
Decidí hacer la exploración, en compañía de dos de nuestros Padres. Se organizó rápidamente y las circunstancias han querido que la misión pueda ser, sin más demora, comenzada en septiembre.
El país [...] está formado por un magnífico macizo de montañas, dominado por dos picos, el Kibo, de 6000 m y el Kima, de 5300. Es fértil, saludable y muy populoso.
Los Washaga, o negros indígenas de la región montañosa, son inteligentes, laboriosos, deseosos de aprender. Sus hijos numerosos corren alrededor de los misioneros, sin revelar demasiado esta naturaleza salvaje que, después de que una primera curiosidad sea satisfecha, los dispersa [...] Podemos augurar mucho bien para esta misión, especialmente si el Ndjaro Kilima se convierte, como se mencionó, en un país de emigración para una población laboriosa de campesinos católicos alemanes.
Sin embargo, la lejanía de este punto hace difícil la organización y el envío de caravanas hace también de esta fundación una obra que requerirá más tristezas, penas, tribulaciones de toda naturaleza y dispensas más considerables. Pero tenemos confianza en Dios, y es por eso que iremos incluso de avanzada.
Ainsi sur le Tana insuccès ; déception sur le Sobaki. Restait le Kilima Ndjaro.
Je résolus d'en faire l'exploration, en compagnie de deux de nos Pères. Elle fut rapidement menée et les circonstances ont voulu que la mission pût être, sans plus de retard, commencée au mois de septembre.
Ce pays [...] est formé d'un magnifique massif de montagnes, dominé de deux pics, le Kibo haut de 6000 mètres et le Kima de 5300. Il est fertile, sain et très populeux.
Les Washaga, ou noirs indigènes de la région montagneuse, sont intelligents, industrieux, désireux de s'instruire. Leurs enfants nombreux s'empressent autour du missionnaire, sans trop révéler cette nature sauvage qui, après une première curiosité satisfaite, les disperse [...] Nous pouvons donc augurer beaucoup de bien de cette mission, surtout si le Kilima Ndjaro devient, comme il en a été question, un pays d'émigration pour une population laborieuse de paysans catholiques allemands.
Toutefois, l'éloignement de ce point qui rend difficiles l'organisation et l'expédition de caravanes fait aussi de cette fondation une œuvre qui demandera plus de peines, d'ennuis, de tribulations de toute nature et des dépenses plus considérables. Mais nous avons confiance en Dieu, et c'est pour cela que nous allons quand même de l'avant.
Monseñor de Courmont, Annales apostoliques

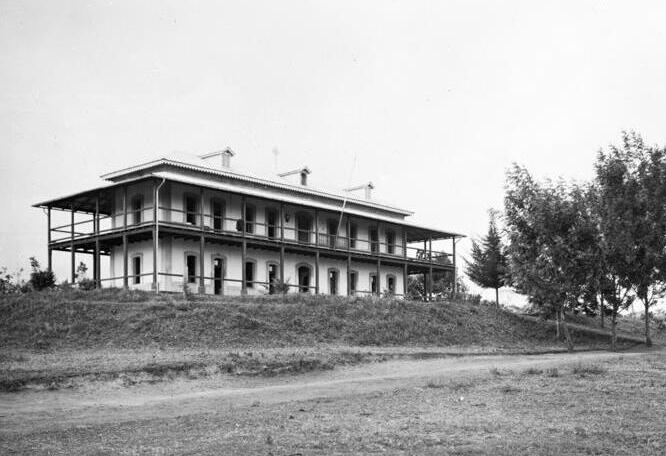
Misión cristiana de Kilema en 1906.

En 1891 se creó la primera misión católica en Nuestra Señora de Lourdes en Kilema, a los pies del Kibo, cuya gracia es mencionada varias veces en las correspondencias. Poco a poco, se fue estableciendo una red de parroquias en las laderas del volcán, inicialmente con una mayoría de misioneros alsacianos. Comunidades de pleno derecho nacen en torno a cada misión, donde se fomentan la educación y el comercio —en especial, del café—. Una segunda misión fue implantada en Nuestra Señora de la Liberación de Kibosho, en 1893, en un lugar codiciado por los protestantes, asegurando su dominio en el corazón de la montaña. A principios del siglo XX, Kibosho acogía regularmente a 3000 jóvenes en 22 escuelas. En 1898, la misión de Rombo (Fisherstadt) nació a su vez, seguida posteriormente, en 1931, de Nuestra Señora de las Nieves en Huruma. Varios anexos fueron erigidos en misiones independientes: en 1912 Uru, y después Umbwe, confiada a sacerdotes africanos; en 1912, Mashat se independizó de Rombo (a pesar de un cierre entre 1922 y 1926); en 1947, Narumu y Kishimundu (filial de Uru) se separaron de Kibosho; también en 1947, Kirua, Marangu y Maua, la «misión más alta del Kilimanjaro», previamente asignada a Kilema; y en 1950, Mengwe.
El 13 de septiembre de 1910 se estableció una nueva organización. La propaganda, a petición de monseñor Vogt, erigió al norte del vicariato de Bagamoyo un nuevo vicariato y le dio el nombre de vicariato apostólico de Kilima-Ndjaro.
En 1998, de los 80 padres espiritanos tanzanos formados en Moshi, ninguno quedó en la plaza. Las antiguas misiones ya habían sido cedidas, pero las hermanas de la Congregación de Nuestra Señora del Monte Kilimanjaro, fundada en Huruma, siguieron manteniendo una intensa vida religiosa. Entre los protestantes, cerca de 200 pastores nacionales todavía oficiaban en la diócesis de Moshi. A principios del siglo XX, plantadores griegos ortodoxos se establecieron cerca de la montaña y construyeron lugares de culto, pero su presencia fue temporal y el proselitismo limitado. Sus instalaciones fueron cedidas a la iglesia ortodoxa de Moshi y vendidas a los baptistas con autorización de un pope para realizar en ellas oficios.
La presencia de todas estas comunidades religiosas dejó numerosas obras que describen el Kilimanjaro y han contribuido en gran medida a la alfabetización de la región. En 1914, solo el 5% de las escuelas eran seculares y cincuenta años más tarde, después de la independencia, el 75% de las escuelas primarias y el 50% de las escuelas secundarias fueron fundadas por misioneros.

### La montaña en el corazón de la geopolítica internacional

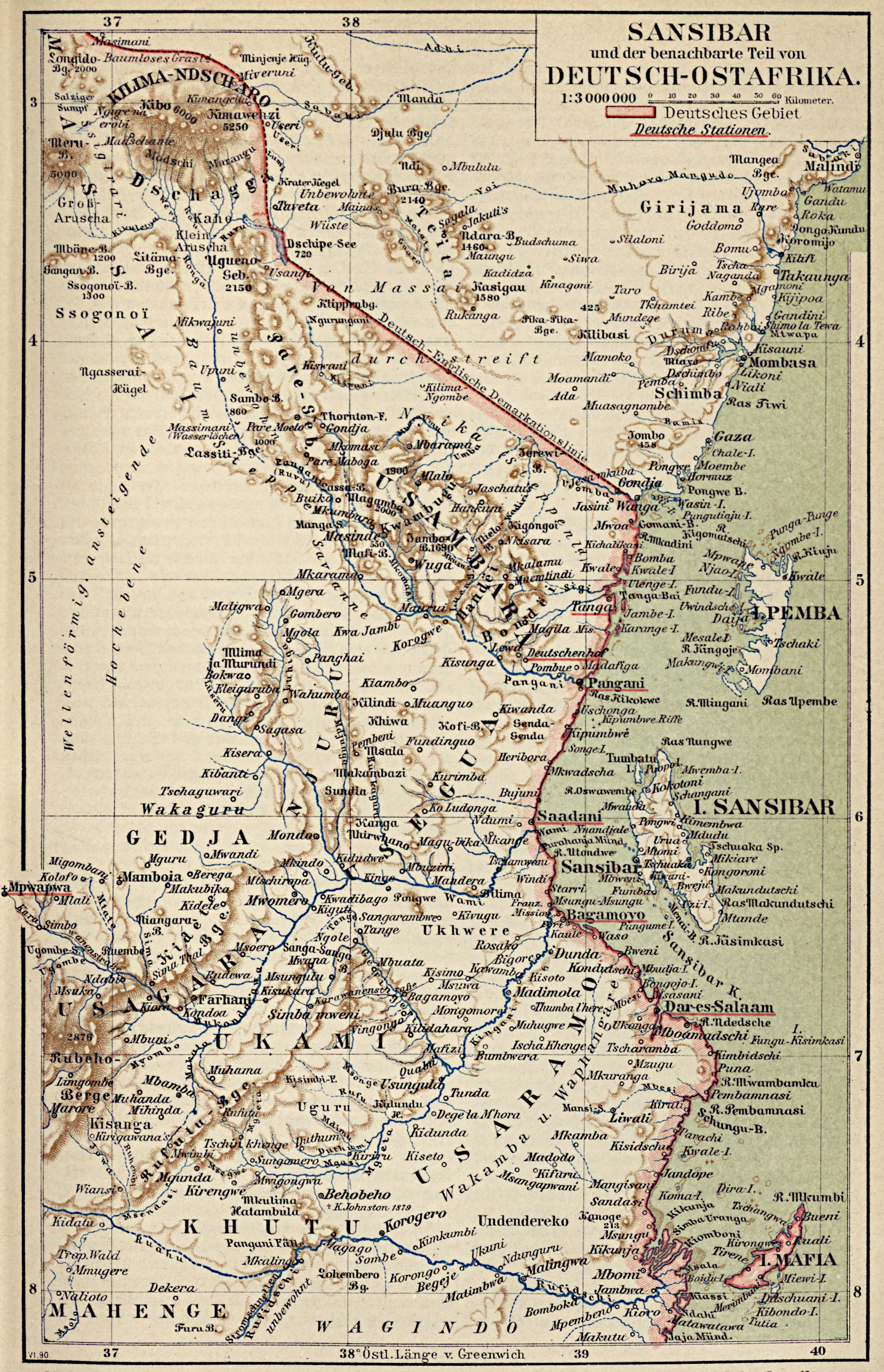
Mapa de 1890 de la costa del África Oriental Alemana mostrando el protectorado británico de Zanzíbar (derecha) y la colonia británica de Kenia (arriba) y donde se encuentra el monte Kilimanjaro (arriba izquierda).

Los descubrimientos de Johannes Rebmann y Johann Ludwig Krapf renovaron el interés del Imperio Alemán por el África Oriental, al igual que el del Imperio Británico en 1883: el naturalista Harry Johnston fue oficialmente encargado por la Royal Geographical Society para escalar el monte Kilimanjaro y detallar su flora y su fauna; oficiosamente, trabajó para los servicios secretos británicos (MI6). Una gran rivalidad se establece enfrentando primero a la Deutsch-Ostafrikanische Gesellschaft (Compañía del África Oriental Alemana) de Carl Peters y a la Imperial British East Africa Company (Compañía Británica de África Oriental). No sin dificultades se organizan alianzas con los líderes locales, constantemente en guerra y aprovisionados de armas por los comerciantes árabes. En los años 1880, los principados de Kibosho bajo el reinado de Sina y de Moshi bajo el de Rindi, Mandara y después Meli, se enfrentan violentamente. Los objetivos implican progresivamente a los Estados de manera más directa, con la Conferencia de Berlín en 1884 y la firma al año siguiente de una carta imperial de protección de la mano de Otto von Bismarck, garantizando las posesiones alemanas en el oeste de Dar es Salaam. El Kilimanjaro les corresponde por el juego de alianzas, y los británicos fueron replegados al norte. Consiguieron Mombasa «en compensación» el 1 de noviembre de 1886 y la frontera resulta en dos segmentos que se conectan contorneando ostensiblemente la base de la ladera septentrional del volcán. La colonización se convierte en oficial el 1 de enero de 1891, fecha de creación de un protectorado alemán. El África Oriental Alemana continuó hasta el 25 de noviembre de 1918, cuando quedó bajo control británico. Se dividió siete meses después, tras el Tratado de Versalles y fue renombrado como protectorado de Tanganica que adquirió el estatuto de mandato de la Sociedad de Naciones en 1922.
El 9 de diciembre de 1961 se proclamó la independencia de Tanganica. El mismo día, como respuesta al acto similar de Hans Meyer en 1889, quien firmó el inicio de la ocupación alemana en ese territorio, la bandera del nuevo estado fue plantada con una antorcha en la cima y fue rebautizada como pico Uhuru, «pico de la libertad». Este símbolo, requerido por el primer ministro y futuro presidente Julius Nyerere, estaba destinado a marcar el final de la desigualdad racial y la reapropiación de este símbolo de África. Políticamente, es el telón de fondo de la Declaración de Arusha, proclamada a su pie el 5 de febrero de 1967 por el partido en el poder, la Tanganyika African National Union, y que define las grandes líneas de la Ujamaa. Económicamente, se convierte en un destino de turismo a nivel nacional y está representado en muchos productos fabricados en el país. Pero esta imagen de marca se administra mal y las divisas escapan a los tanzanos: los guías y porteadores estaban mal pagados, los viajes se organizan desde el país de salida por empresas extranjeras, la clientela es relativamente poco afortunada, los beneficios no responden a las expectativas. Históricamente, la región se volvió hacia la costa y el Kilimanjaro es «olvidado» a favor de las playas de arena fina y las grandes llanuras de un acceso más fácil. El parque nacional del Kilimanjaro, creado en 1973, fue diseñado para proteger el bosque y los recursos hídricos más que para fomentar el turismo. Las autoridades ven este maná escaparse a Kenia, a la que con frecuencia los catálogos turísticos atribuyen la posesión del volcán. La rivalidad con el vecino más próspero condujo en 1977 al cierre de las fronteras y a la disolución de la Comunidad Africana Oriental.

## Población y tradiciones

### Distribución y organización política

Plano de la distribución de los pueblos y tribus en torno al Kilimanjaro.

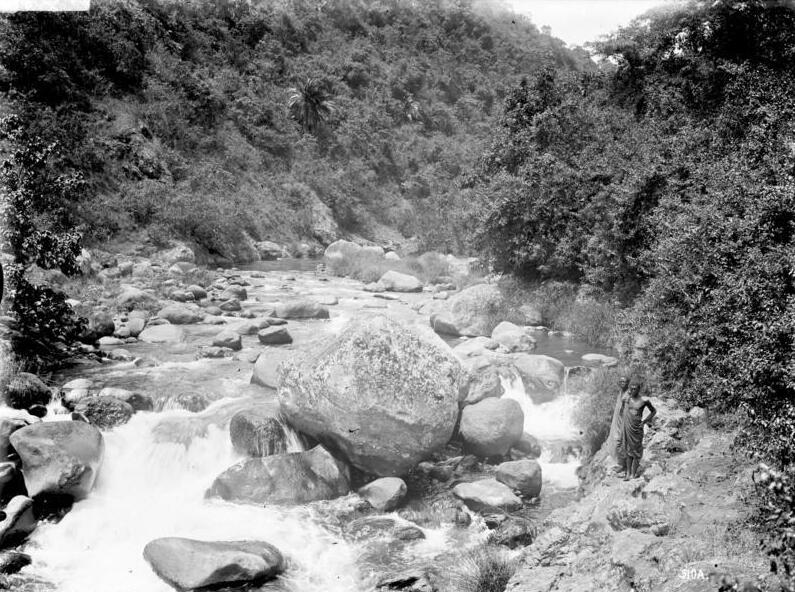
Dos chagga a la orilla del río Weru-Weru.

Los chagga se reparten a lo largo de las laderas sur y este del Kilimanjaro. Las primeras jefaturas surgieron a finales del siglo XVIII obra de los hombres más influyentes, que federaron los clanes en torno a su proyecto a menudo con jóvenes solteros válidos para la guerra. Una de las primeras grandes jefaturas, que conquistó toda la vertiente oriental mediante alianzas con los kambas, fue la de Orombo, un chagga de Keni, pero se derrumbó tras la muerte de su líder. Las jefaturas de Kilema y Machame, en la vertiente meridional, se aprovecharon tanto del comercio con los europeos como de una alianza con los masái. Kibosho alcanzó su apogeo en 1870 bajo el reinado de Sina, que comerció con los suajili. Moshi, a principios del siglo XX recibe el apoyo de los misioneros. Estas alianzas y conquistas sucesivas permitieron a los chaggas mezclarse. Sin embargo, la unidad de las jefaturas tardó en materializarse. Solo en los años 1950, con el desarrollo económico colectivo y el nombramiento por primera vez en su historia de un único jefe, se convierte en una realidad. El catalizador de esta toma de conciencia debe buscarse probablemente en el momento en que los occidentales pusieron sus miradas en «esa tribu». Administrativamente, los límites de los pueblos (kijiji) son en parte un reflejo de los antiguos clanes y jefaturas, y fueron agrupados en distritos (mtaa o mitaa).
Los ongamo que actualmente se concentran en la región de Rombo, al noreste, se encuentran en proceso de asimilación entre los chagga. Mantienen una tradición apícola y pastoral en el borde superior del bosque. Los masái ocupan los piedemontes al norte y oeste de las montaña. Sus estilos de vida se ven cada vez más influenciados por los pueblos de alrededor y poco a poco abandonan sus tradiciones: sedentarismo, acceso a la propiedad o la cristianización. El resultado es una marginación de los grupos de agro-pastores o agricultores.

### Lingüística
El idioma chagga o kichagga se divide realmente en tres lenguas, el chagga occidental, el chagga central y el chagga oriental o rombo, compuestas a su vez de varios dialectos. Tan solo son relativamente homogéneos entre ellos, hasta el punto de que personas que hablen dos dialectos del chagga occidental diferentes tendrán dificultades para comunicarse y harán frente a una incomprensión casi total si hablan con personas que utilicen el chagga oriental. El chagga occidental se subdivide en los dialectos siha (en Kibong'oto), rwa (monte Meru, vertiente occidental del Kilimandjaro), machami (en Machame) y kiwoso (en Kibosho); el chagga central en los dialectos uru, mochi (Old Moshi, Mbokomu), wunjo (Kilema, Kirua, Marangu, Mamba); el chagga oriental en los dialectos nor-rombo (Mashati, Usseri) y sur-rombo (Keni, Mamsera, Mkuu). Por otra parte, las tribus chaggas distribuidas al sur y al este de la montaña tienen relación con pueblos de lenguas bantúes (pare, wataita, wakamba) y nilóticas (ongamo, masái), y en el pasado con lenguas cushitas.

### Educación
Las misiones religiosas han contribuido en gran medida a la alfabetización y modernización de los chagga. Al mismo tiempo, muchos de ellos han adoptado el cristianismo. Así, la Iglesia católica puede reclamar actualmente cerca de 570.000 fieles en 39 parroquias y 72 sucursales. La primera escuela para niños fue inaugurada en 1894 en Machame. Diez años después, había treinta instituciones luteranas que reunían a 3000 estudiantes, 5817 en 1909 y 8583 en 1914 en un centenar de escuelas. Del lado católico, 2300 niños y niñas asistían a 22 escuelas en 1909 y dos años después más de 7000, solo en Kibosho y Rombo. La hostilidad de los terratenientes occidentales, la competencia entre las confesiones, la llegada del islam así como el inicio de la Primera Guerra Mundial desaceleró el desarrollo de las escuelas. En la década de 1920 las escuelas laicas abren sus puertas con una élite chagga al frente. En 1944, el nuevo consejo chagga establece un impuesto para financiar su incremento. La elección en 1962 de Julius Nyerere (que había sido profesor) a la presidencia del nuevo país independiente, aceleró la tendencia.

### Creencias y rituales
Aunque el cristianismo es en la actualidad la religión dominante, sigue existiendo un fondo de creencias tradicionales en las zonas más rurales. Los ancianos chagga creen en la existencia de las brujas (wusari) y que tienen la capacidad de atraer la lluvia. También ven presagios en los sueños, rinden culto a los ancestros y creen que los muertos tienen influencia en su destino. Su dios es Ruwa y su mitología tiene muchas similitudes con la Biblia. Reconocen el concepto de pecado y practican una especie de confesión acompañada de infusiones para evitar la maldición de la víctima. El curandero es el encargado de esta misión, que además tiene funciones medicinales. Según sus antigua tradiciones, solo las parejas casadas se colocan en posición encogida en los ritos funerarios y enterrados cara al Kibo. Los jóvenes y recién nacidos muertos son envueltos en hojas de banano y depositados al pie de un árbol. Se llevan a cabo sacrificios de animales durante los nueve días después del funeral para acompañar el alma del difunto. Existe un rito de paso relativamente violento llamado ngasi para marcar el paso de los niños hasta la edad adulta (mbora). Los matrimonios eran arreglados por las familias.

### Residencia y agricultura tradicionales

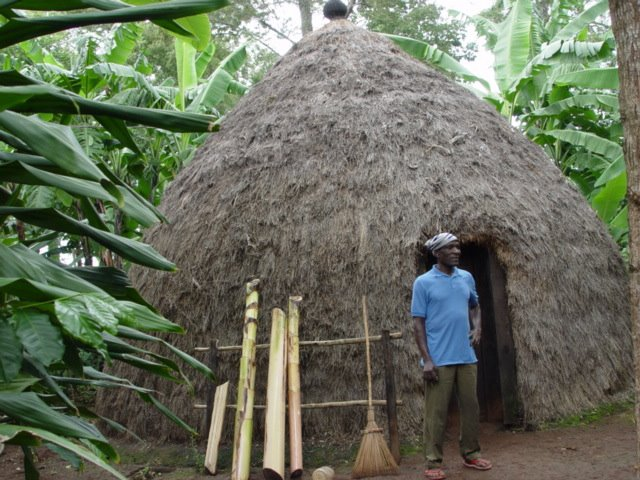
Cabaña tradicional chagga en la ruta Marangu.

La propiedad típica de los chagga está constituida por una concesión (muri o mri) en el centro de la cual se encuentra la choza (mmba), desprovista de muros y cuyo techo está confeccionado a base de listones de madera, de ramas espinosas y de paja que se apoya directamente sobre el suelo. Su forma es alta y cónica en la zona este, entre el distrito de Rombo y Moshi, y abovedada en el oeste. El espacio de la parte posterior se comparte con los animales (cabras, ganado vacuno); el interior se reserva a los seres humanos para comer, recibir visitas, dormir y guardar artículos de uso doméstico. El lecho está confeccionado a base de hojas de banano cubiertas de una piel de animal. Los dos espacios están separados por estacas y por el hogar (iriko), sobre el que se secan los frutos y la leña. Estas chozas tradicionales han sido reemplazadas por casas rectangulares (nshelu, mtshalo o mshalo) de ladrillos o bloques de hormigón, enyesadas y pintadas, con ventanas con cristal y con el techo cubierto con una chapa metálica. La concesión está rodeada por un seto (ndaala o waatha) de Dracaena steudneri para garantizar su seguridad. Dos patios rodean la residencia: uno exterior (mboo o nja) al que se accede a través de un portal (ngiri, kichumi o ksingoni) para que los niños jueguen, y uno interior (kari, kadi, mbelyamba o kandeni) en la parte posterior para extraer semillas de todo tipo (cereales, café). También se pueden construir anexos sobre la concesión: granero, porche, o una choza auxiliar. Esta última se utilizaba como casa del marido después de muchos años de convivencia, pero la práctica ha desaparecido.}

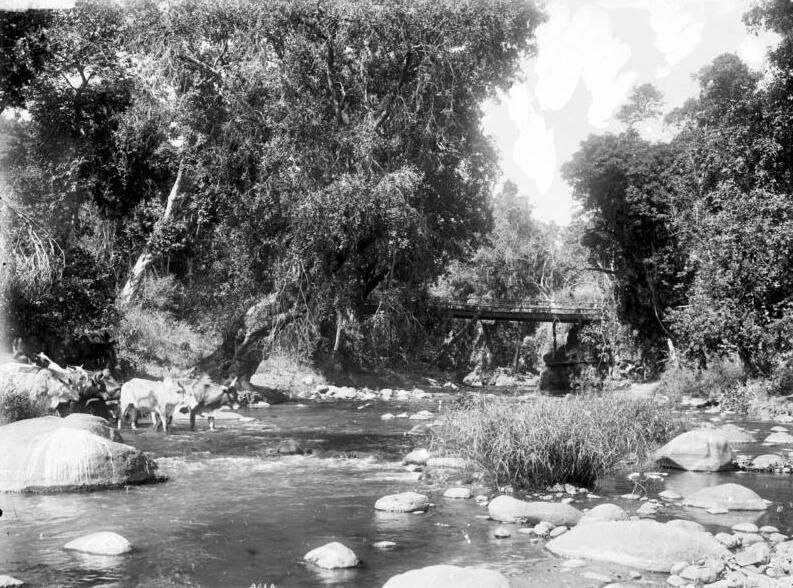
Un rebaño de vacas cruza el río Weru Weru, a los pies del Kilimanjaro.

Desde la perspectiva tradicional de los chagga, las zonas cultivadas se sitúan por un lado entre la sabana (kasa, nuka, mwai) árida, insana, vector de fiebres y recorrida por los guerreros masái, y el bosque de montaña (nturu, mtsudu, msuthu) por otro. Desde el periodo precolonial la agricultura se encuentra marcada por un sistema productivo relativamente intensivo, caracterizada por la utilización de estiércol del ganado en suelos ya fértiles. Entre las principales producciones figuran en primer lugar los bananos introducidos desde el Sureste Asiático, probablemente por los comerciantes árabes en el siglo VIII; además del fruto de esta planta, llamada iruu o irubu, sus hojas y fibras tienen múltiples usos. Los plátanos se preparan de distintas formas, y se pueden comer «sobre el árbol», cocidos o con cerveza, cada una con su propia denominación, lo que indica su importancia. Los árboles y sus frutos están en el centro de muchas tradiciones y jalonan eventos como bodas, embarazos, nacimientos y defunciones. Los bananos se transmite por herencia de padres a hijos. Los tubérculos como el ñame (kikwa, la especie local resultante de cruces de Dioscorea cayenensis, Dioscorea abyssinica y Dioscorea alata), el taro (Colocasia esculenta, llamada iruma, duma o ithuma) y más recientemente el boniato (Ipomoea batatas conocido bajo el nombre de kisoiya) tienen también un papel esencial en la alimentación chagga. También se cultivan dos cereales: el mijo dedo (vumbi o mbeke), originario de una región entre Uganda y Etiopía, el maíz (maimba o mahemba, términos inicialmente asociados en otras lenguas al sorgo) introducido por los portugueses desde las Antillas y posteriormente sustituido por una variedad de Sudáfrica a principios del siglo XX y que ve aumentar su consumo aunque durante mucho tiempo estuvo ausente de la alimentación chagga. Las parcelas donde se cultivan los cereales y la mayoría de los tubérculos son irrigadas por verdaderas redes de canales (mfongo) y dejadas en barbecho generalmente al cabo de dos o tres años. Las herramientas básicas para trabajar el suelo son la azada y el hacha para desbrozar, junto con la hoz. Al sur, la agricultura se modernizó (fertilizantes, tractores, empleo de mano de obra contratada) mientras que sigue siendo más tradicional y principalmente femenina al este. El calendario está dictado por las temporadas a las cuales se somete el Kilimanjaro. La explotación de un espacio de recolección próximo a las zonas habitadas, en el linde superior del bosque, ha desaparecido.
La introducción del cultivo del café data de finales del siglo XIX pero su desarrollo solo tiene lugar a partir de los años 1920. El número de agricultores, unos 600 en 1922, se multiplicó por veinte en el espacio de diez años bajo el impulso de una cooperativa de pequeños productores locales. En los años 1950, la subida del precio del café les permitió enriquecerse e invertir de manera sustancial en la construcción de nuevas infraestructuras y adquirir un mayor peso político. Estos campesinos se convirtieron uno de los pilares de la independencia de Tanganica y sufrirán paradójicamente su repercusión en el esfuerzo de modernización de la economía del país.
La ganadería es también esencial para los chagga. El ganado bovino (cebúes llamados ng'umbe), caprino (mburu) y ovino (yaanri, ichondi o irohima) proporciona carne, leche y sangre fresca. Las aves de corral se han ignorado tradicionalmente en la cultura del África Oriental.

## Actividades

### Protección del medio ambiente

Mapa de los parques nacionales y reservas forestales en torno al Kilimanjaro y al monte Meru.

La protección del entorno natural del Kilimanjaro se llevó a cabo en varias etapas: en 1910, Alemania creó una primera reserva de caza, que en 1921 se transformó en una reserva forestal; en 1973, el área por encima de los 2700 m de altitud se declaró como parque nacional del Kilimanjaro, un parque que fue abierto al público cuatro años después; en 1987, los límites del parque se ampliaron hasta los 1830 m altitud y se alcanzó una superficie protegida de 75 353 hectáreas. Finalmente, fue inscrito en la lista del Patrimonio de la Humanidad de la Unesco, con la justificación de que «el Kilimanjaro, con su cima nevada que domina la llanura de casi 5000 m, es el macizo montañoso aislado más grande que existe» y que el parque tiene «una gran diversidad de especies animales y vegetales raras o endémicas». La reserva forestal que lo rodea se incrementó gradualmente desde las 89 000 ha, primero a 92 906 y después a 107 828 ha. El conjunto protege unas 3000 especies vegetales.
En paralelo a la labor del parque nacional, se han puesto en marcha varios proyectos en pequeña escala con el fin de mejorar la gestión de la selva con la ayuda de la población local y para iniciar programas de repoblación forestal. Pero las imágenes de satélite muestran que la fragmentación continúa debido a la falta de experiencia de los operadores silvícolas y a los pocos recursos invertidos en la lucha contra los incendios.
Un corredor biológico de ocho kilómetros de anchura se ha mantenido en el noroeste del monte Kilimanjaro, en territorio masái, para vincular el parque con el parque nacional de Amboseli, al otro lado de la frontera con Kenia, un corredor que facilita la circulación de las veinte especies comunes de grandes mamíferos de las veinticinco presentes en los bosques de la montaña.

### Senderismo y alpinismo

Mapa con los itinerarios de senderismo, campamentos y refugios.

La ascensión al Kilimanjaro es muy popular entre muchos senderistas, especialmente aquellos que inician el asalto a las «Siete Cumbres». Aproximadamente 20 000 personas cada año cruzan la entrada al parque nacional del Kilimanjaro y realizan la ascensión. El mejor momento es desde julio hasta octubre o en enero y febrero para evitar la temporada de lluvias. La reglamentación del parque impone las rutas de senderismo, los medios para utilizar en el ascenso (guarda, etc.) y las tasas de entrada. Se recomienda ir acompañado de porteadores y a veces de un cocinero, pero la ley obliga a ir acompañados de un guía autorizado. Todas las subidas requieren una buena condición física, sobre todo para prevenir el llamado «mal de altura». Aunque los riesgos son escasos, sin embargo algunos turistas perdieron la vida en la ascensión, por accidente o por falta de preparación; conviene pues ser prudente y entrenarse antes de intentarla, puesto que solamente se coronan con éxito el 40% de las ascensiones. Los guardias están apostados en la montaña para permitir una evacuación rápida en caso de emergencia.

#### Rutas de senderismo

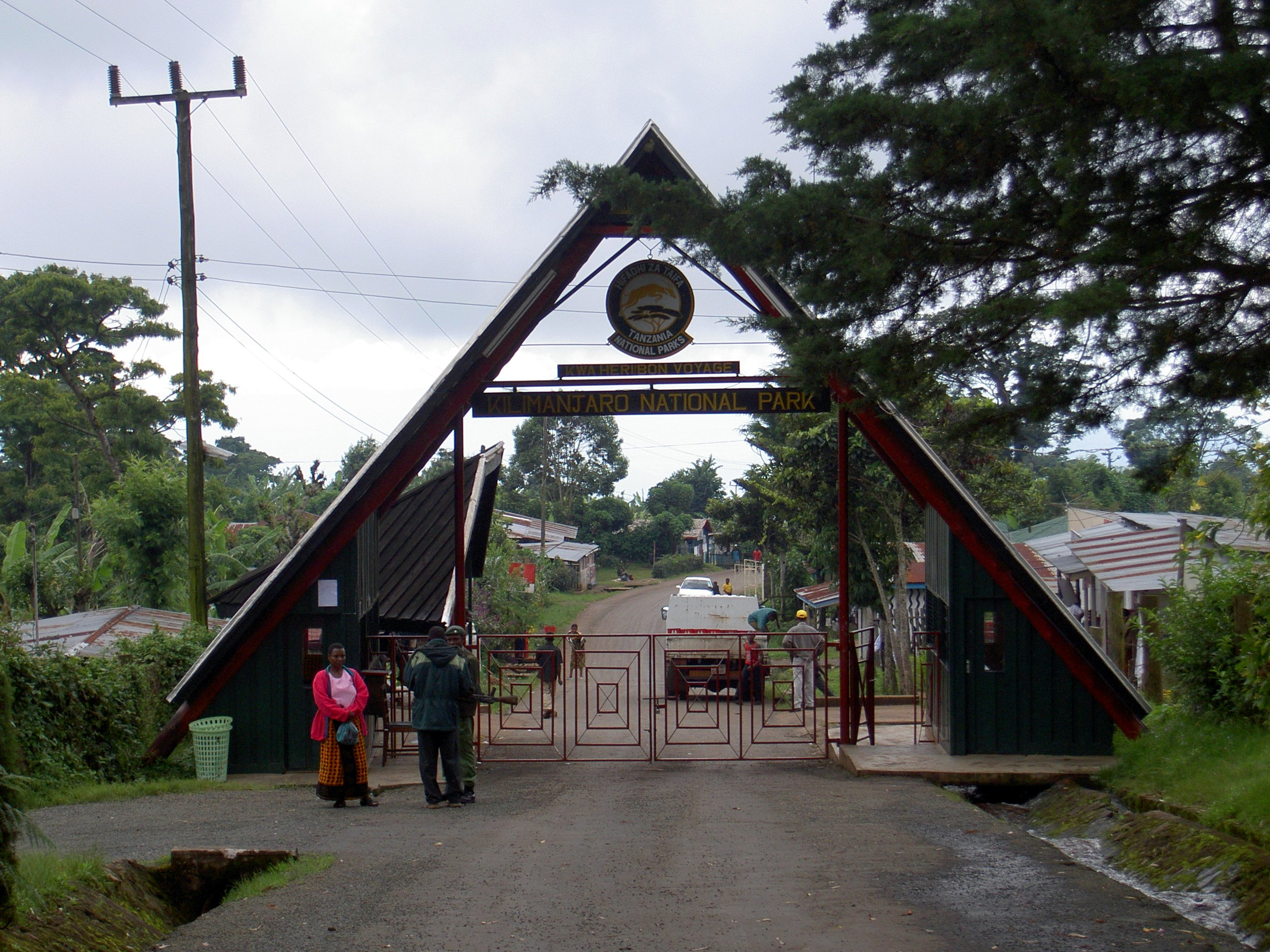
Puerta de Marangu.

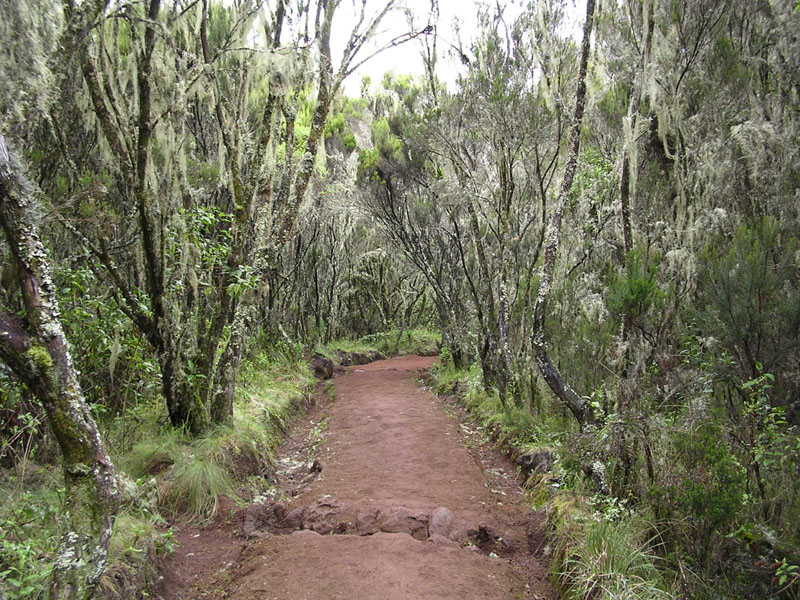
Sendero a través del bosque nuboso en la ruta Marangu.

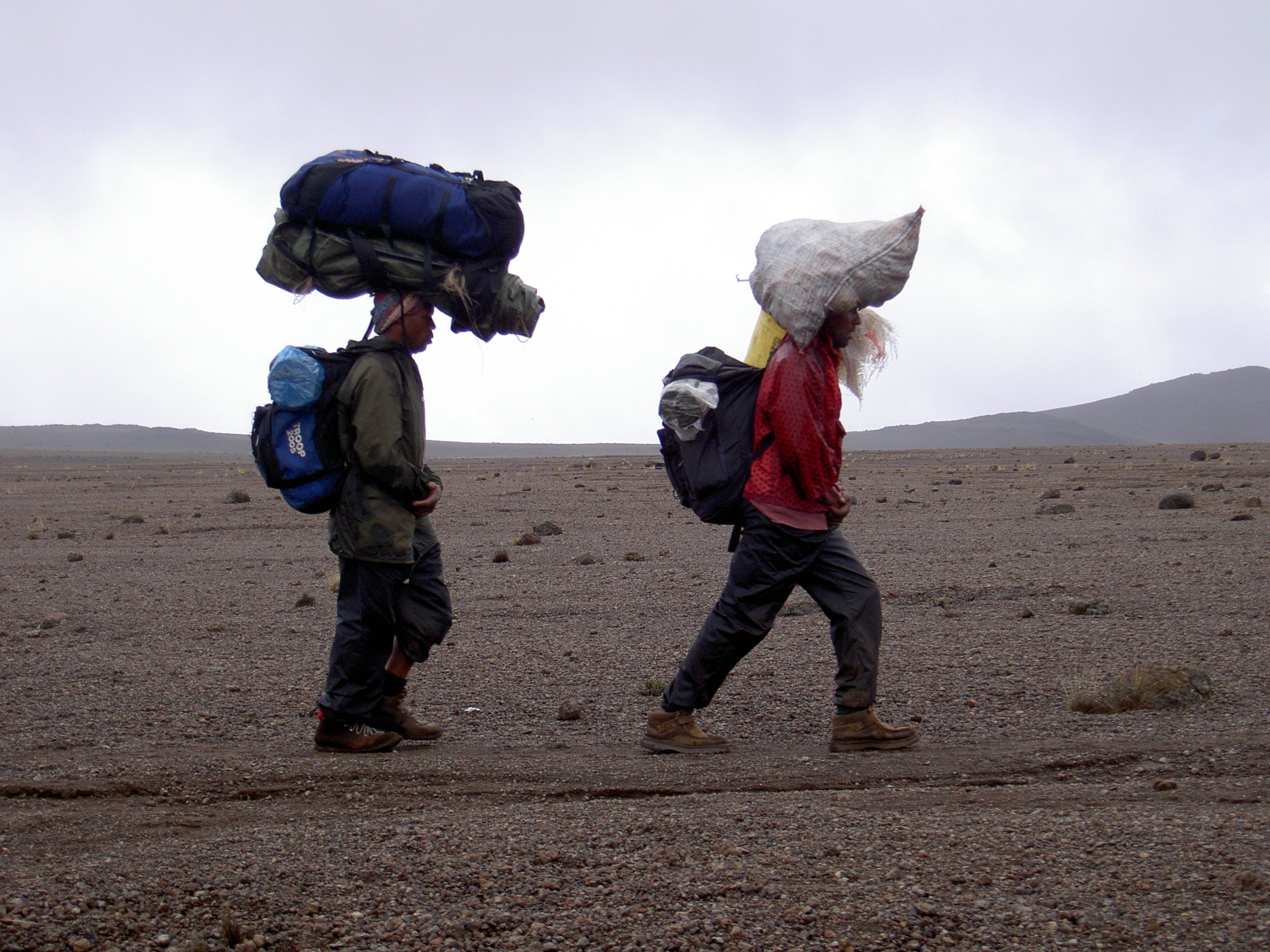
Porteadores dirigiéndose a la cima.

Se tarda entre seis y diez días en llegar a la cumbre y regresar. Las rutas a la cumbre del Kilimanjaro utilizan sobre todo las laderas sur del volcán, y algunas son muy populares. Las rutas del lado norte están reservadas para montañistas experimentados. Hay siete puntos de partida (puertas) en torno a la montaña y diversas variantes.
Ruta Rongai o ruta Loitokitok
Esta ruta es la más septentrional y se inicia a 1950 m de altitud. Es poco frecuentada, está bien conservada, es relativamente fácil y requiere de cinco a seis días de ascensión para recorrer sus 45 km. Se ve favorecida durante los periodos lluviosos porque recibe menos precipitaciones. El campismo es la única opción para las primeras tres noches. La segunda parte de la ruta está equipada con refugios y ofrece una variante más directa que está más alejada del Mawenzi. La subida final pasa por el Gillman's Point.
Ruta Marangu
La salida, desde la puerta de Marangu, está situada al sureste de la montaña a 1870 m de altitud en el corazón de la selva. Es el itinerario más antiguo, el más fácil y el más regulado, pero también el menos espectacular y el más utilizado por los turistas, con poca experiencia y equipo necesarios. Cuatro días de ascensión y dos días de descenso son suficientes para recorrer sus 36 km y es posible pasar cada noche en un refugio. La subida final también pasa por el Gillman's Point
Ruta Mweka
Esta ruta en la vertiente sur es la más directa, pero también la más empinada y peligrosa. Solamente se utiliza como ruta de descenso. Aborda la cima del Kibo en las proximidades del Stella Point y comienza sus 22 km a partir de los 1640 m de altitud por una cresta que recorre el valle sudeste.
Ruta Umbwe
Esta ruta es muy poco frecuentada y también en el sur del Kibo. Fue abierta en 1963. El trayecto es corto, empinado y considerado como muy difícil. El rápido ascenso de 1600 m de altitud no siempre permite que el cuerpo se aclimate. Desde el tramo final de la ruta Great Western Breach, la subida es de 31 km y requiere de cinco días de marcha.
Ruta Machame
Parte desde la puerta de Machame, que se encuentra al suroeste de la montaña a 1640 m de altitud.  El camino pasa por Shira, luego entre Lava Tower y el Kibo antes de llegar a Barranco Wall. Esta es una de las rutas más espectaculares y se está haciendo tan popular como la ruta Marangu, sin embargo no ofrece muchas oportunidades de hospedaje y es relativamente difícil debido a sus caminatas más largas y más elevadas, aunque la parte central, más llana, permite aclimatarse. Se tarda entre seis y siete días para llegar a la cumbre y se recorren 40 km de viaje evitando la Great Western Breach
Ruta Lemosho
Este itinerario de 49 km (por el Southern Circuit) en el extremo oeste de la montaña es relativamente difícil y medianamente frecuentado. El panorama que ofrece del monte Meru, antes de pasar el Shira por el norte, es muy apreciado. Empieza a 2360 m de altitud, en la puerta de Londorossi, y requiere entre seis y ocho días de subida.
Ruta Shira
Es más antigua y ligeramente más al norte que la ruta anterior, sobre la vertiente occidental de la montaña. Comienza a 3600 m de altitud, mucho más cerca de la cumbre, evitando una larga marcha por el bosque. Sigue siendo relativamente difícil y medianamente frecuentado porque la aclimatación es difícil los primeros días. Se necesitan seis o siete días para recorrer sus 34 km por el Southern Circuit.
Ruta Great Western Breach
Esta es la única alternativa que permite un acceso al Uhuru desde el oeste. Naturalmente, es accesible desde la ruta Shira/Lemosho/Machame. Su paso permite franquear un desnivel de 850 m en tan solo dos kilómetros, con la ayuda de las manos. Sin embargo, sus laderas son inestables y causó la muerte de tres escaladores en enero de 2006. Como consecuencia del accidente, los funcionarios del parque decidieron prohibir su acceso durante casi dos años. A pesar de su reapertura en diciembre de 2007, este itinerario está fuertemente desaconsejado. En alpinismo se le asigna el grado I+.
Ruta Southern Circuit o Summit Circuit
Esta variante conecta las rutas Shira/Lemosho/Machame, Umbwe/Mweka y Marangu/Rongai al sur del Kibo. Era la única manera de llegar a la cima desde el oeste al final de la ruta Great Western Breach y se recomienda desde entonces. Tiene la ventaja de ofrecer una buena vista del frente glaciar del campo de hielo sur (Southern Icefield) y luego cruza la parte superior del valle de Karanga.
Ruta Northern Circuit
Es la ruta más reciente y muy concurrida. Es una variante que rodea el Kibo desde el noroeste y une la ruta Rongai a la ruta Shira/Lemosho/Machame. Se necesitan nueve días para recorrer los 90 km que conducen a la cumbre, evitando la Great Western Breach.
Mawenzi y The Saddle
Esta variante une la ruta Rongai y la ruta Marangu pasando a los pies del Mawenzi.

#### Alpinismo

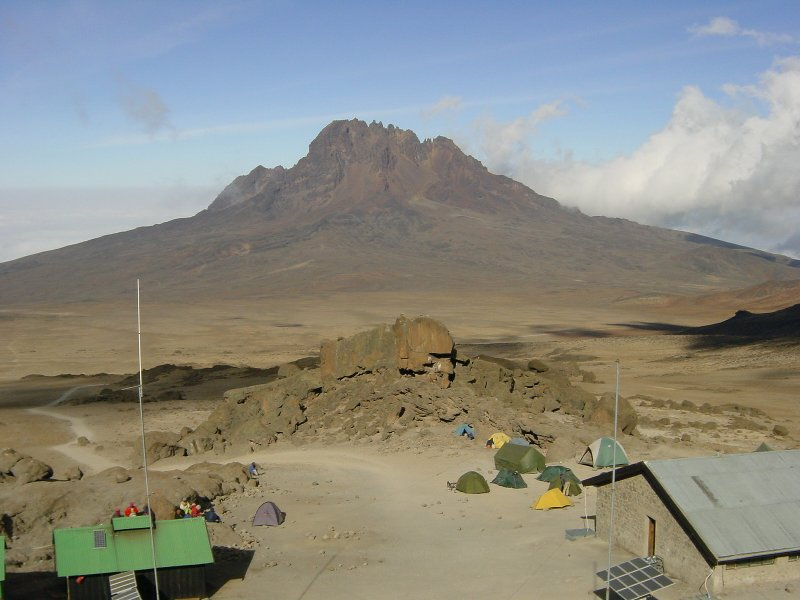
El Mawenzi y The Saddle desde el refugio Kibo.

El tipo de roca que predomina en estas montañas no es muy favorable a la escalada. Sin embargo, los picos del Mawenzi ofrecen algunas buenas rutas y el retroceso de los glaciares del Kibo contribuye a la aparición de algunas paredes verticales en algunos tramos de la ruta Umbwe. Es necesario obtener permisos especiales antes de iniciar una escalada.
Breach Wall
A veces se compara esta pared con la cara norte del Eiger, y ofrece un desnivel entre 4700 y 5400 m. La ruta directa, la más natural, se llama Messner y Renzler desde que estos dos escaladores la abrieron el 31 de enero de 1978; se dirige a través de rocas congeladas y corredores a los glaciares Balletto y Diamond, y está catalogada como grado VI en la escala de la UIAA. Otras vías menos conocidas enfrentan esta pared: la ruta oriental realizada por John Temple y Anthony Charlton el 22 y 23 de diciembre de 1974 (V+), la ruta Balletto de John Temple y Dave Cheesmond realizada entre el 1 y el 4 de abril de 1975 (VI) y la ruta Lörtscher, nombre del escalador que la abrió los días 11 y 12 de enero de 1972 (V).
Glaciar Kersten
Las vías a lo largo de este glaciar pueden resultar difíciles de seguir debido al relieve, a la capa de nieve y a los desprendimientos de piedras y hielo de la tarde. Están catalogadas de III+ a VI. La primera ascensión por la vía original fue realizada por Walter Welsch y Leo Herncarek entre el 20 y el 22 de septiembre de 1962. La ruta por el lado derecho del glaciar fue realizada con éxito por Mark Savage e Iain Allan el 28 y 29 de julio de 1976. Finalmente, la vía directa fue abierta los días 20 y 21 de diciembre de 1975 por Ian Howell, Bill O'Connor y John Cleare.
Glaciar Heim
Este trayecto fue llevado a cabo por primera vez por A. Nelson, H.-J. Cooke y D.-N. Goodall en 1957. Está catalogado como III+. La parte inferior puede ser resbaladiza cuando la nieve deja paso al hielo o la roca. La parte superior está dominada por las estribaciones de la Window Buttress donde es posible montar un vivac. Una ruta directa entre los glaciares Heim y Kersten fue abierta por Robert Barton y David Morris el 29 y 30 de diciembre de 1977. Es una de las más difíciles del Kilimanjaro y está calificado como VI.
Glaciar Decken
La base del glaciar es estrecha e inclinada. Pueden ocurrir desprendimientos de hielo y piedras. Se subió por primera vez el 12 de enero de 1938 por parte de E. Eisenmann y T. Schnackig utilizando la vía original que empieza a 4650 m de altitud. La primera ascensión en solitario en esta misma vía es obra de Ante Mahote en 1964. En agosto de 1974 se abrió una vía en el lado derecho del glaciar por M. Tudo, J. Montford, F. Schock y J. Kuhn. Las dos rutas están graduadas como III/IV.
Glaciar Little Penck
La ruta sigue corredores de nieve desde la parte baja del glaciar a 4900 hasta 5700 m de altitud antes de la escalada final del pico Uhuru. Se cataloga III desde la primera subida realizada el 20 de junio de 1969 por D. Payne y D. King.
Mawenzi
La cumbre ofrece dos vías principales que permiten conectar el pico Hans Meyer y el Nordecke. La primera, catalogada II, toma una serie de corredores sobre la parte superior izquierda del North West Corrie hasta una cresta rocosa. Fue abierta en solitario por R. F. Davies en enero de 1953. La segunda, catalogada IV, empieza por zonas de material desprendido entre la estribación norte y el borde Noreste. Una serie de bordes y grietas conduce a la cumbre del Nordecke, desde donde es posible alcanzar el pico Hans Meyer vía un puerto de fácil acceso.

#### Refugios
Las rutas están equipadas con refugios de montaña repartidos de forma desigual. La ruta Marangu dispone de las más confortables (ropa de cama, agua, duchas, electricidad, cocinas). Cuando no disponen de refugio, existen lugares de acampada situados al final de cada día de marcha; muchos de estos campamentos están situados en cuevas. Está prohibido acampar fuera de estas zonas por cuestiones de seguridad. Algunos campamentos llevan el nombre de hut que significa «refugio» (Machame Hut, Barranco Hut) y están equipadas con algunos servicios pero no ofrecen la posibilidad de comer o dormir.

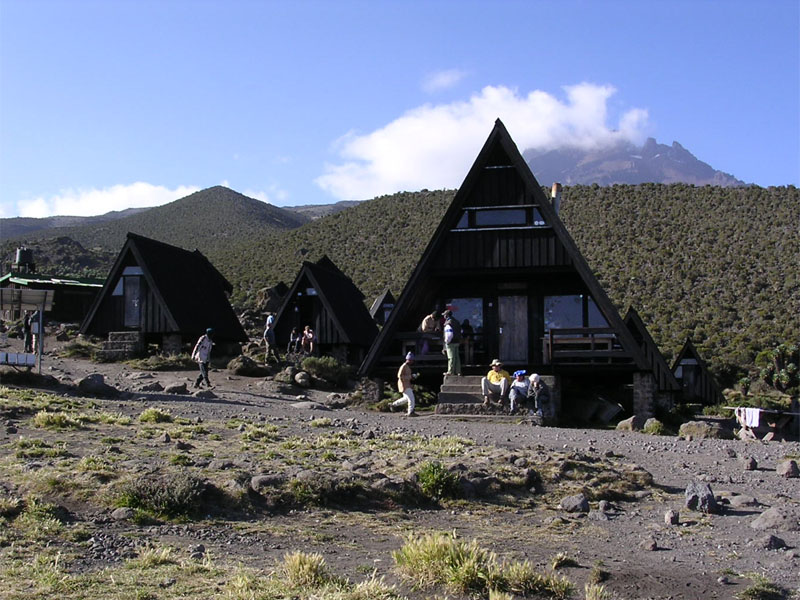
Refugio Horombo.

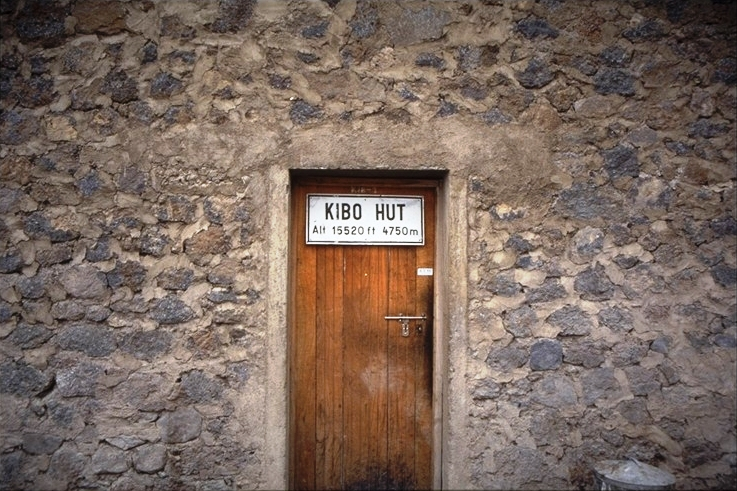
Entrada del refugio Kibo.

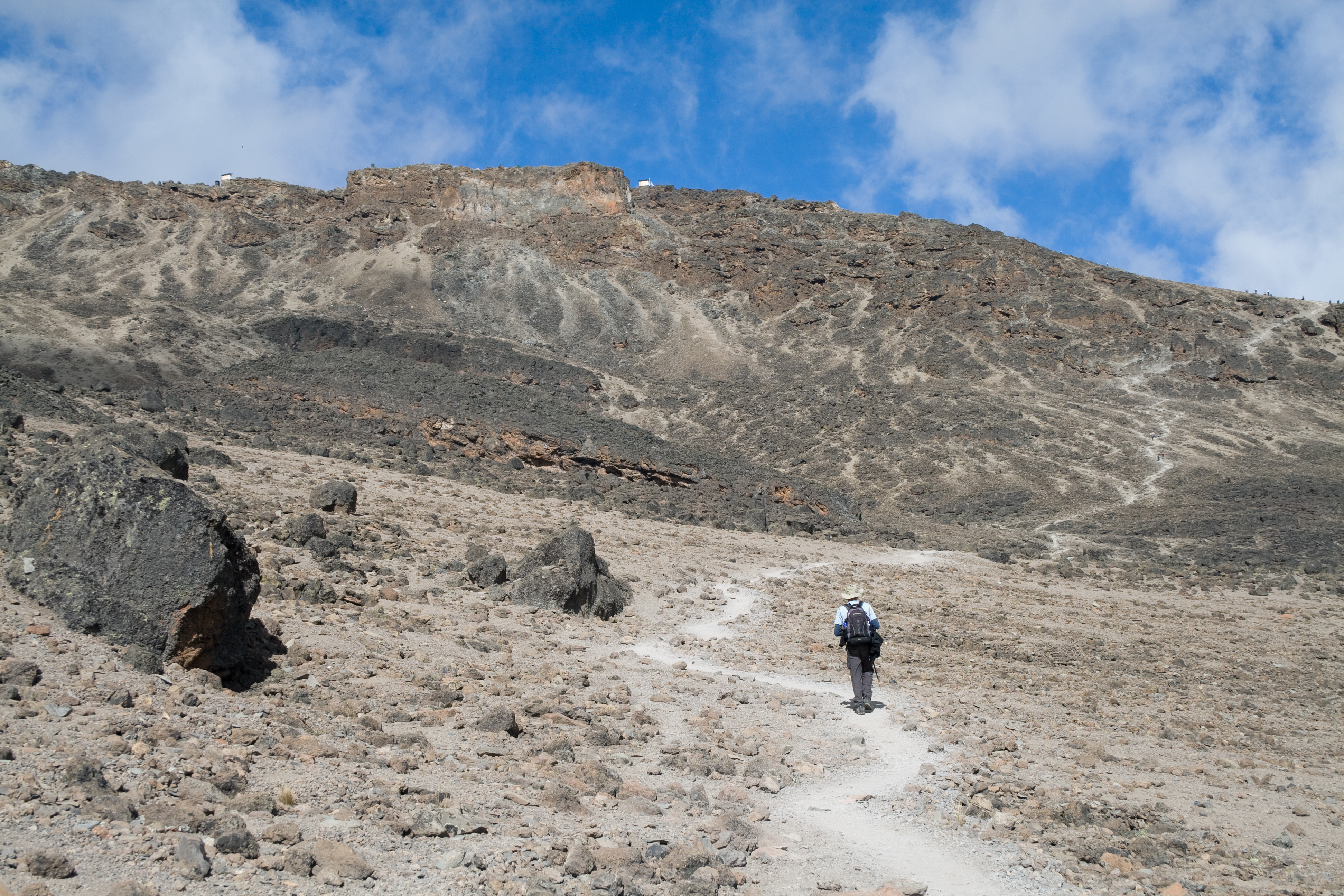
Senda en la ruta Mweka donde se aprecian los refugios Barafu sobre la cresta.

Refugio School o refugio Outward Bound
Este refugio se sitúa a 4800 m de altitud en la ruta Rongai. Se le conocía bajo el nombre de refugio Outward Bound antes de que las autoridades del parque le retiraran el nombre. Ya no se utiliza como dormitorio debido a su mal estado.
Refugio Mawenzi Tarn
Se sitúa a 4315 m de altitud en la ruta Rongai. Se construyó en los años 1970 al pie de un circo natural bajo el Mawenzi. Se está dejando al abandono.
Refugio Mandara
Este refugio se sitúa a 2700 m de altitud en la ruta Marangu, después del primer día de marcha. Su construcción data de antes de la Primera Guerra Mundial. Se bautizó inicialmente como refugio Bismarck, el nombre del canciller imperial alemán. El edificio original ya no existe y fue sustituido por varias cabañas de madera con fondos noruegos. La principal cuenta con un comedor, y en total disponen de 60 a 80 camas.
Refugio Horombo
Se sitúa a 3720 m de altitud en la ruta Marangu y es el segundo de este itinerario. Dispone de 120 camas distribuidas en varias cabañas en madera, una capacidad doble con relación a los otros refugios situados sobre este itinerario, porque sirve tanto a la subida como al descenso.
Refugio Kibo
Este refugio de piedra se encuentra a 4703 m de altitud después del cruce entre las rutas Marangu y Rongai. Cuenta con 60 camas.
Refugio Mweka
Está situado a 3100 m de altitud en la ruta Mweka y fue construido en los años 1960. Inutilizado para el descenso, y dado que está prohibido el ascenso se encuentra en un avanzado estado de deterioro.
Refugio Barafu
Se encuentra a 4673 m de altitud después del cruce entre las rutas Mwake y Umbwe. Se compone de dos refugios muy básicos establecidos en los años 1960, y donde a veces es preferible utilizar el campamento.
Refugio Moir
Este refugio está situado a 4200 m de altitud después del cruce entre las rutas Lemosho, Shira y Machame.

#### Récords

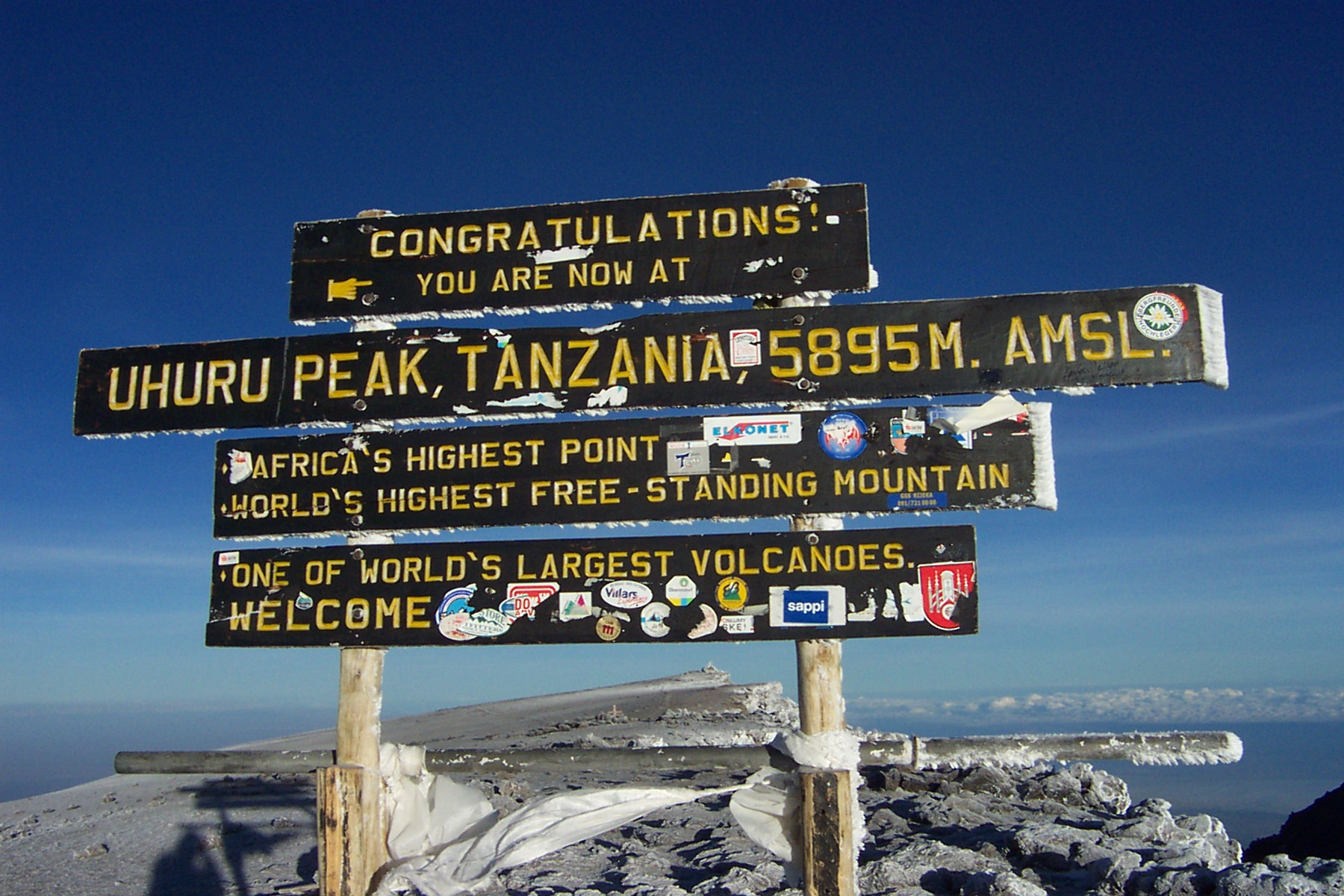
Panel que indica la cumbre del pico Uhuru.

La ascensión más rápida es obra desde 2010 del español Kilian Jornet, en 5:23':50", por la ruta Umbwe, batiendo el anterior récord de Bruno Brunod del año 2001. Entre las mujeres, la británica Rebecca Rees-Evans alcanzó la cumbre en 13:16':37" por el mismo itinerario. Mientras que Brunod utilizó el mismo camino tanto en el ascenso como en el descenso, Jornet también tiene el récord del ascenso/descenso más rápido en 7:14', superando el anterior de Simon Mtuy de 8:27', ambos utilizando la ruta Umbwe para el ascenso y la ruta Mweka para el descenso; Mtuy también realizó el tiempo más rápido sin asistencia alimentaria en 9:19' en 2006. El récord de la persona más joven en escalar el Kilimanjaro lo ostenta actualmente Ognjen Živković, que tenía solo 5 años en el momento de su ascenso. Logró esta hazaña el 6 de agosto de 2023 a las 06:30 a. m. siguiendo la ruta Machame y completó el viaje en seis días. (aunque normalmente está prohibido hacerlo por debajo de los diez años de edad). La persona de mayor edad, según el Libro Guinness de los récords, es el estadounidense Carl Haupt que realizó la ascensión en 2004 a la edad de 79 años, aunque hay constancia de que el francés Daniel Valtée lo consiguió antes que él, a la edad de 87 años.

## El Kilimanjaro en la cultura popular occidental

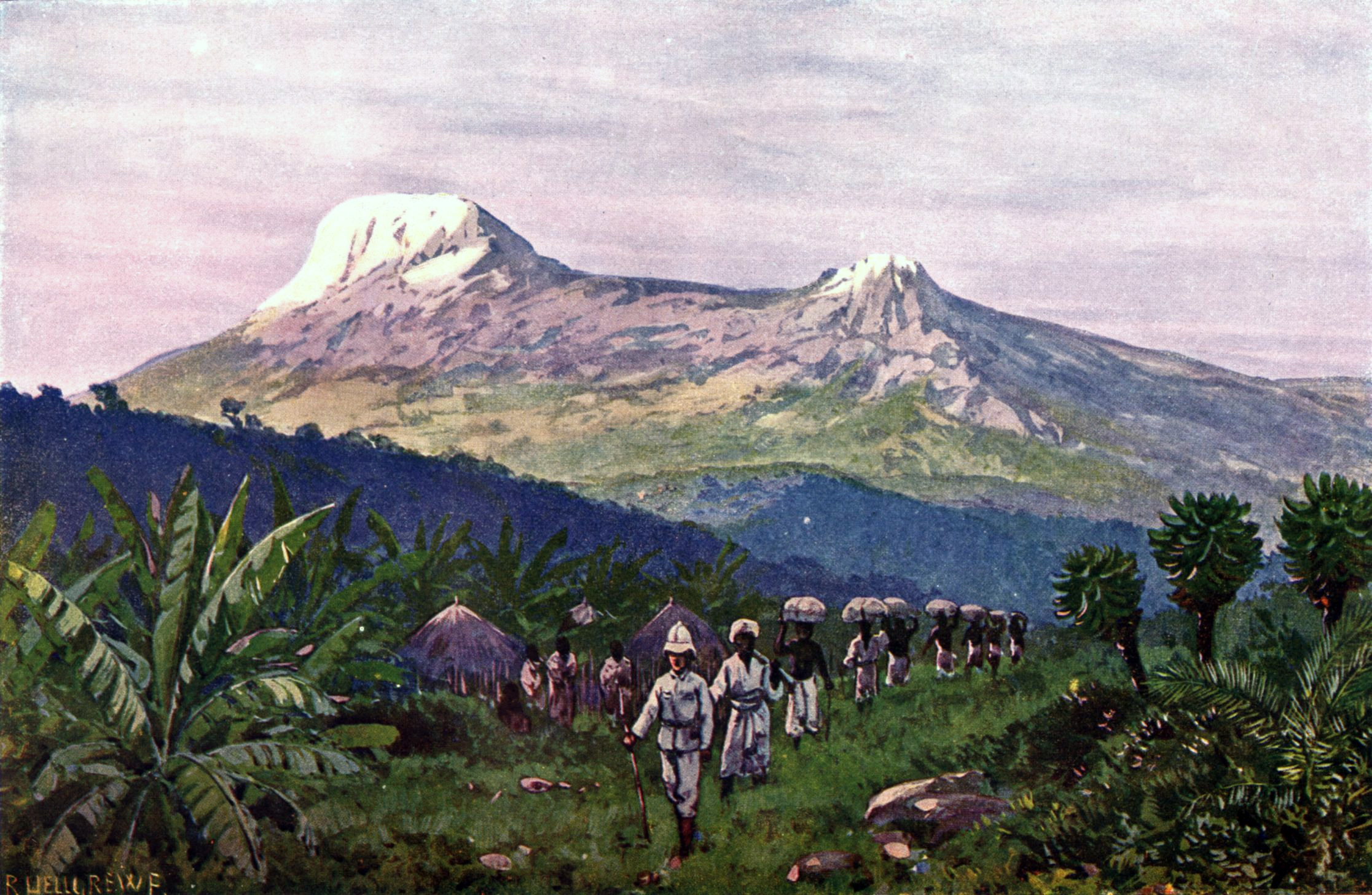
Cuadro de 1911 representando una escena de la colonización alemana con el Kilimanjaro como telón de fondo.

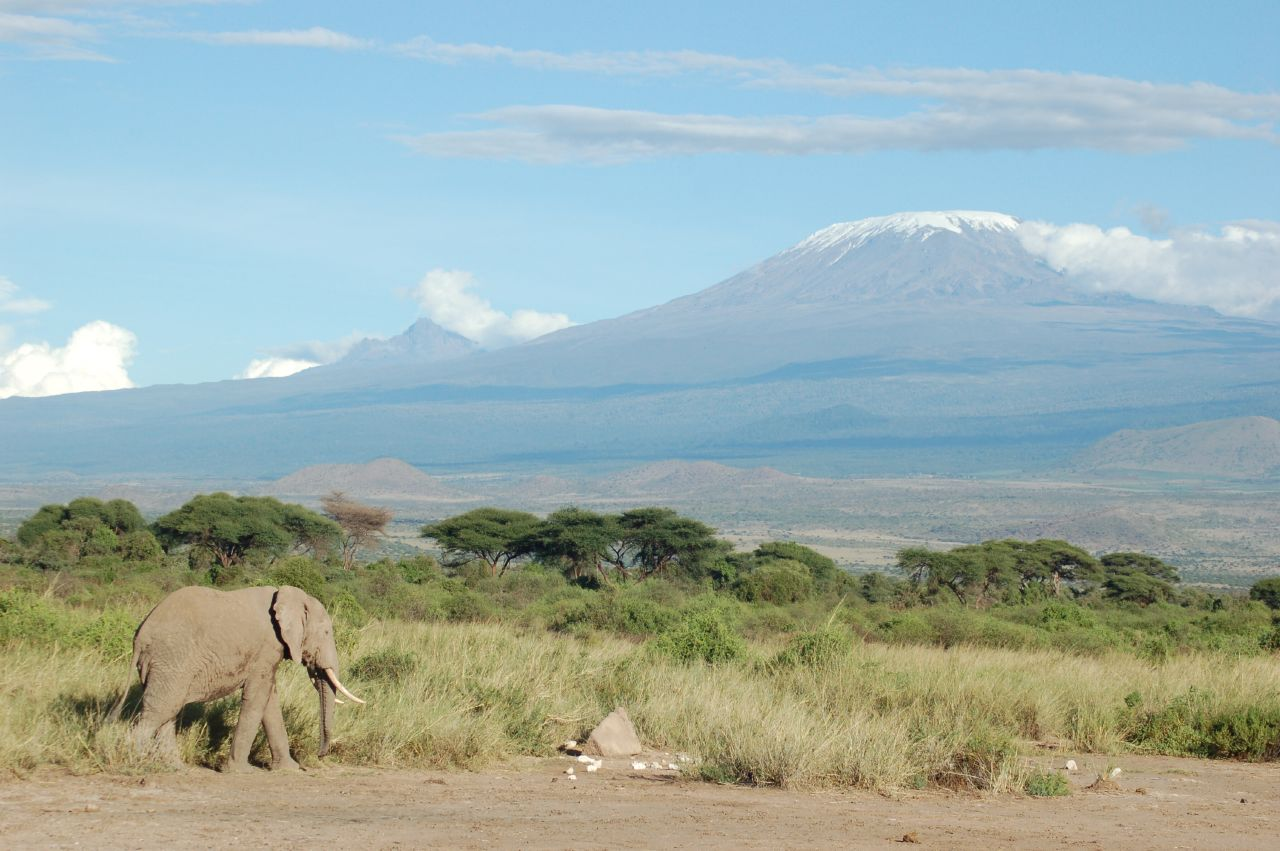
Vista «clásica» de un elefante con el Kilimanjaro al fondo.

El estatus del Kilimanjaro ha evolucionado desde una dimensión mítica a mitad del siglo XIX —debida a las relatos oníricos de la Antigüedad, a las fantasías de El Dorado del Renacimiento, y, por último, a las historias sagradas de la supuesta presencia de nieve en su cumbre— a imagen emblemática a medida que los misioneros y exploradores fueron capaces de demostrar la realidad de la existencia de los glaciares y estudiar la geografía de la montaña. Sin embargo, todavía permanece en el imaginario iconográfico y textual un lugar que evoca los relatos bíblicos (los grandes animales, la imagen del «buen salvaje») y la cuna de la Humanidad (descubrimientos arqueológicos).

### En la literatura
La literatura ha evocado muchas veces el aspecto fantástico del Kilimanjaro:

Entonces, comenzaron a ganar altura hacia el este, parecía; después, oscureció y se encontraron en plena tormenta, la lluvia tan espesa que podía haber creído volar a través de un cascada, y después salieron de ella y Compie volvió la cabeza y sonrió, señalando a algo con el dedo, delante de ellos, todo lo que pudo ver, tan vasta como el mundo, inmensa, alta e increíblemente blanca bajo el sol, era la cima cuadrada del Kilimanjaro. Y entonces comprendió que era adonde iba.
Ensuite, ils commencèrent à prendre de l’altitude en direction de l’Est, semblait-il ; après quoi, cela s’obscurcit et ils se trouvèrent en pleine tempête, la pluie tellement drue qu’on eût cru voler à travers une cascade, et puis ils en sortirent et Compie tourna la tête et sourit en montrant quelque chose du doigt et là, devant eux, tout ce qu’il pouvait voir, vaste comme le monde, immense, haut et incroyablement blanc dans le soleil, c’était le sommet carré du Kilimandjaro. Et alors il comprit que c’était là qu’il allait.
Ernest Hemingway Las nieves del Kilimanjaro (1936)

En El león, de Joseph Kessel (1958), mientras que el narrador y su hija Patricia permanecen en una reserva de Kenia entre los masái, la montaña es el telón de fondo. Sus imponentes dimensiones se mencionan a lo largo de la novela y suelen evocar sus nieves: «los últimos rayos de sol sobre la nieve del Kilimanjaro» («les derniers feux du soleil sur la neige du Kilimandjaro»). Es también tema, por ejemplo, en Cinco semanas en globo de Julio Verne (1863).

### En la música
Pascal Danel sacó en 1966 la canción Kilimanjaro cuya letra parece inspirada por la novela de Hemingway; fue un éxito internacional que se adaptó en seis idiomas diferentes y que tuvo más de 180 versiones:

Il n'ira pas beaucoup plus loin

La nuit viendra bientôt

Il voit là-bas dans le lointain

Les neiges du Kilimandjaro

[...]

Voilà sans doute à quoi il pense

Il va mourir bientôt

Elles n'ont jamais été si blanches

Les neiges du Kilimandjaro
No ira mucho más allá

La noche vendrá pronto

Vio allá abajo a lo lejos

Las nieves del Kilimanjaro

[...]

Eso es probablemente en lo que piensa

Va a morir pronto

Nunca han estado tan blancas

Las nieves del Kilimanjaro
Pascal Danel, Kilimanjaro (1966)

Jean Ferrat evoca en estas palabras el Kilimanjaro, en un texto del mismo título, en 1985:

Que la vie c'est du terre à terre

Qu'on peut pas être himalayen

Sept jours sur sept et qu'il s'avère

Qu'il faut savoir être moyen

Tu comprends pas c'est ça qu'est triste

Que j'aimerais vivre moins haut

Être un amoureux plus simpliste

Avoir l'altitude à zéro
Qué la vida es mundana

No se puede ser himalo

Siete días sobre siete y se convierte

Que hace falta saber ser medio

No comprendes lo que es triste

Que querría vivir menos alto

Ser un amante más simplista

Tener la altitud a cero
 Jean Ferrat, Kilimanjaro (1985)

La canción «Africa» de la banda de rock estadounidense Toto menciona que el Kilimanjaro «se eleva como el Olimpo sobre el Serengueti» (en realidad, se encuentran a unos 420 km de distancia):

I know that I must do what's right

As sure as Kilimanjaro rises like Olympus above the Serengeti
Sé que debo hacer lo correcto

Tan seguro como el Kilimanjaro se eleva como el Olimpo sobre el Serengueti
Toto, Africa (1982)

Por su parte, Pierre Perret consuela a su amigo por llevarlo «a un picnic en lo alto del Kilimanjaro» («faire un pique-nique en haut du Kilimandjaro», en Mon p'tit loup) mientras Michel Sardou hace rimar «el techo del Kilimanjaro y la montaña Eldorado» («le toit du Kilimandjaro et la montagne Eldorado», en Dans ma mémoire, elle était bleue). En 1981, Carlos Santana escribió una pieza instrumental titulada Tales of Kilimanjaro (Cuentos del Kilimanjaro).

### En el cine
Mino Guerrini dirigió en 1986 Las minas del Kilimanjaro, una película italiana que cuenta la historia de un estudiante americano buscando diamantes cerca de la montaña en 1930 y que debe hacer frente a los nazis, a los gánsteres chinos y a las tribus locales. En otro ámbito, el volcán también aparece en la película de dibujos animados El rey león II.

### En publicidad y otros medios

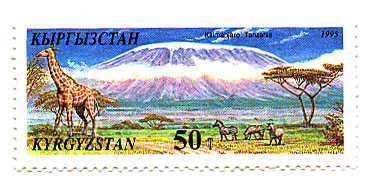
Representación del Kilimanjaro en un sello de Kirguistán emitido en 1995.

La imagen cambiante del Kilimanjaro en el imaginario colectivo acompaña el éxito que la montaña adquiere en las artes después del Siglo de las Luces y el desarrollo de turismo es probablemente responsable de su popularidad, a medida que los soportes se diversifican: tejidos (batik), estampas, litografías, grabados en cobre y acero, fotografías, etc. Sin embargo, sus dimensiones y las trabas impuestas por las prácticas artísticas han sido durante mucho tiempo un obstáculo para la diversificación de su representación. A menudo aparece como telón de fondo de vistas compuestas con animales salvajes, flora exótica o guerreros masái en primer plano. Estas representaciones son principalmente un reflejo de los prejuicios culturales y estereotipos occidentales sobre África. En los primeros tiempos, tenían un aspecto inquietante; después, son más románticas. Una constante es el círculo de nubes, en primer lugar para hablar de su lado misterioso, después, de su dimensión espiritual y, finalmente, de su altura.
Monseñor Le Roy es uno de los que ha producido la mayoría de los grabados sobre el Kilimanjaro (una obra notable es Le Kilima-Njaro, vue prise du Matchamé, de 1893). También es uno de los primeros, con J. Chanel, que tomó fotografías de la montaña en los años 1890. La fragilidad de las primeras placas fotográficas crea problemas de sobreexposición. Así, las dificultades inherentes a esta técnica más auténtica son una de sus debilidades, pero ayudará a diversificar los puntos de vista de la cumbre.
También la publicidad se apropia del símbolo: se convierte en logotipo de marcas de agua mineral, de cerveza, de café, de té, de cigarrillos, de agencias de viaje o de cadenas hoteleras. Se ha incluido su nombre en eslóganes: «Air Tanzania, les ailes du Kilimandjaro» (Air Tanzania, las alas del Kilimanjaro) o «la Tanzanie, terre du Kilimandjaro et de Zanzibar» (Tanzania, la tierra del Kilimanjaro y de Zanzíbar) (State Travel Service). Es compartido por tanzanos y keniatas dependiendo de si la pareja Kibo-Mawenzi se representa en un sentido u otro. Tampoco es inmune a monedas y sellos. Finalmente, con el turismo de masas, la tarjeta postal parece recobrar el conformismo de las primeras representaciones artísticas de dos maneras: debe ensalzar los recursos naturales y la identidad de la región.